# Wojny Aleksandra Wielkiego
Wojny Aleksandra Wielkiego – kampanie wojenne, które stoczył Aleksander Wielki od 336 do 323 roku p.n.e.
W 336 roku p.n.e. Aleksander III Macedoński odziedziczył po swoim ojcu, Filipie II, silne państwo macedońskie oraz dobrze zorganizowaną i doświadczoną armię. Już w pierwszym roku swoich rządów podjął decyzję o kontynuowaniu planów ekspansji pozostawionych przez Filipa II. Głównym celem było wyruszenie do Azji Mniejszej kontrolowanej przez Persję, aby wyzwolić tamtejsze greckie polis.
Przed wyprawą na Persów Aleksander przeprowadził kampanię wojenną na Bałkanach, a następnie ujarzmił zbuntowane przeciwko niemu Teby i pozostałe greckie miasta-państwa. Po ustabilizowaniu sytuacji w Grecji Macedonia ze Związkiem Korynckim, w 334 roku p.n.e., zaatakowała rządzone przez króla Dariusza III Imperium Perskie, rozpoczynając serię kampanii trwającą 13 lat.
Szereg zwycięstw macedońsko-greckiego oręża w bitwach (najsłynniejsze nad Granikiem, pod Issos i Gaugamelą) wojny Macedonii z Persją złamał potęgę największej wówczas na świecie armii perskiej. To z kolei doprowadziło do upadku istniejącej ponad 200 lat monarchii Achemenidów. Po opanowaniu całej Persji Aleksander rozpoczął w 327 roku p.n.e. kampanię indyjską. Pomimo odnoszonych zwycięstw macedońska armia zbuntowała się i zażądała powrotu do domu.
Skutkiem wszystkich kampanii wojennych Aleksandra Wielkiego było powstanie jednego z największych państw w historii. Upadek istniejącego porządku achemenidzkiego był wstrząsem dla ówcześnie żyjących na całym świecie. Wydarzenia te stanowiły punkt zwrotny w dziejach starożytności i doprowadziły pośrednio do wybuchu wojen diadochów.
Kultura grecka w wyniku wojen Aleksandra Wielkiego rozszerzyła się od Bałkanów i Egiptu na zachodzie po Azję Środkową i Indie na wschodzie, co dało początek epoce hellenistycznej. Kampanie wojenne wywarły wpływ na wiele religii, a także przyczyniły się do rozwoju wielu nauk. Z kolei grecka praktyka działań wojennych osiągnęła szczyt swej potęgi – była uznawana za najpotężniejszą i miała znaczący wkład w rozwój sztuki wojennej w starożytności, stanowiąc wzór dla innych państw obszarów śródziemnomorskich i bliskowschodnich.

## Tło sytuacyjne
W 338 roku p.n.e. Macedonia pod władzą Filipa II w bitwie pod Cheroneą pokonała Greków. W rezultacie w następnym roku (337 p.n.e.) został zwołany w Koryncie kongres, składający się z delegatów wszystkich miast greckich położonych na południe od Termopil. Kongres ogłosił pokój powszechny i ustalił zasady funkcjonowania przyszłej federacji greckiej. Pomiędzy utworzonym Związkiem Korynckim a Macedonią zawarte zostało przymierze gwarantujące obronę przed agresją ze strony państw trzecich. Przynależność do Związku zapewniała poszczególnym miastom-państwom i krainom autonomię oraz wolność żeglugi. Hegemonem i naczelnym wodzem Związku Helleńskiego został król macedoński, który miał dowodzić wspólnymi siłami Greków i Macedończyków. Warunki te objęły wszystkie uczestniczące w zjeździe greckie polis, z wyjątkiem Sparty. Gdy negocjacje zostały zakończone uczestnicy złożyli przysięgę. Przykładowo, dla Ateńczyków zawierała następujące sformułowania:

Przysięgam na Zeusa, Ziemię, Słońce, Posejdona, Atenę, Aresa, na wszystkich bogów i wszystkie boginie. Dotrzymam pokoju i nie złamię układów zawartych z Filipem Macedońskim [...] Nie wystąpię przeciw panowaniu Filipa i jego potomków.

W taki sposób Macedonia podporządkowała sobie państwa greckie. Utworzony Związek Koryncki był w swoich założeniach antyperski i miał zostać wykorzystany do planowanej wyprawy wojennej Filipa II na Persję. Po uporządkowaniu stosunków ogólnogreckich podjęto uchwałę na zgromadzeniu wojskowym o wypowiedzeniu wojny Persji. W 336 r. p.n.e. pierwsze oddziały macedońskie wylądowały w Azji Mniejszej, gdzie toczyły walki ze zmiennym szczęściem. Jednakże w tym samym roku Filip II padł ofiarą zamachu a następcą tronu został Aleksander III Macedoński. Pozycja nowego króla nie była początkowo zbyt silna. Wraz ze śmiercią Filipa II nastroje antymacedońskie w Grecji przybrały na sile. Lecz zanim opozycja zdążyła zorganizować opór Aleksander udał się do Tesalii i Koryntu, gdzie zdołał uspokoić sytuację odnawiając układ zawarty w 337 roku. W międzyczasie Macedończycy byli stopniowo wypierani przez Persów z Azji Mniejszej. Pomimo tego najważniejsi wodzowie, tacy jak Parmenion i Antypater, dalej pokładali nadzieje na pomyślność przyszłej wyprawy na Persję, widząc w Aleksandrze najlepszego realizatora planów Filipa II.

## Kampania bałkańska i Grecja
Po stabilizacji sytuacji w greckich polis król Aleksander pod koniec 336 roku p.n.e. zdecydował się wyruszyć z wojskiem na północne krańce państwa macedońskiego. Kampanii tej przyświecały trzy cele. Miała ona zabezpieczyć Macedonię przed potencjalnym zagrożeniem ze strony Ilirów i Traków gdy armia Macedońska będzie zmagać się z Persami w Azji Mniejszej, posłużyć jako zakrojone na wielką skalę ćwiczenie taktyczne przed atakiem na Persję oraz zweryfikować lojalność greckich sojuszników. Na wiosnę 335 roku p.n.e. Aleksander wyruszył z armią liczącą ok. 25 000 ludzi, 5000 koni oraz ze sprzętem oblężniczym z Amfipolis do Tracji przeciwko Triballom i Illirom. Wojska lądowe wsparła flota morska licząca od 20 do 30 mniejszych jednostek (pentakonterów i triakonterów). Wypłynęła ona z Bizancjum i przez Morze Czarne wkroczyła na Dunaj. W międzyczasie armia pokonywała trasę Kawala–Mesta–Rodopy docierając do Filipopolis. Aleksander planował połączyć siły na Dunaju w okolicach miejscowości Ruse. Po dotarciu do Filipopolis król ruszył w kierunku gór Hajmos, gdzie napotkał pierwszy opór w przełęczy Szipka. W wąwozie doszło do starcia: poległo 4500 Triballów przy stratach 40 pieszych i 11 konnych Aleksandra. Po około trzech dniach flota morska i armia lądowa połączyły się w wyznaczonym wcześniej punkcie. Naprzeciwko miejsca spotkania znajdowała się wyspa Peuke, na której schronił się król Triballów wraz z trackimi oddziałami wspieranymi przez około 10 000 pieszych i 40 000 konnych Getów. Z powodu ograniczonych zasobów Aleksander zdecydował się na forsowanie Dunaju pod osłoną nocy. Już o poranku po drugiej stronie brzegu znalazło się 4000 piechoty i 1500 jazdy macedońskiej. Getowie zaskoczeni manewrem Greków uciekli. Będący pod wrażeniem sprawności kunsztu militarnego Aleksandra, Tryballowie z wyspy wysłali posłów z darami prosząc o przyjaźń i sojusz. Wieść o wygranej Macedończyków dotarła do innych szczepów, które również zdecydowały się podporządkować Macedonii. Nawet Celtowie znad Morza Adriatyckiego nawiązali rozmowy, jednakże było to prawdopodobnie spowodowane ciekawością aniżeli realnym zagrożeniem, ponieważ mieszkali oni daleko od terenu działań Aleksandra. Pomimo tego Celtowie zawarli z Macedończykami przymierze i układ o przyjaźni.

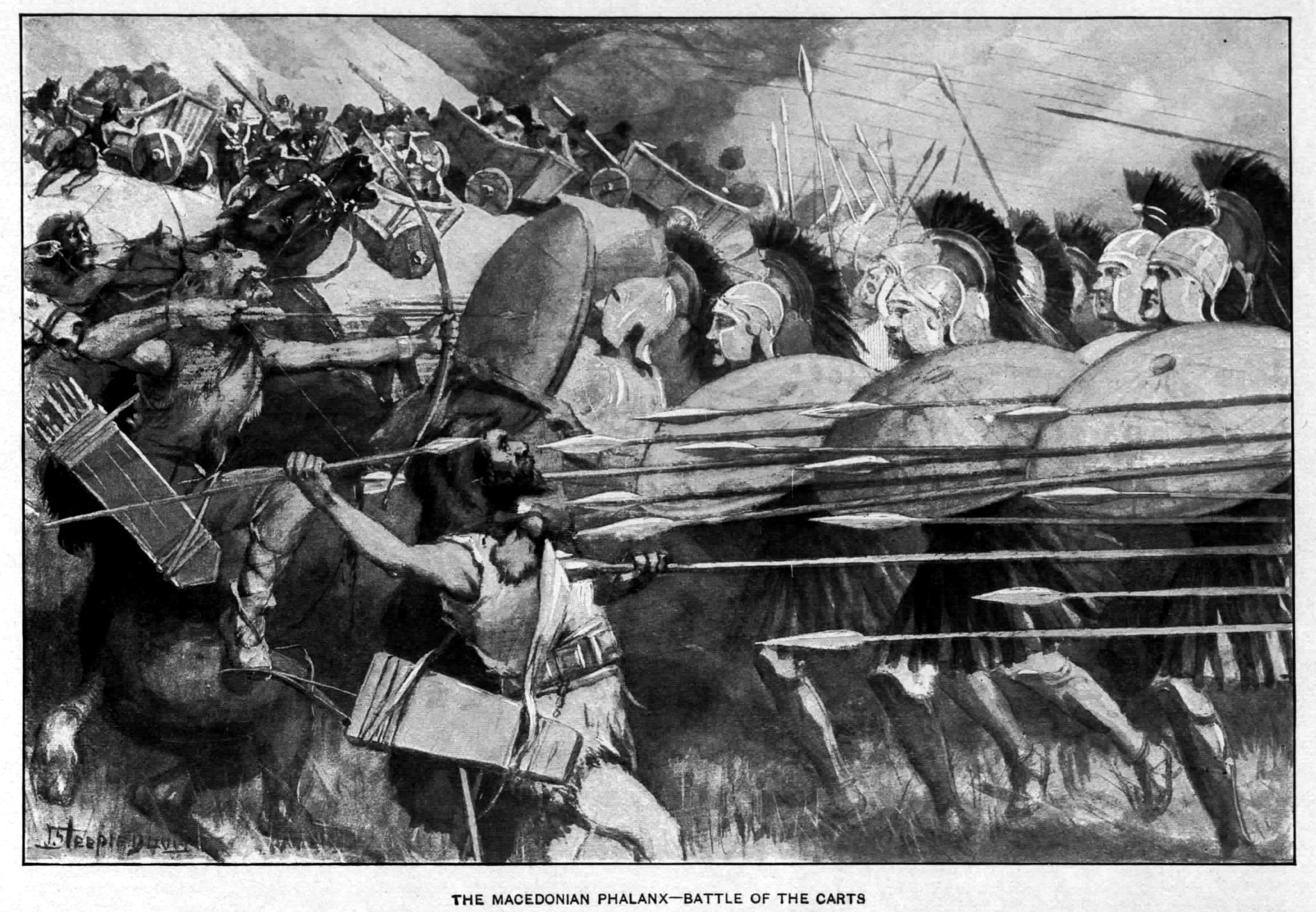
Falanga macedońska walcząca z Trakami (335 r. p.n.e.)

Armia macedońska po pokonaniu przeciwników pomaszerowała z powrotem przez przełęcz Szpika, skręcając następnie na zachód opuściła kraj Tryballów i wkroczyła na terytorium, którym rządził przyjaciel Aleksandra - Langaros król Agrian (okolice współczesnej Sofii). Późnym latem zaczęły dochodzić do Aleksandra niepokojące wieści z Ilirii: zbuntował się król iliryjskich Dardanów, Klejstos, i dołączył do niego król Taulantiów, Glaukias. Dodatkowo Autariaci zaplanowali uderzenie na maszerującego króla Macedonii. Sytuacja stała się dla Macedończyków niebezpieczna: cała zachodnia granica Macedonii była zagrożona, a po kilku miesięcznym marszu i walkach żołnierze byli zmęczeni. Aby powstrzymać przeciwników król Macedonii rozdzielił zadania. Langaros ruszył na Autariatów, których zdołał samodzielnie rozbić. Z kolei Aleksander poprowadził swoje oddziały przez Pelagonię, Linkos i Orestis, aby ochronić swoje królestwo. Następnie skręcił na północ i dotarł do rzeki Eordajkos. Tam rozbił obóz w pobliżu Pelion, gdzie Klejstos osadził garnizon. Aleksander dotarł na miejsce przed Glaukiasem, bez którego Klejstos nie mógł samodzielnie uderzyć na królestwo macedońskie. Z tego powodu król Dardanów zdecydował się wycofać swoje oddziały do twierdzy Pelion. Aleksander mógł rozpocząć oblężenie, jednakże następnego dnia nadciągnął Glaukias z wielką armią. Taulantiowie próbowali nieudolnie przerwać linię zaopatrzenia Macedończyków. Aleksander, okrążony wojskami nieprzyjaciela, zdecydował się na podstęp. Na równinie uszykował armię i przystąpił do pokazu musztry w szyku zwartym. Akt ten przestraszył Illirów, którzy uciekli z podgórskich nizin. Macedończycy nie odpuścili Illirom i rozpoczęli bitwę o Pelion, w której ostatecznie zwyciężyli. Było to ostatnie starcie kampanii bałkańskiej, skutkiem której Macedończycy zlikwidowali niebezpieczeństwo ze strony Iliryjczyków i Traków. Na zajętych terenach Macedończycy osadzili załogi oczekując stałej daniny od tubylców.

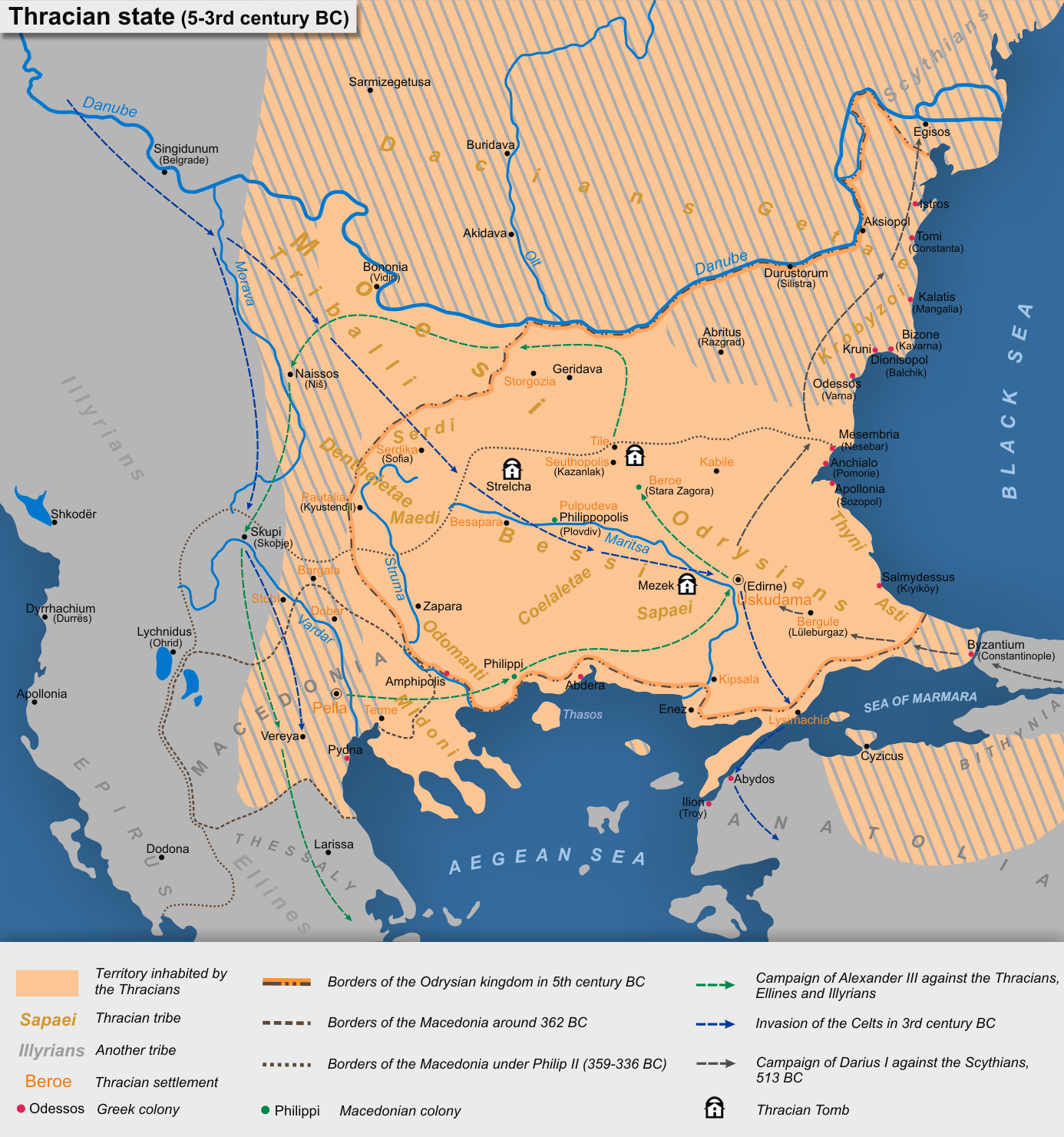
Tereny zamieszkiwane przez Traków (na zielono zaznaczono trasę jaką pokonał Aleksander w wyprawie przeciwko Tryballom i Illirom)

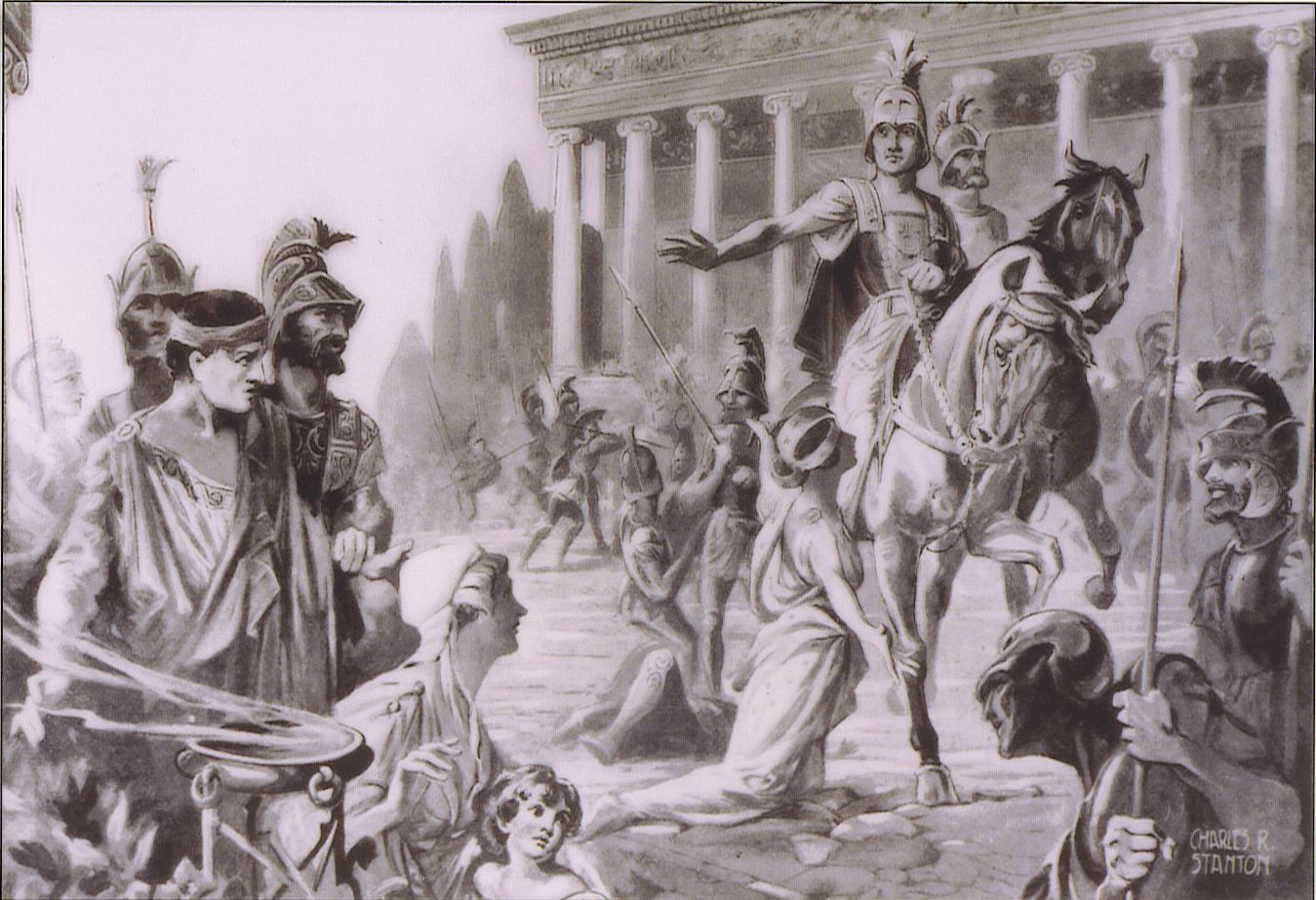
Aleksander Macedoński plądrujący Teby (335 r. p.n.e.)

Po bitwie pod Pelion (prawdopodobnie gdzieś na drodze między Prilepem a Bitolą) Aleksander spotkał się z Langarosem powracającym ze zwycięskiej bitwy z Autariakami. Król Agrian poinformował Aleksandra o properskim buncie jaki wybuchł w Tebach przeciw zwierzchnictwu macedońskiemu. Jednocześnie w Atenach Demostenes, ponoć przekupiony przez Persów, ogłosił, że Aleksander wraz z całym korpusem ekspedycyjnym został zmasakrowany przez Tryballów. Grecki orator nakłonił Ateńczyków i Spartan do przejścia na stronę Persów. Doszło również do tajnych kontaktów między wrogimi Aleksandrowi politykami ateńskimi a równie niechętnym mu macedońskim wodzem Attalosem. Ponadto Etolowie zajęli postawę jednoznacznie wrogą wobec Aleksandra. Wydarzenia te były wspierane finansowo przez króla Persji Dariusza III, który zrezygnował z dotychczasowej polityki nieinterwencji w sprawy greckie i chciał powstrzymać wzrost potęgi Aleksandra, o którym wiedział, że ma plany wtargnięcia do perskiej Azji Mniejszej. Greckie polis natomiast były zainteresowane wyzwoleniem się z dominacji macedońskiej, dlatego przy perskim wsparciu utworzyły ligę antymacedońską.
Aleksander zdecydował się ruszyć z Ilirii pod Teby, aby nieść pomoc macedońskiej załodze, osadzonej w miejskim zamku Kadmei, oblężonej przez Teban. Wojska macedońskie pokonały trasę wiodącą przez góry Grammos, Pindos, Kambunia, Pelinnę w północnej Tesalii i Onchestos w Beocji. Następnie bez przeszkód przeszły Termopile dzięki czemu armia mogła zacząć ściągać zaopatrzenie i sprzymierzone oddziały. Marsz ten trwał 14 dni i odbył się w szybkim tempie, co pozwoliło odciąć Teby od ewentualnych posiłków z Aten lub innych państw. Gdy armia macedońska, według Diodora licząca 30 000 pieszych i 3000 konnych, znalazła się pod murami Teb Aleksander czekał na pokojowe rozwiązanie konfliktu, tj. wyrażenie skruchy i ponownego podporzadkowania się Związkowi Korynckiemu przez Teban. Jednakże Tebańczycy nie ugięli się pod żądaniami Macedończyków. Wówczas rozpoczęła się bitwa, w której zwyciężyli obrońcy porządku macedońskiego. Na rozkaz Aleksandra miasto zostało doszczętnie zburzone. Król Macedonii nakazał również egzekucję 6000 mieszkańców, kolejnych 30 000 sprzedał w niewolę, a wygnańców tebańskich wyjął spod prawa w całej Grecji. Wyrok wykonano bez zwłoki we wrześniu. Król Macedonii obiecał pozostałym polis dobre traktowanie, jeśli poddadzą się bez walki. Od Ateńczyków zażądano wydania Demostenesa i innych wybitniejszych przedstawicieli partii antymacedońskiej, jednakże później wycofano się z tego pomysłu. Akt terroru, który dotknął Teby, rzucił taki postrach na Greków, że powstanie natychmiast załamało się i polis ponownie uznały macedońską dominację. Skutkiem stłumienia buntu było utrzymanie się Związku Korynckiego przynoszącego Macedonii następujące korzyści: stabilność i pokój jaki panował w Grecji oraz przymierze wiążące miasta-państwa z Macedonią, które miało w swoich planach wspólną wyprawę przeciwko Persji.

## Wojna z Imperium Perskim

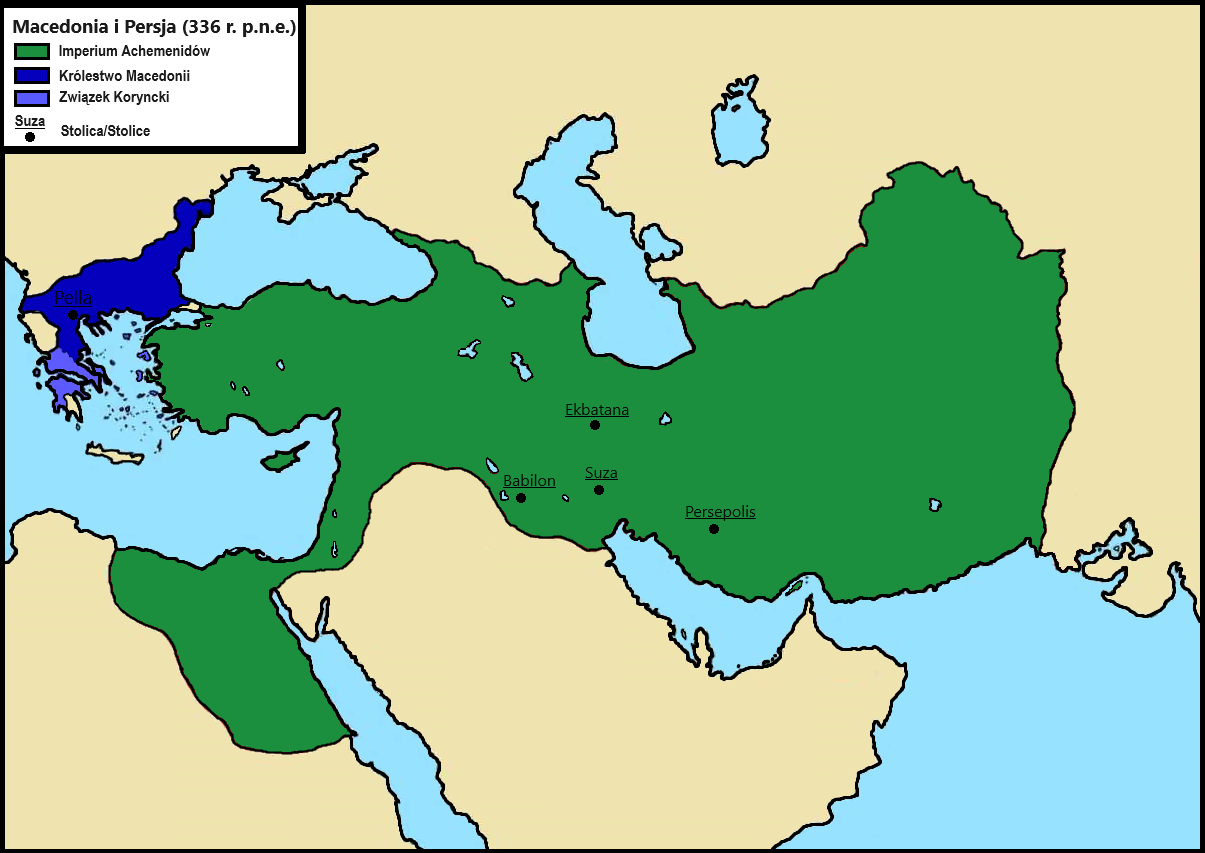
Mapa przedstawiająca Macedonię i Persję w 336 r. p.n.e.

W pierwszej połowie IV wieku p.n.e. sytuacja wewnętrzna Imperium Perskiego była niestabilna. Kraj ten przeżywał niedawne bunty satrapów, spadała wartość bojowa armii perskiej, rosła korupcja oraz szerzyły się intrygi w administracji. Władza monarsza w Persji także charakteryzowała się brakiem stabilności. W 338 r. p.n.e. król królów Artakserkses III po ponad dwudziestoletnim panowaniu został otruty przez Bagoasa. Ten sam los spotkał syna i następcę byłego króla – Arsesa. Po serii zamachów w 336 roku p.n.e. na tronie perskim zasiadł Dariusz III będący człowiekiem pozbawionym inicjatywy i większych zdolności. Pomimo swoich problemów i burzliwego okresu Persja była wówczas największym imperium na świecie rozciągającym się od Hellespontu na zachodzie po rzekę Indus na wschodzie oraz od Egiptu na południu po Jaksartes na północy. Państwo to posiadało ogromne ilości kruszców (m.in. w postaci złota i srebra), sprawnie działający system komunikacji oraz półmilionową armię rozproszoną na ogromnym obszarze imperium. Monarchia Achemenidów rozwijała się gospodarczo, dysponowała wyszkoloną kadrą dowódców wojskowych, a jej pozycja na arenie międzynarodowej była niepodważalna. Pod względem wielkości terytorium i liczby mieszkańców państwo perskie wielokrotnie przewyższało Macedonię i Grecję razem wzięte.
Jesienią 335 i zimą 335/334 r. p.n.e. Aleksander przygotowywał się do wyprawy na Persję pod kątem militarnym i propagandowym. Macedończycy rozpowiadali, że wyprawa do perskiej Azji Mniejszej ma być panhelleńskim aktem zemsty za spalenie świątyń greckich, głównie ateńskich, i krzywdy wyrządzone Grekom przez Persów podczas najazdu Kserksesa I. Pretekstem miała być także chęć wyzwolenia greckich miast znajdujących się pod panowaniem perskim. Nauczyciel Aleksandra, Arystoteles, głosił, że Persowie są barbarzyńcami, a więc zgodnie z powszechną wówczas opinią w świecie greckim, ludźmi niższego rzędu przeznaczonymi do niewolnictwa, natomiast Grecy mieli być stworzeni do panowania nad nimi. Początkowo Aleksander przekonywał macedońskich dowódców, że zamierza jedynie uderzyć na zachodnią część Azji Mniejszej. Było to spowodowane tym, iż wielu najwyższych wojskowych nie uważało za możliwe podbicie całej Persji. Inwazja na państwo Achemenidów miała być dla Aleksandra przede wszystkim wojną zdobywczą. Król Macedonii nie posiadał dokładnych planów na przebieg wojny i nie mógł oszacować czasu jej trwania. Motywy polityczne Aleksandra dla jego wojny przeciwko Persji są sporne i podlegają dyskusji historyków. Według Arriana, Aleksander w liście do Dariusza III postanowił oskarżyć perskiego króla o śmierć swojego ojca pisząc: „Mój ojciec został zamordowany przez spiskowców na twoje polecenie". W związku z tym macedoński władca mógł kierować się osobistymi pobudkami.
Po przygotowaniu i zorganizowaniu armii Aleksander mianował Antypatra dowódcą sił macedońskich (strategosem) w Europie. Do utrzymania porządku w świecie greckim Antypater dostał 12 000 falangitów i 1000 konnych hetajrów oraz 500 lekko zbrojnych konnych. Oprócz żołnierzy otrzymał także szeroki zakres władzy (m.in. został zastępcą hegemona w Związku Korynckim), aby zabezpieczyć Grecję przed potencjalnym buntem w trakcie trwania kampanii. Żeby zapewnić sobie lojalność żołnierzy sił bezpieczeństwa, pozostawionych w ojczyźnie przed wyruszeniem na wyprawę, Aleksander rozdał wszystkie swoje posiadłości ziemskie, dochody, niewolników i bydło. W przekazie Plutarcha Aleksander, zapytany przez Perdikkasa, co pozostawił sobie odparł: „Nadzieję".

### Operacja w Hellesponcie

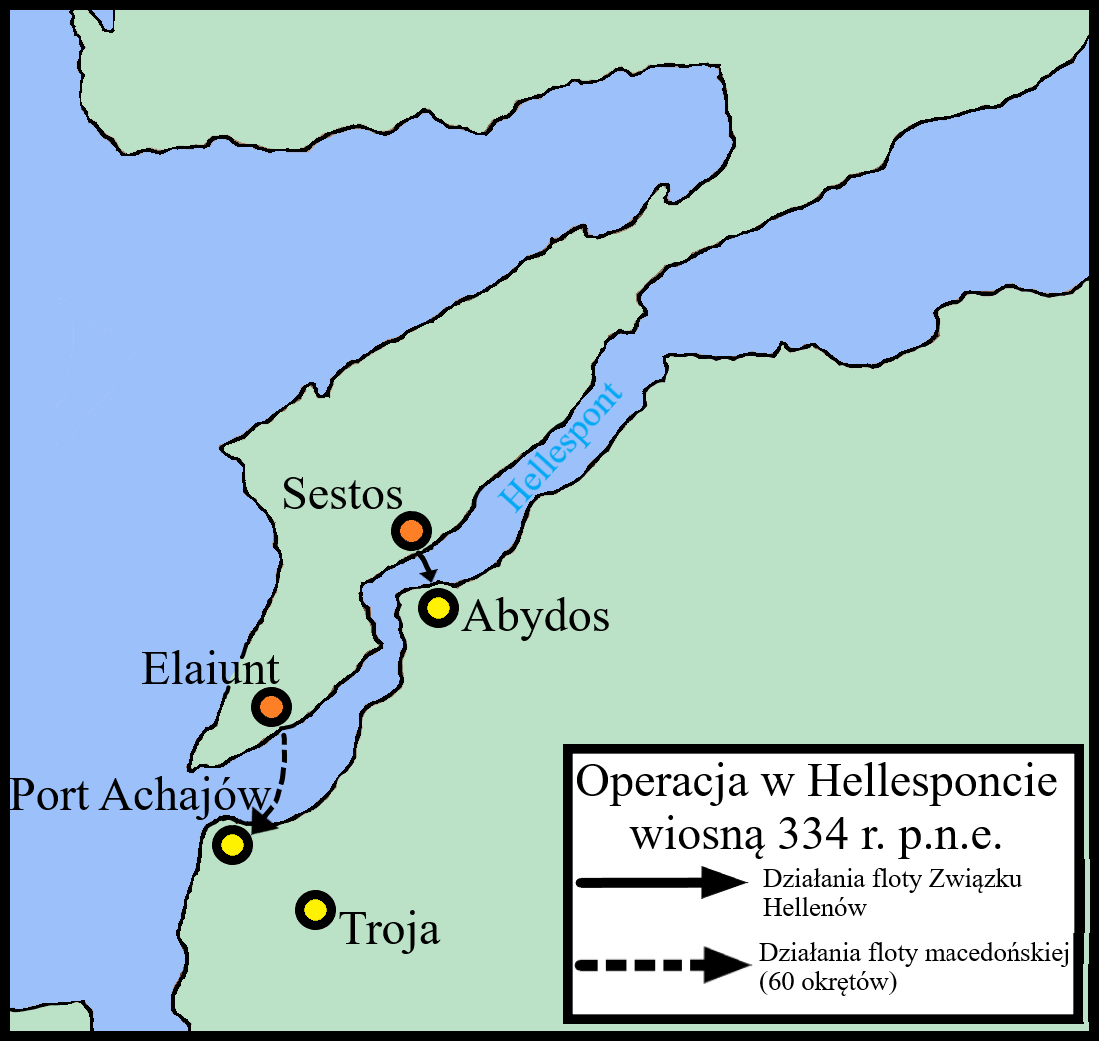
Mapa przedstawiająca operację w Hellesponcie w 334 r. p.n.e.

Wczesną wiosną 334 r. p.n.e. siły morskie Aleksandra, przeznaczone do przerzucenia wojsk lądowych z Europy do Azji, zostały zgromadzone w macedońskich portach na wybrzeżu trackim (przede wszystkim w Amfipolis). Do Amfipolis dotarła również armia lądowa licząca 32 000 pieszych i 5 100 konnych, w tym jedną trzecią stanowili Macedończycy, pod dowództwem Parmeniona. Jeszcze w trakcie wiosny, najprawdopodobniej w marcu, armia Aleksandra Macedońskiego ruszyła w stronę Hellespontu. Marsz do miejscowości Sestos zajął około 20 dni, wojsko w tym czasie pokonywało ok. 35 km dziennie. Jednocześnie z Amfipolis w kierunku cieśniny odpłynęło od 160 do 220 okrętów. Gdy flota morska i armia lądowa spotkały się nad Hellespontem rozpoczęto przerzut wojsk z Azji do Europy. Według Arriana, z Sestos do Abydos pod dowództwem Parmeniona przeprawiono znaczną część piechoty i całą jazdę. Aleksander miał natomiast popłynąć z Elaiuntu do Portu Achajów. Operacja przeprowadzona w Hellesponcie była ogromnym sukcesem strategicznym Aleksandra Macedońskiego. Przeprawa odbyła się bez przeszkód ze strony Persów, którzy posiadali trzykrotnie liczniejszą i o wiele lepiej wyszkoloną flotę. Było to spowodowane tym, iż, pomimo przygotowania i gotowości floty perskiej do działania, Dariusz III i jego doradcy byli opieszali i nie reagowali zdecydowanie na sytuację w zachodniej części imperium. Po wylądowaniu na terytorium Persji Aleksander postanowił odwiedzić Troję leżącą około 25 kilometrów od miejsca przeprowadzenia przerzutu. Znajdował się tam rzekomy grobowiec mitycznego Achillesa. Król Macedonii postanowił odprawić przy nim modły, ponieważ, uważając się za potomka lub nowego Achillesa, wierzył, że da mu on szczęście na wojnie.

### Ofensywa w Azji Mniejszej

#### Bitwa nad Granikiem

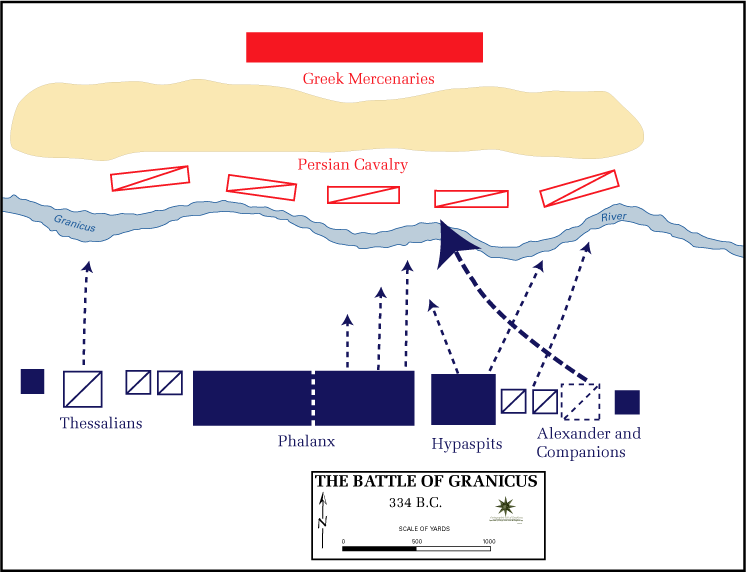
Schemat bitwy nad Granikiem

Po wykonaniu swojej misji w Hellesponcie flota Aleksandra została podzielona na helleńską i macedońską. Helleńska towarzyszyła siłom lądowym przemieszczającym się wzdłuż wybrzeża Azji Mniejszej, a macedońska dowodzona przez Nikanora popłynęła z Abydos w stronę Miletu. Po odwiedzeniu Troi Aleksander ruszył z powrotem na północ i połączył się z głównymi siłami pod Arisbe, nieopodal Abydos. Król Macedonii po przeglądzie i przeliczeniu wojsk poprowadził oddziały w kierunku Daskylionu, zatrzymując się po drodze w Perkote. Następnie armia macedońsko-grecka mijając Lampsakos i Kolonaj dotarła do Priapos. Aleksander poruszając się w głąb terytorium pragnął wciągnąć Persów do regularnej bitwy, ponieważ nie miał ani czasu ani rezerw na oblężenia.
Działania Macedończyków zaalarmowały Persów. Arsites (satrapa perskiej Frygii) zaapelował o pomoc do innych gubernatorów Azji Mniejszej: Arsamesa (satrapę Cylicji) i Spitrydatesa (satrapę Lidii i Jonii). W maju 334 r. p.n.e. wszyscy trzej zgromadzili się pod Zeleją, na wschód od rzeki Granikos, gdzie rozbili obóz i zwołali swoich dowódców na naradę wojenną. Oznaczało to, że nie doceniali swojego przeciwnika i sądzili, że zagrożenie powstrzymają na szczeblu prowincji, nie angażując środków ogólnopaństwowych. Najrozsądniejszy plan kampanii zaproponował Memnon z Rodos, który wiedział wszystko o kłopotach Aleksandra z pieniędzmi i żywnością oraz ponoć otrzymywał wiadomości o nastrojach antymacedońskich jakie panowały w Grecji. Dowódca odradzał bezpośrednie starcie z przeciwnikiem i zalecał taktykę spalonej ziemi, która spowodowałaby, że wojska Aleksandra byłyby zmuszone do odwrotu na skutek braku żywności. W taki sposób Persowie zdobyliby czas na zgromadzenie armii i floty, aby przenieść działania wojenne do Macedonii, gdy siły Aleksandra byłyby jeszcze podzielone. Jednakże satrapowie małoazjatyccy, z Arsitesem na czele, odrzucili koncepcję Memnona i opowiedzieli się za natychmiastową bitwą. Planowali uderzyć na bazę Aleksandra w Abydos, gdyby ruszył na południe. Satrapowie przenieśli wojska z Zelei nad wschodni brzeg rzeki Granikos, gdzie zajęli pozycje obronne. Persowie posiadali w tamtym miejscu od 22 000 do 40 000 żołnierzy. W maju/czerwcu 334 r. p.n.e. armia Aleksandra licząca od 18 100 do 49 100 ludzi dotarła nad Granik. Doszło wówczas do bitwy, w której Persowie ponieśli klęskę. Aleksander Macedoński odznaczył się w niej geniuszem militarnym. W starciu poległo od 1000 do 6 500 Persów i najemników greckich, wzięto do niewoli ok. 2000 najemników greckich, których wysłano na roboty do Macedonii. W bitwie zginęli również Spitrydates i Mitrydates. Macedończycy i Grecy stracili od 34 do 115 osób.

#### Zajęcie Sardes
Duża część perskich żołnierzy rozproszyła się, satrapowie stracili ducha. Arsites uciekł w głąb Frygii Większej i tam z rozpaczy popełnił samobójstwo. Memnon wycofał się w kierunku Morza Egejskiego, a Arsames zbiegł do Cylicji. Aleksander mianował generała Kalasa swoim reprezentantem na terenie Frygii Hellespontyjskiej. Na opanowanych przez Macedończyków ziemiach był wprowadzany porządek de facto niewiele różniący się od perskiego. Król Macedonii w wyzwalanych miastach greckich wspierał przemiany polityczne, promując przede wszystkim system demokratyczny. Aleksander kazał Kalasowi nie zmieniać wysokości podatków jakie miejscowa ludność opłacała wcześniej państwu perskiemu. Po bitwie nad Granikiem wojska macedońskie wkroczyły do Zalei. Aleksander nie zastosował represji wobec mieszkańców, prawdopodobnie wierząc, iż wcześniej ugościli oni Persów jedynie z przymusu. Następnie Parmenion dotarł do Daskylionu, który zajął bez trudu, ponieważ perski garnizon uciekł przed jego przybyciem.  Kolejnym celem Macedończyków i Greków stało się Sardes, stolica satrapii lidyjskiej, miasto o wielkim znaczeniu strategicznym, które znajdowało się na początku drogi królewskiej do Suzy. Armia Aleksandra wkroczyła do tego miasta bez walki, ponieważ zostało ono wydane przez dowódcę stacjonującego tam garnizonu perskiego. W miejsce Persów król Macedonii wprowadził własny garnizon, który powierzył, wraz z władzą nad satrapią lidyjską, Asandrowi (bratu Parmeniona). Lidyjczykom dano szeroki zakres wolności, a część z nich rozpoczęła szkolenie, aby dołączyć później do służby w wojskach królewskich Aleksandra.
Wyruszając z Sardes armia macedońsko-helleńska w niespełna cztery dni pokonała około 112 km trasę docierając do Efezu. Podobnie jak stolica satrapii lidyjskiej Efez został zajęty bez żadnego oporu przez Parmeniona, gdyż na wieść o nadejściu wojsk załoga miasta, złożona z najemników, uciekła. Ponownie wprowadzono demokrację. Aleksander zdecydował, że wszystkie greckie polis Azji Mniejszej będą zwalniane z płacenia danin. Gdy macedoński władca stacjonował jeszcze w Efezie przybyli do niego delegaci z Magnezji i Tralles ogłaszając oddanie swoich miast. Wykorzystując przyjazne nastroje w miastach greckich Aleksander wysłał Parmeniona i Alkimachosa do Jonii, Lidii i Eolidy żeby przyjęli kapitulację tamtejszych miast. Macedończycy zdołali również zdobyć port w Milecie, natomiast samo miasto znajdowało się dalej w rękach perskich. Macedończycy prowadzili rokowania z zarządcą Miletu, co poskutkowało tym, iż perski dowódca deklarował gotowość do oddania miasta. Jednocześnie, wraz z pozyskiwaniem poleis małoazjatyckich, Macedończycy odnosili sukcesy na przyległych wyspach. Po bitwie nad Granikiem do władzy na wyspach (m.in. na Chios) dochodzili zwolennicy sojuszu z Macedonią. Poskutkowało to tym, iż najprawdopodobniej dwa lata później, wyspiarskie poleis do wojny przeciwko Persji wystawiły w sumie 20 trier, czyli tyle ile całe Ateny dostarczyły królowi Macedonii na potrzeby wojenne. Pomimo przejęcia wielu miejscowości Aleksander dalej miał kłopoty finansowe. Podjął więc decyzję, że postara się rozwiązać problem w propagandowy sposób. „Wyzwalane” polis wstępowały do Związku Korynckiego i jako członkowie musiały płacić składki na rzecz wojny prowadzonej przez wszystkich Greków. Sumy te nieznacznie się różniły od haraczu jaki wcześniej musiały płacić Persom. Następne zadanie jakie Parmenion otrzymał od Aleksandra polegało na wzmocnieniu obrony wybrzeża jońskiego przeciw ewentualnym atakom floty perskiej. Wówczas Klazomenaj połączono groblą ze stałym lądem.

#### Oblężenie Miletu

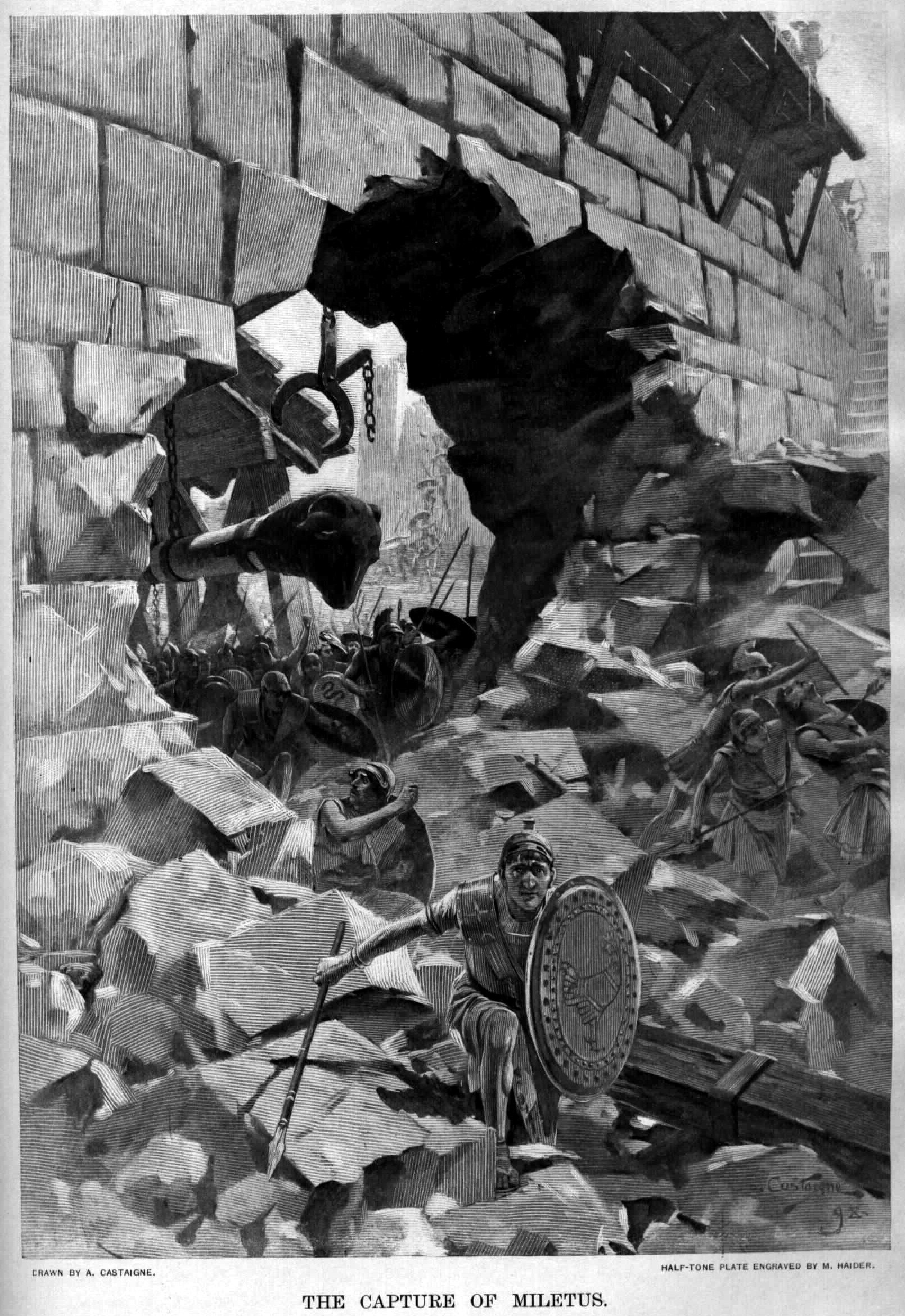
Zdobycie Miletu autorstwa Andre Castaigne

W czasie gdy Aleksander wraz ze swoją armią przebywał w Efezie, u wybrzeży Karii dostrzeżono okręty perskie. Zaobserwowano, że poruszały się one na północ w stronę Miletu. Obecność floty króla królów na Morzu Egejskim zaniepokoiła władcę Macedonii. Obawiał się on, że może ona wesprzeć w Jonii część walczących jeszcze greckich najemników pod perskim jarzmem. Aleksander wiedział, że perski potencjał morski jest bardzo niebezpieczny dla Macedończyków, gdyż Persowie władali Egiptem, Cyprem, Fenicją, całym wybrzeżem aż do Efezu i ściągali już wówczas z tych krain trójrzędowce z załogami wyszkolonych wioślarzy. Na wieść o nadpływającej flocie Dariusza III komendant garnizonu milezyjskiego zmienił zdanie i odmówił oddania miasta. Do przybrzeżnej wyspy Lade nieopodal Miletu dopłynęło 160 okrętów, z załogą liczącą ok. 32 000 marynarzy, pod dowództwem Nikanora, po czym flota zajęła pozycję obronną wobec ewentualnego starcia zbrojnego na morzu. Aleksander natomiast dotarł ze swoją armią pod mury jońskiej miejscowości odcinając ją tym samym od potencjalnego połączenia z perskimi siłami morskimi. Gdy na miejscu zjawiło się 400 perskich okrętów rozpoczęło się oblężenie Miletu. Przez parę dni flota perska próbowała bezskutecznie sprowokować greckie okręty do bitwy, po czym zrezygnowała i odpłynęła na południe w stronę Halikarnasu. Po czasie Milet skapitulował i został zajęty przez Aleksandra. Ocalałe wojska perskie również wycofały się do Halikarnasu.
Po zdobyciu Miletu Aleksander postanowił rozwiązać flotę Związku Hellenów. Zatrzymał tylko kontyngent ateński i parę innych okrętów, które miały służyć jako flotylla transportowa. Zachowane zostały także eskadry w cieśninie Hellespontu. Większość jednostek morskich odesłano na greckie wody. Decyzja ta tłumaczona jest bardzo rozmaicie. Król Macedonii był świadomy, iż flota grecka nie dorównywała perskiej na morzu. Bardzo istotny był aspekt militarny wynikający ze strategicznych koncepcji strony perskiej. Na podstawie relacji rozmów Aleksandra z Parmenionem wydaje się, iż król orientował się w zamiarach Memnona z Rodos. Aleksander był świadomy tego, iż perski dowódca mógł chcieć wykorzystać antymacedońskie nastroje w Grecji (np. doprowadzić do powstania) i tym samym odciąć władcę Macedonii od dostaw z Europy. Wymieniane są również kłopoty finansowe Aleksandra w utrzymaniu floty morskiej Związku Hellenów oraz brak zaufania władcy wobec niej. Władca Macedonii zamierzał wyeliminować niebezpieczeństwa wynikające ze zdecydowanej przewagi Persów na morzu poprzez zajęcie wszystkich miast portowych leżących we wschodniej części basenu Morza Śródziemnego. Wówczas flota perska, pozbawiona baz operacyjnych oraz bez możliwości uzupełniania załóg i sprzętu, przestałaby być groźna.
Strona perska również dokonała zmian w organizacji swojej armii. Dariusz III mianował Memnona z Rodos „zarządcą dolnej Azji i dowódcą floty”, który jeszcze podczas oblężenia przez wojska macedońskie Miletu odesłał Dariuszowi, jako dowód lojalności, żonę i dzieci w charakterze zakładników. Świadczyło to o dużym zaufaniu jakim obdarzali siebie wzajemnie Dariusz i Memnon.

#### Oblężenie Halikarnasu

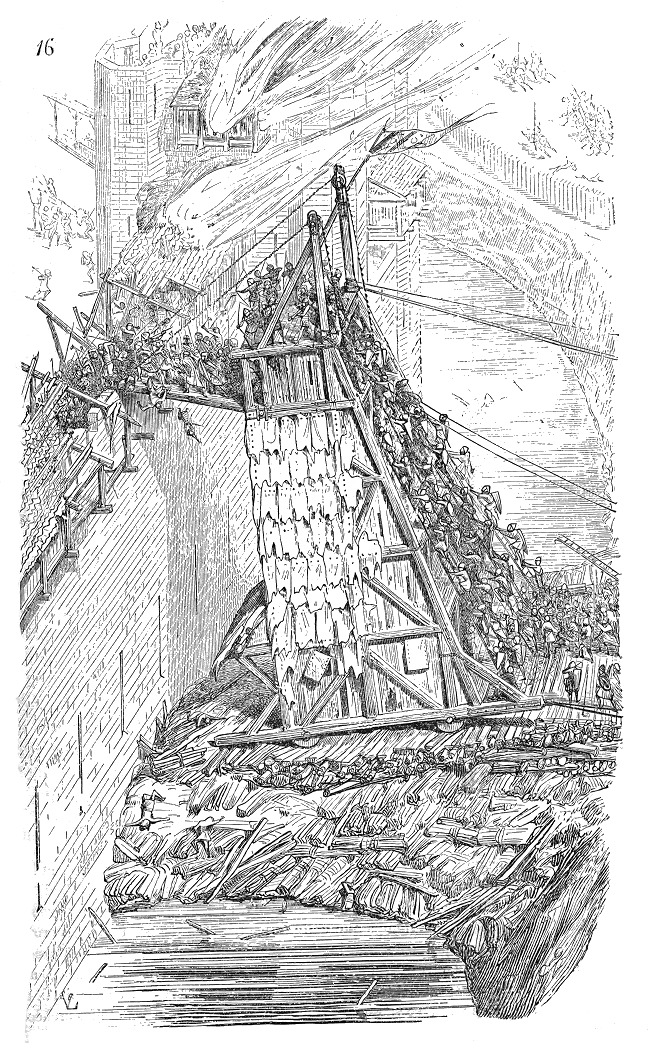
Wieża oblężnicza w trakcie zdobywania Halikarnasu

Z Miletu Aleksander ruszył do Alindy. Gdy dotarł na miejsce przyszła do niego, odsunięta wcześniej przez Persów od władzy, karyjska królowa Ada i dobrowolnie oddała mu swoją warownię. Następnie Aleksander zgodził się zostać zaadoptowany przez królową. Owa adopcja wiązała się z tym, iż po śmierci królowej Aleksander miał prawo narzucić Karii swojego wicekróla, co z resztą nastąpiło w odpowiednim czasie. W ten sposób władca Macedonii legalizował swoją władzę w Karii. Zdecydowana większość posunięć administracyjnych Aleksandra w Azji Mniejszej opierała się na podobnym schemacie. Przejmował perskie instytucje, w tym satrapów i lenne królestwa, w niemal nienaruszonym stanie. Różnice polegały na tym, że satrapów perskich czasem zastępowali Macedończycy, podatki nazywano „składką” a władzę najwyższą sprawował nie król królów lecz Aleksander. Z Alindy wojska macedońskie podążyły na południowy zachód przez góry Latmos, Jassos, Bargylię docierając, na przełomie 334/333 r. p.n.e., pod Halikarnas. Miasto to miało potężne umocnienia i port, gdzie schroniła się zarówno flota perska jak i duża liczba żołnierzy perskich oraz najemników greckich. Całością zgromadzonych sił dowodził osobiście Memnon. Zdobycie Halikarnasu było dla Macedończyków koniecznością, gdyż jeśli miasto wytrzymałoby oblężenie, perska flota miałaby pewną bazę w basenie Morza Egejskiego, co mogłoby powstrzymać pochód armii Aleksandra. Przed rozpoczęciem natarcia na miasto Aleksander, aby zapewnić sobie dostawę maszyn oblężniczych, podjął próbę zajęcia portowej miejscowości Myndos oddalonej ok. 15 km od Halikarnasu. Persowie powstrzymali tę akcję.
Ostatecznie niewielkiej greckiej flocie (20 ateńskich trójrzędowców) udało się niezauważalnie przedostać i przetransportować z Miletu sprzęt oblężniczy dla Macedończyków. Wówczas rozpoczęło się oblężenie Halikarnasu. Zakończyło się ono opuszczeniem miasta przez Memnona i Orontobatesa (satrapę Karii) wraz z większością perskich żołnierzy, którzy przerazili się macedońskimi natarciami. Do miasta wkroczyła armia macedońska. Pomimo tego w rękach perskich pozostał port i kilka silnie umocnionych punktów oporu w miejskich cytadelach. Próby zlikwidowania ich kosztowały Macedończyków tak wiele wysiłku, że Aleksander po czasie odstąpił od ich zajęcia. Władzę nad Halikarnasem i satrapią Karii król Macedonii powierzył królowej Adzie w ten sposób odwdzięczając się za wcześniej okazane mu poparcie w Alindzie. Natomiast Ptolemeusz otrzymał 3000 najemników i 200 konnych, aby pilnować pozostałych w paru punktach oporu Persów (całkowite wyczyszczenie perskiego oporu w Halikarnasie zajęło Macedończykom pełny rok). Aleksander ponadto odesłał do ojczyzny tych Macedończyków, którzy niedawno przed wyprawą wzięli ślub, aby mogli spędzić okres zimowy z żonami. Wraz z nimi wysłał oficerów, którym kazał zwerbować jak najwięcej żołnierzy z Macedonii i Peloponezu.

#### Zajęcie Frygii, Licji i Pamfilii
Król Macedonii mimo świadomości zostawienia za sobą potencjalnie groźnego ośrodku oporu postanowił kontynuować kampanię. Aleksander uważał, iż zdobywanie jedynie nadbrzeżnego pasa nie zapewnia bezpieczeństwa dla prowadzenia dalszej ofensywy na wschód. Sądził, że najlepszym zabezpieczeniem byłoby opanowanie rozległego płaskowyżu w Anatolii skąd płyną wielkie rzeki (Kaikos, Hermos, Kayster i Meander), którymi łatwo byłoby powrócić na wybrzeże. Władca planował jednocześnie zwalczać flotę perską „z lądu” zdobywając porty południowego wybrzeża Azji Mniejszej. Aby osiągnąć oba cele Aleksander podzielił swoje siły na dwie części. Pierwsza z nich składająca się z oddziałów hetajrów i Tessalów, greckiej piechoty, sprzętu oblężniczego, taborów i reszty greckiej jazdy pod dowództwem Parmeniona. Grupa ta miała udać się najpierw do Sardes i stamtąd poprowadzić kampanię przeciw szczepom zamieszkującym centralny płaskowyż Anatolii, zwany również Frygią Większą. Natomiast Aleksander zachował sobie resztę sił i ruszył wzdłuż wybrzeża w kierunku Licji i Pamfilii, aby opanować porty znajdujące się na terenie tych krain.
Zgodnie z planem Aleksander wymaszerował z Halikarnasu na południowy wschód i posuwając się wzdłuż wschodniego brzegu jeziora Köyceğiz minął kontrolowane przez Persów Kaunos i Knidos (później miejscowości te zostały zdobyte przez Ptolemeusza). Po przeprawie przez rzekę Dalaman zajął miasto Hyparna i dotarł do morza pod Telmessos. Miejscowość ta została zdobyta za pomocą podstępu Nearchosa: wysłał on grupę tancerek i niewolnic do komendanta miasta, rozpiły one alkoholem perskich żołnierzy garnizonu, a następnie wszystkich zmasakrowały. Spod Telmessos król Macedonii udał się z żołnierzami nad rzekę Ksantos, gdzie poddało się około 30 miast i wsi. Macedończycy zaczęli szkolić z tych terenów miejscowych Likijczyków, którzy w przyszłości dołączyli do wojsk macedońskich. Dalszy pochód Aleksandra w głąb lądu został zatrzymany, gdyż na drodze znajdowało się pasmo górskie trudne do przejścia w warunkach zimowych. Nieprzyjazny teren i pogoda oraz obecność wrogich, lokalnych plemion skłoniły Aleksandra do odwrotu i kontynuowania marszu wzdłuż wybrzeża. Wracając król Macedonii zatrzymał się, do końca zimy 334/333 r. p.n.e., w Faselis, gdzie dowiedział się o spisku. Zajmując Frygię Parmenion pojmał i przekazał Aleksandrowi perskiego agenta Sisinesa, który rzekomo miał dotrzeć do Aleksandra Linkestesa, jednego z dowodzących tessalską jazdą będącą z Parmenionem. Dariusz III poprzez Sisinesa poinformował dowódcę, że jeśli ten zabije Aleksandra to uczyni go królem Macedonii. Aleksander po naradzie zdecydował się wysłać dowódcę na 4 lata do niewoli, po której został skazany na karę śmierci. Z Faselis armia Aleksandra pokonała ciężką trasę docierając do Perge, które zostało zajęte bez walki, następnie mijając dobrze ufortyfikowany Sillyon, również bez oporu, wkroczyła do miast Side i Aspendos.

#### Oblężenie Termessos
Po zajęciu Licji i Pamfilii Aleksander postanowił wyruszyć w głąb lądu, aby połączyć się z siłami Parmeniona. Aby dotrzeć na płaskowyż Anatolii armia macedońska musiała przejść nieopodal miejscowości Termessos i Sagalassos. Zamieszkiwali je waleczni Pizydyjczycy, którzy starli się zbrojnie z Macedończykami. Aleksander zwyciężył potyczkę zdobywając Selge i Sagalassos oraz tracąc około dwudziestu ludzi. Po bitwie w przeciągu pięciu dni armia macedońska dotarła do Kielajnaj, miasta strategicznego, odgrywającego ważną rolę w sieci komunikacyjnej Anatolii. Władca zdecydował zatrzymać się w mieście, gdyż perski garnizon, liczący 1000 żołnierzy karyjskich i 100 najemników greckich, nie chciał oddać silnie ufortyfikowanego akropolu. Dowódca perski zadeklarował gotowość do kapitulacji bez walki, ale dopiero wtedy, gdy w przeciągu dwóch miesięcy nie otrzyma posiłków od Dariusza (po czasie, zgodnie z zapowiedzią, Persowie skapitulowali, gdyż wsparcie nie nadeszło). Aleksander przyjął tę ofertę i nie tracąc czasu mianował swojego generała Antygona Jednookiego satrapą Frygii środkowej. Dowódca otrzymał 1500 żołnierzy, aby strzegł tego ważnego punktu komunikacyjnego. Z Kielajnaj Aleksander wysłał kuriera do Parmeniona informując go, aby wyruszył z wojskiem do Gordion, gdzie wyznaczył miejsce spotkania, po czym sam wyruszył tam osobiście.

#### Perska kontrofensywa na Morzu Egejskim

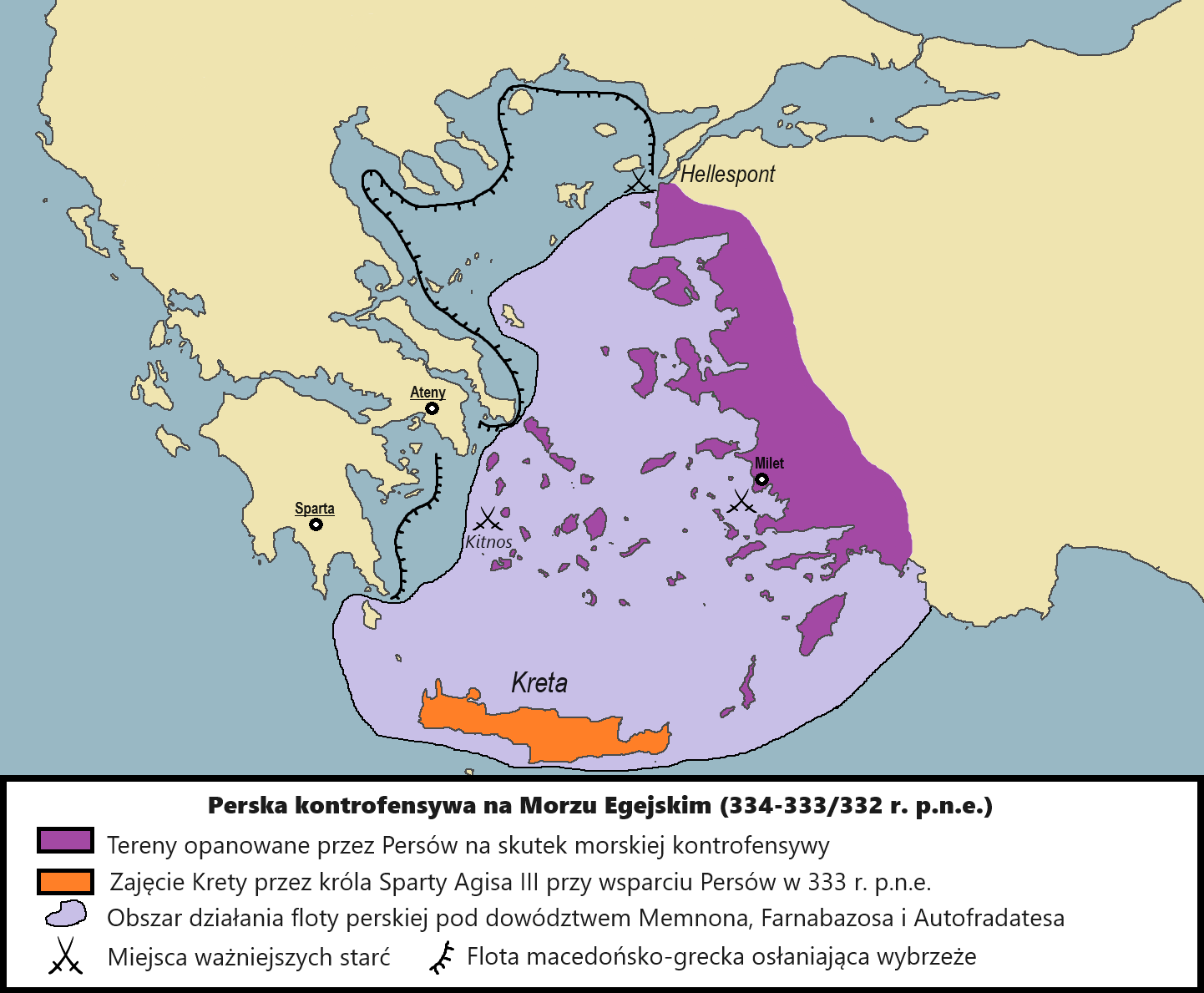
Perska kontrofensywa na Morzu Egejskim (334-333/332 r. p.n.e.)

Po przejściu około 210 kilometrów Drogą Królewską Aleksander wraz z armią dotarł, pod koniec kwietnia 333 r. p.n.e., do Gordion. Tam połączył się z oddziałami Parmeniona, Macedończykami, którzy powrócili z zimowego urlopu oraz posiłkami zwerbowanymi w Macedonii i Grecji: 3000 piechoty macedońskiej, 300 jeźdźców macedońskich, 200 jeźdźców z Tessalli i 150 żołnierzy z Elidy. Jednocześnie wiosną 333 r. p.n.e. Memnon zgromadził około 300 okrętów wraz z poważnymi siłami najemników i przystąpił do kontrofensywy na obszarze Morza Egejskiego. Stało się to możliwe dzięki środkom finansowym jakie uprzednio otrzymał od Dariusza III. Ponadto Wielki Król upoważnił go do zastosowania strategii, jaką Rodyjczyk proponował przed bitwą nad Granikiem - przeniesienie działań wojennych do Grecji i Macedonii. W marcu tego samego roku Memnon zajął Chios oraz Antissę, Metymnę, Pyrrę i Eressos leżące na wyspie Lesbos, a od końca kwietnia do czerwca blokował Mitylenę. Dodatkowo już wcześniej Kos i Samos przeszły na stronę Persów. Równocześnie agenci Memnona działali w samej Grecji. Rozdzielając złoto przekupywali oni ewentualnych popleczników, wzmacniając tym samym antymacedońskie nastroje. Wielki niepokój w promacedońskich greckich polis wywołała wieść o rzekomo mającej nastąpić inwazji floty Memnona na wyspę Eubea. W Sparcie, przyjaźnie nastawionej do Persów, działania Rodyjczyka wzbudziły nadzieje na uwolnienie się spod macedońskiej dominacji. Z kolei Ateny, monitorując bieg wydarzeń, postawiły w stan gotowości bojowej od 350 do 400 trójrzędowców. O tym wszystkim król Macedonii dowiedział się w Gordion od posłańców przebywających znad Morza Egejskiego. Sytuacja stała się więc dla Aleksandra niezwykle trudna, gdyż przejęte Cyklady funkcjonowały jako pomost, z którego Persowie mieli połączenie z greckim lądem stałym, dostawy zaopatrzenia przepływające przez Hellespont mogły zostać zablokowane, a Grecja była na skraju antymacedońskiego powstania.

##### Węzeł gordyjski

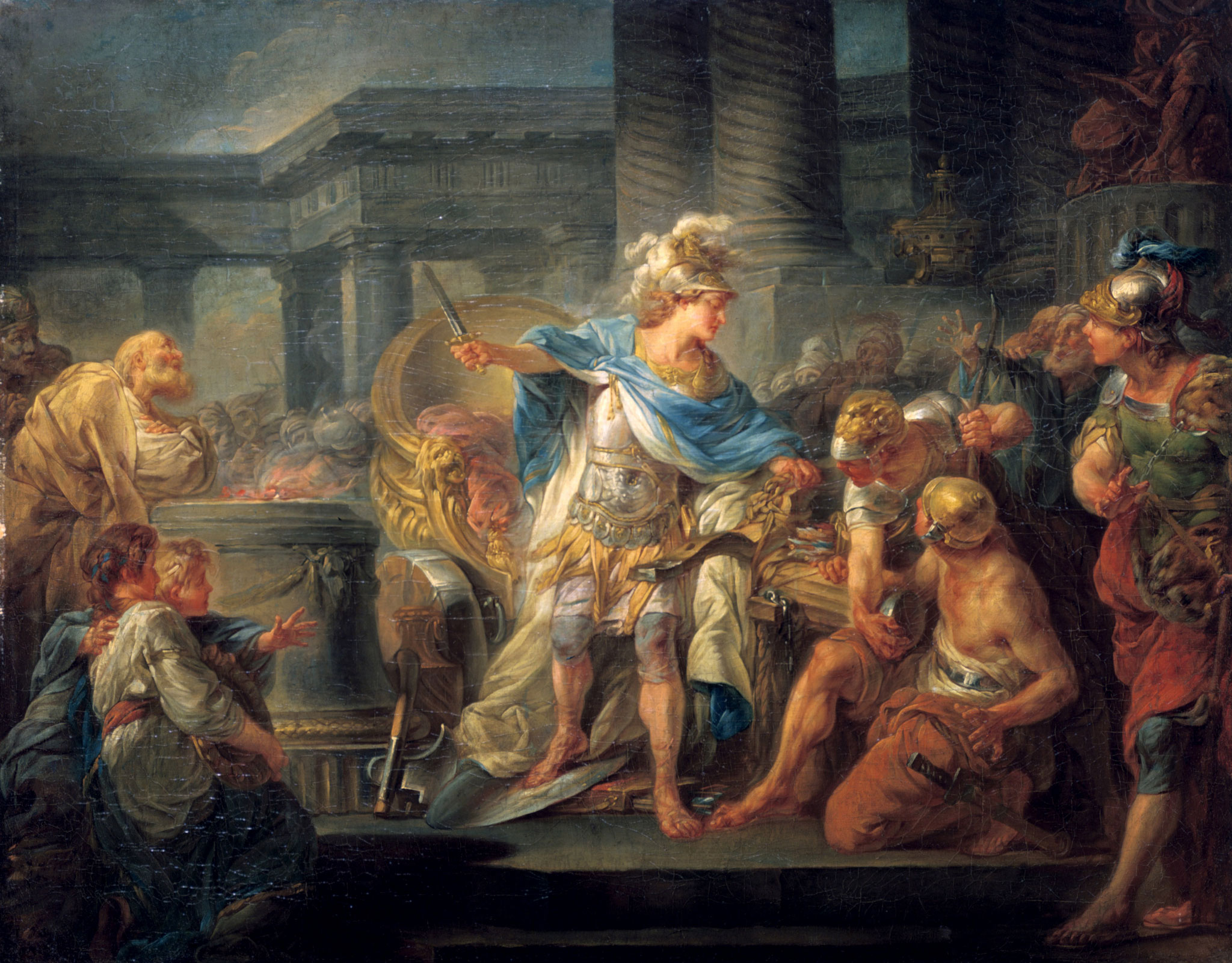
Aleksander Macedoński rozcina węzeł gordyjski

Postawiony w ciężkiej sytuacji Aleksander musiał podjąć niezmiernie ważną decyzję. Miał do wyboru dwa rozwiązania. Mógł kontynuować wyprawę ryzykując utratę Hellespontu, a może nawet całej Macedonii i podjąć próbę powstrzymania Memnona jedynie dostępnymi środkami, albo zawrócić w stronę ojczyzny, rezygnując tym samym z dalszego marszu i tracąc szanse na doprowadzenie do upadku Imperium Achemenidów. Na podjęcie decyzji wpłynęło wydarzenie z „węzłem gordyjskim”. W Gordion znajdował się wóz, którego dyszel był połączony z jarzmem za pomocą sznura, który zawiązano w skomplikowany węzeł. Według przepowiedni znanej Grekom ten, kto go zdoła rozwiązać, będzie rządził całą Azją. Aleksandra zaprowadzono do miejsca, gdzie znajdował się węzeł. Król Macedonii stwierdził: „Co za różnica, w jaki sposób go rozwiążę?”, po czym wyjął miecz i przeciął nim węzeł. Czyn ten wywołał entuzjazm wśród żołnierzy i spowodował, iż macedoński władca zadecydował o kontynuowaniu kampanii w głąb Persji.
Aleksander rozpoczął proces odbudowy swojej floty (greckie okręty zostały ponownie zmobilizowane) i rozkazał utrzymać Hellespont: dowódcą eskadr strzegących cieśninę został Amfoteros (brat Kraterosa), a Hegelochos objął dowództwo nad siłami lądowymi z bazą w Abydos. Otrzymali oni także zadanie odbicia Lesbos, Chios i Kos. Z kolei Antypater na obronę Grecji otrzymał środki pieniężne, dzięki którym utworzył, pod dowództwem Proteasza, eskadrę macedońską złożoną z okrętów z Eubei i Peloponezu. Aleksander wysłał również list do Aten, które, dzięki wpływom Fokiona, postanowiły zachować się lojalnie wobec Macedończyków w obliczu perskiej kontrofensywy na Morzu Egejskim. Ze względu na liczbę okrętów, jakimi dysponowało, ateńskie polis utrzymywało na morzu równowagę sił. Jeszcze w Gordion król Macedonii dowiedział się od wywiadu, że Dariusz przebywa w Suzie i zaczął mobilizować liczną armię. Aleksander zdecydował więc nie tracić czasu i po uporządkowaniu spraw ruszył (w maju-lipcu 333 r. p.n.e.) z wojskiem do Ankyry.
W trakcie tej kampanii Aleksander opanował Paflagonię przyłączając ją do Frygii Hellesponckiej zarządzanej przez Kalasa i zwolnił ją z daniny. Bez oporu zajął również Kapadocję. Krainy te zostały administracyjnie luźno podporządkowane Macedończykom, dlatego też potrafiły się buntować: w następnym roku, na terenach Kapadocji, Antygon Jednooki musiał utrzymywać porządek za pomocą wojska, aby nie dopuścić do przerwania linii komunikacyjnych Aleksandra. Król swoimi działaniami rozszerzył władzę aż po Morze Czarne.
W czerwcu podczas oblegania Mitylene z powodu choroby zmarł Memnon z Rodos. Dowództwo nad działaniami przejął jego następca, Farnabazos, któremu asystował perski arystokrata, Autofradates. Początkowo sposób prowadzenia wojny przez wojska perskie nie został zmieniony. Kontynuowano ataki na Mitylene, co doprowadziło do jej kapitulacji i przyjęcia garnizonu perskiego liczącego 2000 najemników. Następnie dwaj nowi dowódcy rozdzielili się: Autofradates prowadził dalej podbój wysp Morza Egejskiego, a Farnabazos z oddziałami najemnymi udał się do Licji. Był to wyraźny zamiar utworzenia drugiego frontu i odzyskania terenów zdobytych przez Macedończyków i Greków. Działania Farnabazosa zostały powstrzymane przez Dariusza, który nakazał wycofanie jego żołnierzy do Trypolis w Fenicji i przyłączenie ich do armii królewskiej. Stało się tak, ponieważ król królów nie wierzył w sukces operacji bez Memnona i po zwołanej w Babilonie naradzie postanowił osobiście poprowadzić swoją armię przeciwko Aleksandrowi. Farnabazos dołączył więc do Autofradatesa, po czym wspólnie, na czele 100 okrętów, zdobyli wyspę Tenedos. Perskie okręty zaczęły operować przy wyspie Samotraka zagrażając Macedończykom w Hellesponcie, a pod koniec lata lub jesienią 333 r. p.n.e. wojska Autofradatesa wylądowały w Jonii, gdzie stoczyły wygraną bitwę z oddziałami Efezu. Mimo zwycięstwa miasto to prawdopodobnie nie zostało odbite przez Persów. Satrapa Orontobates, mając oparcie w cytadelach Halikarnasu, odbił kilka miast (m.in. Myndos i Kaunos). Milet został ponownie podporządkowany perskiej władzy. W pobliżu wyspy Kitnos doszło do potyczki pomiędzy 15 okrętami Proteasza a 10 fenickimi trierami dowodzonymi przez Persa Datamesa. Macedończycy wygrali zdobywając 8 wrogich okrętów. Mimo tej porażki Persom udało się zająć Sifnos i Andros. Ponadto na wyspie Sifnos doszło do bezpośredniego kontaktu między najwyższymi dowódcami perskiej floty a królem Sparty Agisem III, który chcąc podważyć macedońską dominację w Grecji domagał się floty, pieniędzy i sił lądowych. Imperium de facto panowało nad całym Morzem Egejskim.

#### Opanowanie Cylicji
W lipcu 333 r. p.n.e. do przebywającego na terenach Kapadocji Aleksandra dotarła informacja o śmierci Memnona. Później, w tym samym miesiącu, królowi doniesiono również, że Dariusz przeniósł się z Suzy do Babilonu i przygotowuje armię imperium do służby w polu. Z Kapadocji Aleksander ruszył z wojskiem w kierunku Tarsu. Po przekroczeniu rzeki Halys i przejściu przez Tianę Macedończycy dotarli do Wrót Cylicyjskich. Arsames (satrapa Cylicji) spustoszył znajdującą się za Bramą część Cylicji, a przełęcz obsadził jedynie niewielkim oddziałem, dlatego też Aleksander przemaszerował przez nią bez większego problemu. Po przekroczeniu Wrót macedoński władca dowiedział się, że Arsames planuje ograbić, a następnie spalić Tars. Aleksander wysłał więc naprzód Parmeniona z jazdą i lekkozbrojnymi. Perski gubernator, na wieść o szybko nadciągających Macedończykach, uciekł na południe. Tym samym miasto zostało ocalone.

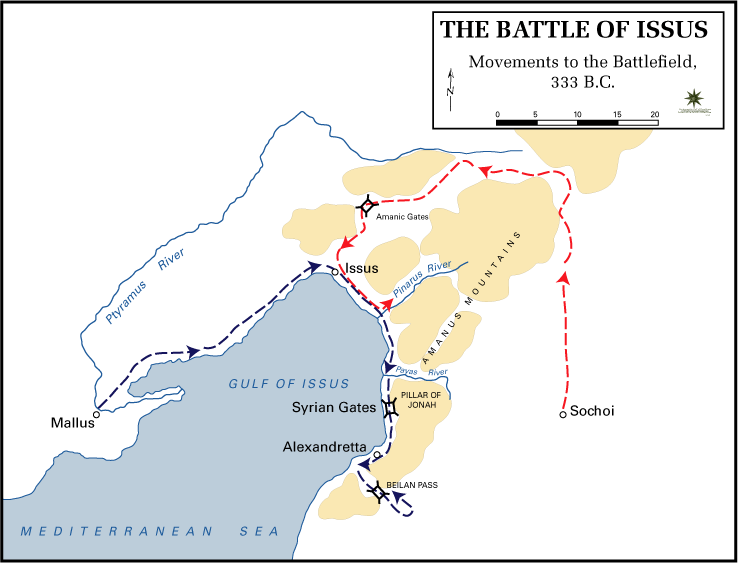
Manewry wojsk przed bitwą: czerwonym zaznaczono perską armię, niebieskim macedońsko-grecką

3 września 333 r. p.n.e. Aleksander dotarł do Tarsu i tam ciężko zachorował. W trakcie choroby króla Parmenion ruszył ze swoimi siłami na zwiad do wschodniej, graniczącej z Syrią, części Cylicji. Macedoński dowódca zdobył portowe miasto Issos i założył tam bazę, a następnie obsadził oddziałami dwie przełęcze: Słupy Jonasza i Wrota Syryjskie. Po tej operacji Parmenion zawrócił na zachód żeby połączyć się z Aleksandrem. Pod koniec września armia Dariusza opuściła Babilon i rozpoczęła marsz w stronę Cylicji. Aleksander został o tym poinformowany, gdy był jeszcze na rekonwalescencji. Gdy wyzdrowiał, w październiku, pomaszerował z Tarsu na zachód, aby opanować tereny Cylicji Trachei. Armia macedońska najpierw dotarła do Anchialos, a później udała się do nadmorskiej miejscowości Soloj, gdzie mieszkańcom narzucono garnizon i obarczono ich karą finansową za „properskie sympatie”. Następnie w pobliskich górach Aleksander w siedmiodniowej kampanii rozprawił się z lokalnymi plemionami. Mniej więcej w tym samym okresie, we wrześniu-październiku 333 r. p.n.e., Ptolemeusz i Asander pokonali pod Halikarnasem satrapę Orontobatesa. Dodatkowo Kos i całe wybrzeże Karii przeszło pod kontrolę Macedończyków. Aleksander dowiedział się o tym w Soloj po powrocie z gór i z okazji tych wydarzeń wyprawił oficjalne święto, po czym wyruszył w stronę Tarsu.

#### Bitwa pod Issos
W trakcie gdy Macedończycy przeprowadzali operacje w Cylicji armia Dariusza, wraz z ogromnym orszakiem, przebyła dystans 900 km docierając z Babilonu do Sochoi (miejsce położone na wschód od Issos) i rozbiła tam obóz. Po drodze Wielki Król odesłał do Damaszku większość taborów i dworzan aby zapewnić swojemu wojsku większą mobilność. Podążając w kierunku wschodniej części Cylicji Aleksander zdecydował się podzielić swoją armię na dwie części. Filotas wraz z otrzymanymi oddziałami udał się do rzeki Pyramus, a król ze swoimi żołnierzami wyruszył do Mallos. W Mallos Aleksander został poinformowany, że armia Dariusza dotarła do Cylicji i zajęła pozycję w Sochoi. Później dwie armie ponownie się złączyły i dotarły do Kastabalon, gdzie do głównych sił macedońskich dołączył Parmenion ze swoim korpusem. Aleksander odbył naradę ze swoim sztabem i zdecydował nie zatrzymywać się pod Issos. Macedoński władca minął Słupy Jonasza i dotarł do Myriandros, gdzie rozbił obóz czekając na nadejście Persów. Tymczasem Dariusz na czele armii ruszył z Sochoi, błyskawicznym marszem przekroczył Wrota Amańskie i zdobył Issos wymordowując tam wszystkich pozostawionych rannych Macedończyków. Dzień po zajęciu Myriandros Aleksander dowiedział się, że siły perskie znajdują się na jego tyłach. Manewr ten zaskoczył króla i Macedończyków.

Szyk wojsk przed rozpoczęciem bitwy pod Issos

Persowie znaleźli się w strategicznie korzystniejszej sytuacji: odcięli armię grecko-macedońską od baz w Cylicji oraz od pozostałej części Azji Mniejszej tym samym przerywając linie dostaw, dominująca na morzu flota perska przypuszczalnie mogła w każdej chwili wesprzeć działania lądowe, a na południe od Aleksandra leżały potencjalnie wrogie miasta perskiej Fenicji. Macedończycy znaleźli się w pułapce. Dariusz mając inicjatywę mógł narzucić miejsce starcia. Król królów szybkim marszem skierował się na południe od Issos. Zorientowany w sytuacji Aleksander zawrócił swoją armię na północ, ponownie przekroczył Wrota Syryjskie i napotkał wojska imperium rozlokowane w szyku bojowym wzdłuż rzeki Payas. Wówczas, w listopadzie 333 r. p.n.e., rozpoczęła się bitwa pod Issos. Siły Aleksandra liczące 26 000 pieszych i 5300 konnych zdołały pokonać 60 000 żołnierzy Dariusza, w skład których wchodziło 30 000 greckich najemników. Władca Persji uciekł z pola walki. Poległo od 270 do 1200 Macedończyków oraz 53 000 Persów, rannych zostało 4500 Macedończyków oraz królowie Aleksander i Dariusz. Zwycięzcy zajęli perski obóz pod Issos, w którym zdobyli 3000 talentów i pojmali Sysygambis – matkę, Statejrę I – żonę króla Persów, jego córki: Statejrę II i Drypetis oraz syna Ochosa. Aleksander potraktował rodzinę królewską z szacunkiem i troską, aby w przyszłości, w oczach elity imperium perskiego, zyskać uznanie swej pozycji jako prawowitego następcy władców achemenidzkich. Z okazji zwycięstwa król Macedonii w pobliżu Issos założył miasto: Aleksandrię ad Issum.

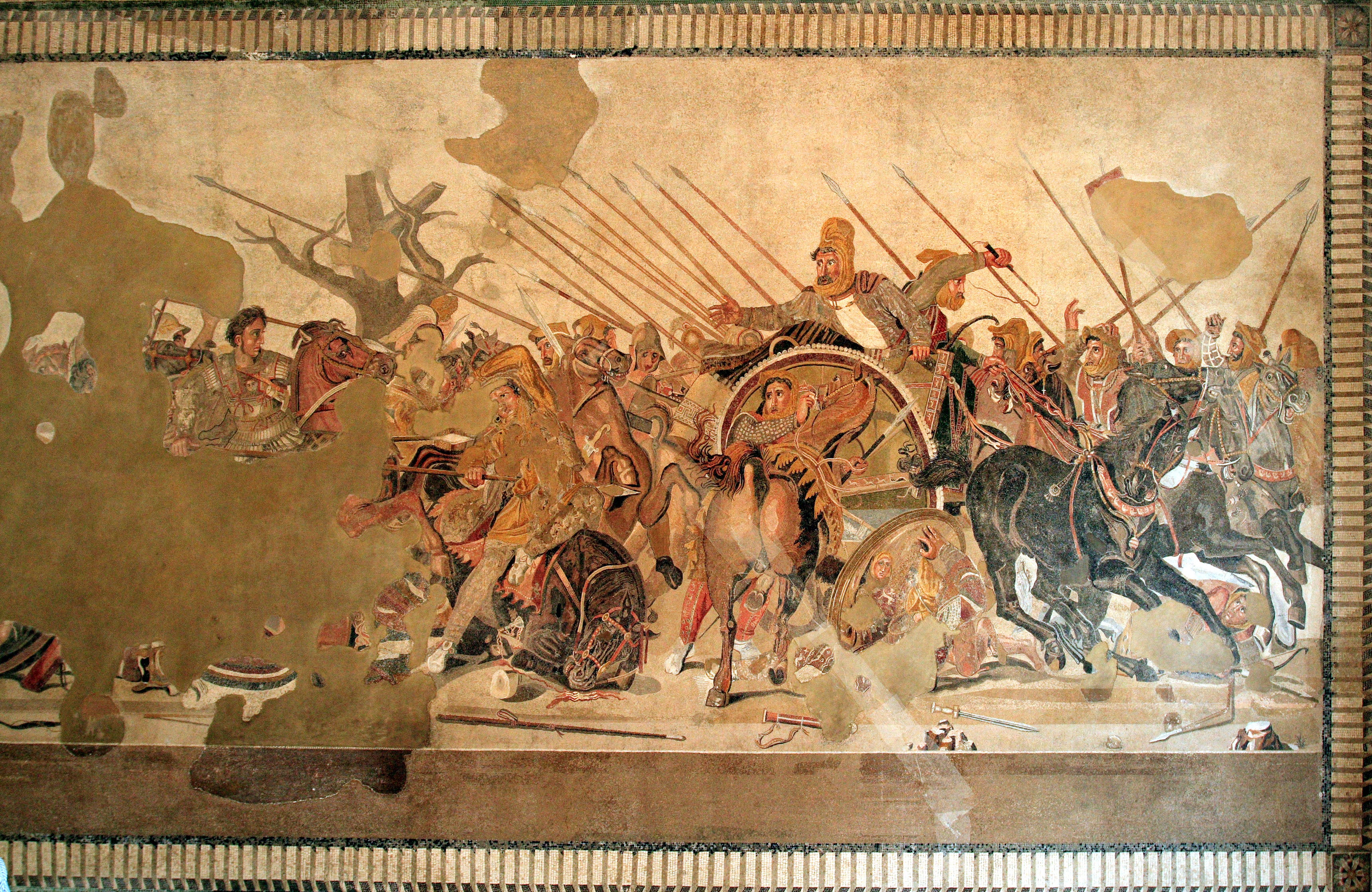
Starożytna mozaika „Bitwa Aleksandra z Dariuszem”: z lewej Aleksander Macedoński, z prawej Dariusz III

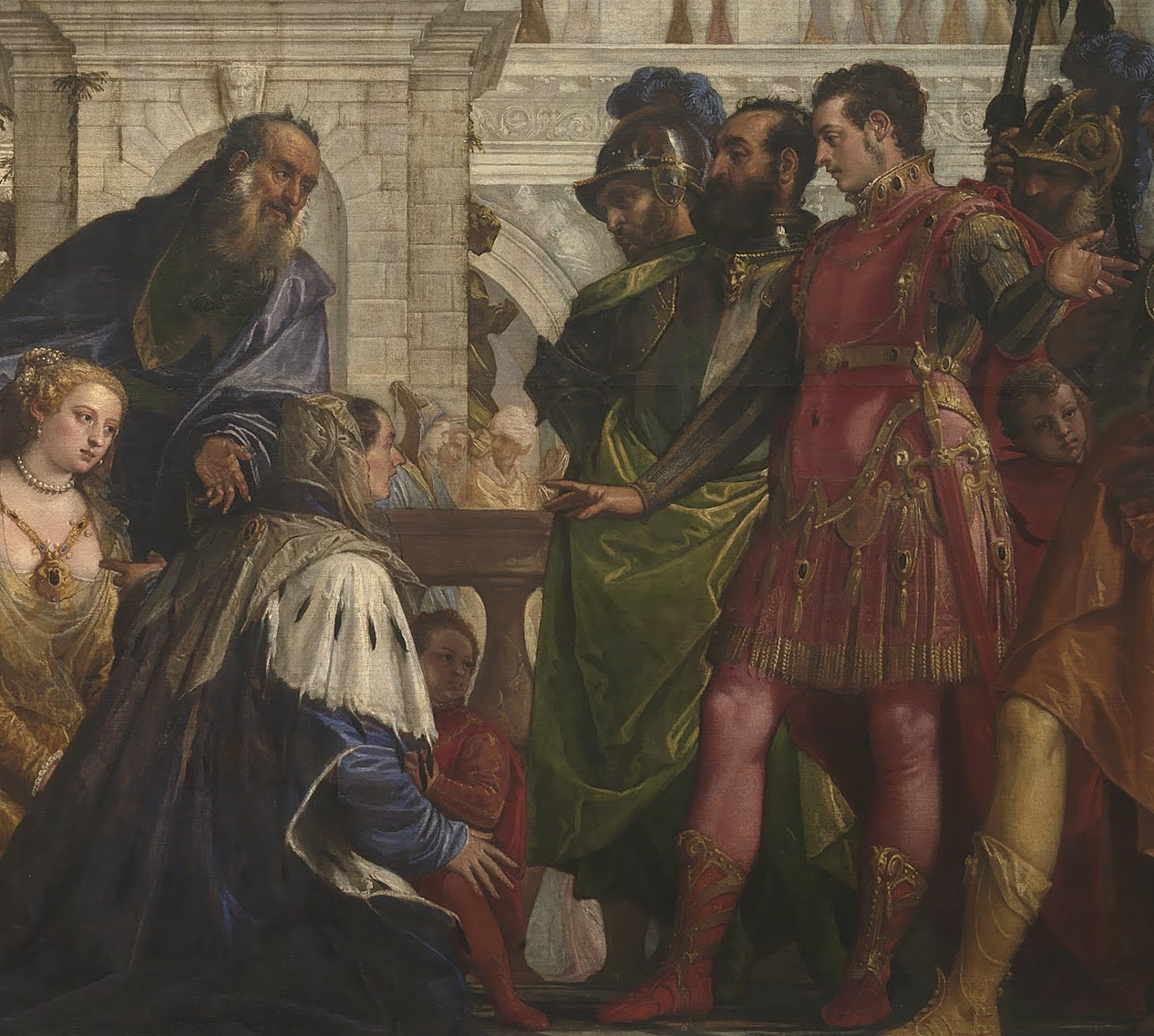
Rodzina króla Dariusza III przed Aleksandrem Wielkim

Pokonana armia rozproszyła się w różnych kierunkach. Król Dariusz wraz z 4000 greckich najemników, którzy przeżyli starcie, zdołał uciec do Babilonu, gdzie rozpoczął działania dyplomatyczne, które potencjalnie mogłyby zatrzymać ekspansję Aleksandra. Około 8000 żołnierzy w służbie perskiej udało się do Trypolis w Fenicji i stamtąd okrętami przetransportowało się na Cypr. Na wyspie podzielili się. 4000 najemników greckich pod dowództwem Amyntasa odpłynęło do Egiptu. W bitwie pod Issos poległ satrapa Egiptu, Sabakes. Amyntas wykorzystał ten fakt i podając się za nowego, wyznaczonego przez Dariusza III, satrapę Egiptu zajął ważną twierdzę Peluzjum. Następnie wraz ze swoimi żołnierzami popłynął Nilem do Memfis, gdzie pokonał perski garnizon. Jednak gdy jego najemnicy rozproszyli się w pobliżu miasta to zostali oni wybici przez Mazakesa (oficjalnego perskiego satrapę Egiptu mianowanego po śmierci Sabakesa). Pozostałe 4000 najemników, którzy z Trypolis popłynęli na Cypr, ostatecznie znalazło się na Krecie, zaciągając się na służbę u króla Sparty Agisa III. Inna grupa pokonanych żołnierzy pod dowództwem perskich oficerów uciekła do Azji Mniejszej i z rekrutami z Kapadocji i Paflagonii najechała Lidię. Zostali oni rozbici przez Antygona Jednookiego.

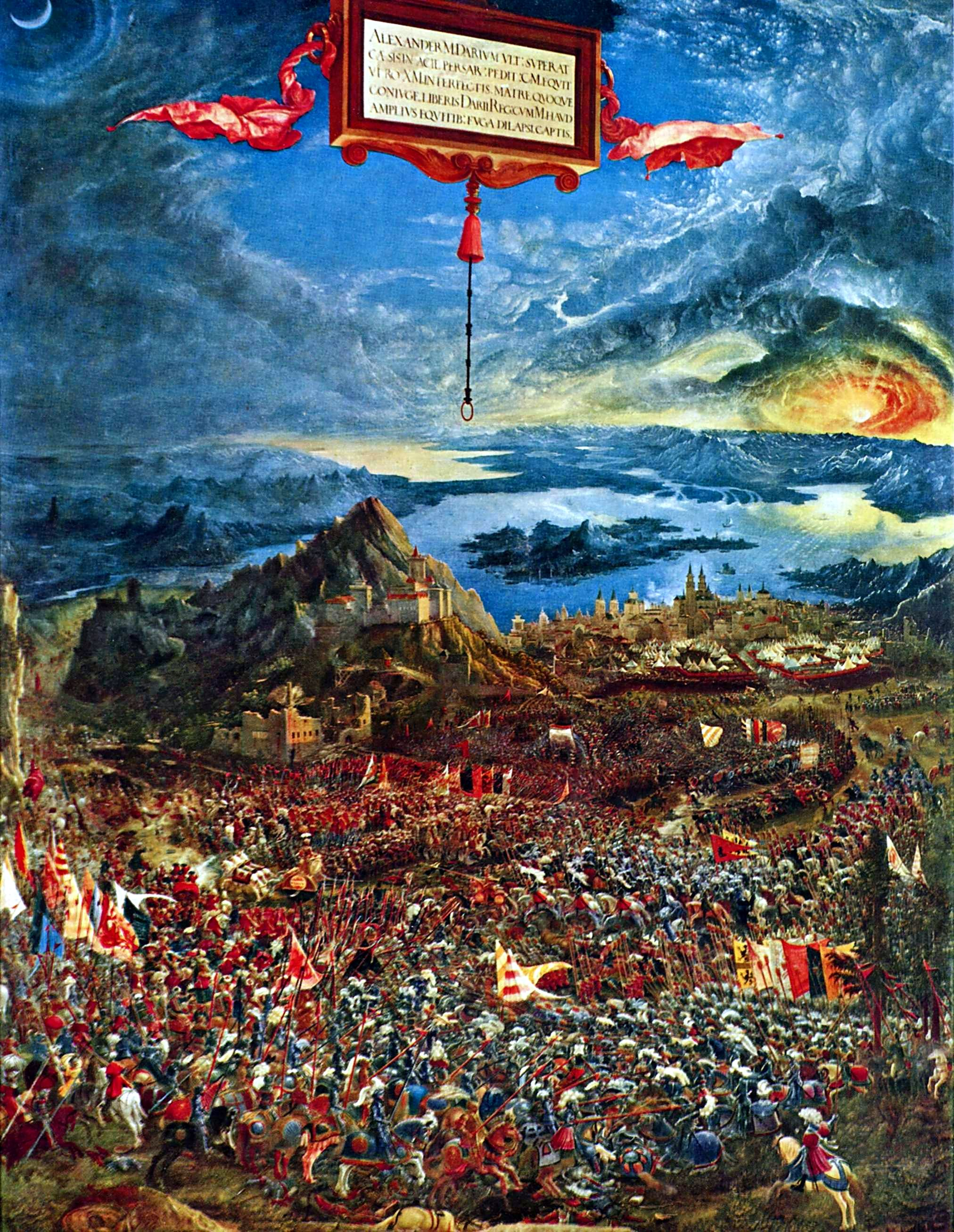
Bitwa Aleksandra Wielkiego z Persami pod Issos autorstwa Albrechta Atdorfera

Pomimo przegranej bitwy pod Issos armia perska, choć rozbita, nie przestała istnieć, a sama Persja wciąż dysponowała ogromnym potencjałem politycznym, gospodarczym i militarnym. Flota fenicka pod perskimi rozkazami dalej operowała swobodnie i panowała nad większą częścią Morza Egejskiego. Naczelni dowódcy perskiej floty i król Sparty nie rezygnowali z kontynuowania działań dywersyjnych. Na Chios operował Farnabazos posiadający 1500 najemników, Autofradates działał w rejonie Halikarnasu, natomiast Agis III wysłał swojemu bratu 10 trójrzędowców na przylądek Tajnaron. Ponadto Kreta została zajęta przez spartańskiego władcę. Jednakże równocześnie porażka w bitwie i rozproszenie się perskich sił lądowych zawiodło nadzieje części Greków (przede wszystkim Spartan) na uzyskanie realnej pomocy ze strony Persji przy potencjalnym antymacedońskim powstaniu.

### Ofensywa na południe i pierwszy list Dariusza
Aleksander mógł ruszyć w pogoń za Dariuszem w stronę Mezopotamii lub kontynuować realizację swojego wcześniejszego planu opanowania kontrolowanej przez Persów części wybrzeża Morza Śródziemnego. Król Macedonii wybrał drugą opcję. Motywy podjęcia tej decyzji są następujące: Aleksander zamierzał umocnić się w krajach nadmorskich aż po Egipt, a zdobycie znajdującego się po drodze Tyru miało spowodować poddanie się całej Fenicji oraz wyeliminowanie z działań fenickiej floty, stanowiącej zasadniczą część sił morskich Dariusza. Dalszym krokiem miało być opanowanie Cypru i Egiptu, aby zmniejszyć ryzyko ewentualnych dywersji ze strony Greków. Aleksander liczył także na przejście na jego stronę fenickiej floty, która na wodach Morza Śródziemnomorskiego mogłaby mu zapewnić bezpieczeństwo przed potencjalnymi siłami greckich poleis chcącymi podważyć macedońską hegemonię. Ponadto w okresie jesiennym na terenie Mezopotamii władca Macedonii goniąc Dariusza miałby problem z wyżywieniem swojej armii. Z kolei na wybrzeżu Syrii od października do kwietnia trwa pora opadów i występujący przy tym intensywny rozwój roślinności oraz zlokalizowanych było tam wiele fenickich miast zaopatrzonych w bogate spichlerze, które zaspokoiłyby potrzeby aprowizacyjne armii macedońskiej.
Aleksander, po bitwie pod Issos, mianował satrapą Cylicji Balakrosa (syna Nikanora) oraz w mennicach Cylicji i Myriandros zaczął bić własne monety. Dzień po bitwie Parmenion, na rozkaz króla, wyruszył na Damaszek, który przejął z łatwością. W okolicach tego miasta w ręce macedońskiego dowódcy trafiły liczne skarby, tabory i dwór Dariusza. Parmenion schwytał również posłów ze Sparty, Aten i Teb, którzy zostali wcześniej wysłani do króla królów. Państwa greckie spodziewając się zwycięstwa w bitwie pod Issos prawdopodobnie chciały uzyskać od Wielkiego Króla korzyści polityczne. Król Macedonii wypuścił na wolność jedynie wysłańców tebańskich. Następnie Parmenion wraz z nowym satrapą Celesyrii, Menonem, zajął się działaniami organizacyjno-wojskowymi na tych terenach. W międzyczasie Aleksander ruszył spod Issos wzdłuż wybrzeża na południe do Syrii. Po przejściu rzeki Orontes armia macedońska bez żadnego oporu wkroczyła na tereny Fenicji i przyjęła kapitulację miast Arados, Maratos i Mariamne.
Kiedy Aleksander znalazł się w Maratos dotarł do niego posłaniec przywożący list od Dariusza III. Król królów twierdził w nim, iż Artakserksesa III i Filipa II łączyła „przyjaźń i pokój”, zarzucił Aleksandrowi zerwanie „dobrych relacji” poprzez rozpoczęcie wojny, zaznaczył, że jedynie bronił swojego kraju i jego suwerenności, a wynik bitwy pod Issos określił jako „wolę któregoś z bogów”. Ponadto król Persji proponował okup w zamian za oddanie mu najbliższych członków rodziny, a jeśli Aleksander zgodziłby się zawrzeć traktat o pokoju i przyjaźni to „odstąpi mu ziemie i miasta Azji na zachód od rzeki Halys” kończąc tym samym wojnę. W odpowiedzi macedoński król wypomniał Dariuszowi przeszłe napaście Persów na „Macedonię i resztę Grecji”, oskarżył Wielkiego Króla o nielegalne przejęcie tronu i zachęcanie Greków do obalenia macedońskiego porządku. Stwierdził także, że może oddać rodzinę Dariusza jeśli ten uzna go za „króla Azji” - czyli jako swego władcę. Dodatkowo Aleksander zaznaczył, że jeżeli perski król ma inne zdanie to powinien jeszcze raz stanąć z nim do walki. Wśród przyczyn odmowy propozycji Dariusza przez władcę Macedonii wymienia się: chęć sprowokowania Persów do kolejnej bitwy po to, aby losy wojny ostatecznie rozstrzygnąć na polu boju, obawę Aleksandra, że rozejm zostanie uznany przez jego żołnierzy jako akt zdrady oraz potrzeby ideowe i osobiste ambicje króla. Otrzymawszy listowną odpowiedź Dariusz wydał rozkaz mobilizujący wszystkich dowódców na wodach Jonii. Farnabazos przekazał Agisowi III perskie okręty, złoto oraz około 8000 najemników. Siły morskie Persji otrzymały także zadanie odzyskania obszaru nad Hellespontem, co się jednak nie powiodło, gdyż flota grecko-macedońska zdołała obronić cieśninę przed Persami.

#### Oblężenie Tyru

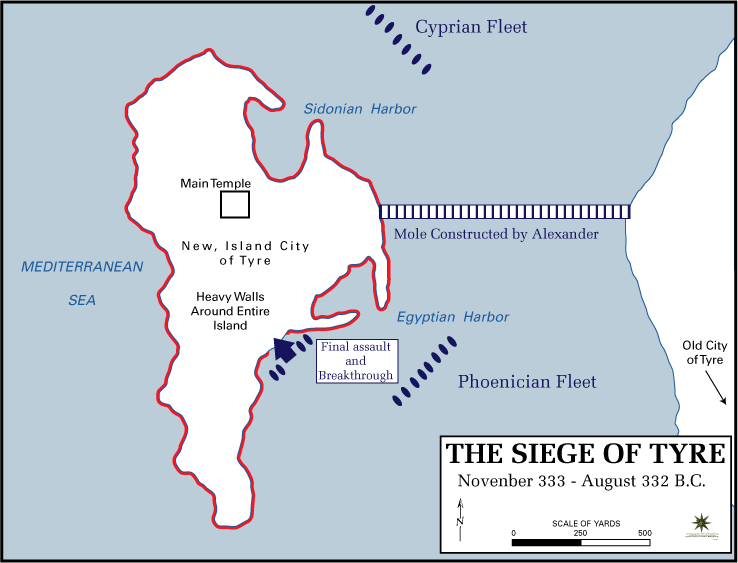
Plan oblężenia Tyru

Na początku stycznia 332 r. p.n.e. armia macedońska opuściła Maratos. Macedończycy maszerując dalej na południe bez walki przyjęli kapitulację Byblosu i Sydonu. W styczniu lub lutym Aleksander z wojskiem dotarł pod Tyr - miasto z najpotężniejszym portem wojennym i handlowym we wschodniej części basenu Morza Śródziemnego. Tyryjczycy odmówili Aleksandrowi wkroczenia do miasta deklarując, że nie wpuszczą ani Persów, ani Macedończyków oraz ogłosili neutralność. Był to element kontynuowania przez Tyr, w miarę możliwości, tradycyjnej polityki niezależności. Podjęcie takiej decyzji zostało poparte przez, przebywających wówczas w mieście, wysłanników z Kartaginy. Aleksander nie mógł pozostawić na tyłach swojej armii potężnego portowego miasta, które nie opowiedziało się po jego stronie, i kontynuować marszu w stronę Egiptu, gdyż mimo składanych przez Tyryjczyków deklaracji neutralności sympatyzowali oni z Dariuszem III. Ponadto teoretyczne niepowodzenie w zajęciu Tyru osłabiłoby przeświadczenie przeciwników o zwycięskiej i niezłomnej armii macedońskiej, a to z kolei doprowadziłoby do ożywienia antymacedońskiego ruchu oporu na podbitych już terenach oraz w Grecji. Natomiast ominięcie miasta mogłoby spowodować połączenie sił floty perskiej, Sparty i Tyru. Wymienione okoliczności spowodowały, że Aleksander na czele armii przystąpił do oblężenia Tyru.

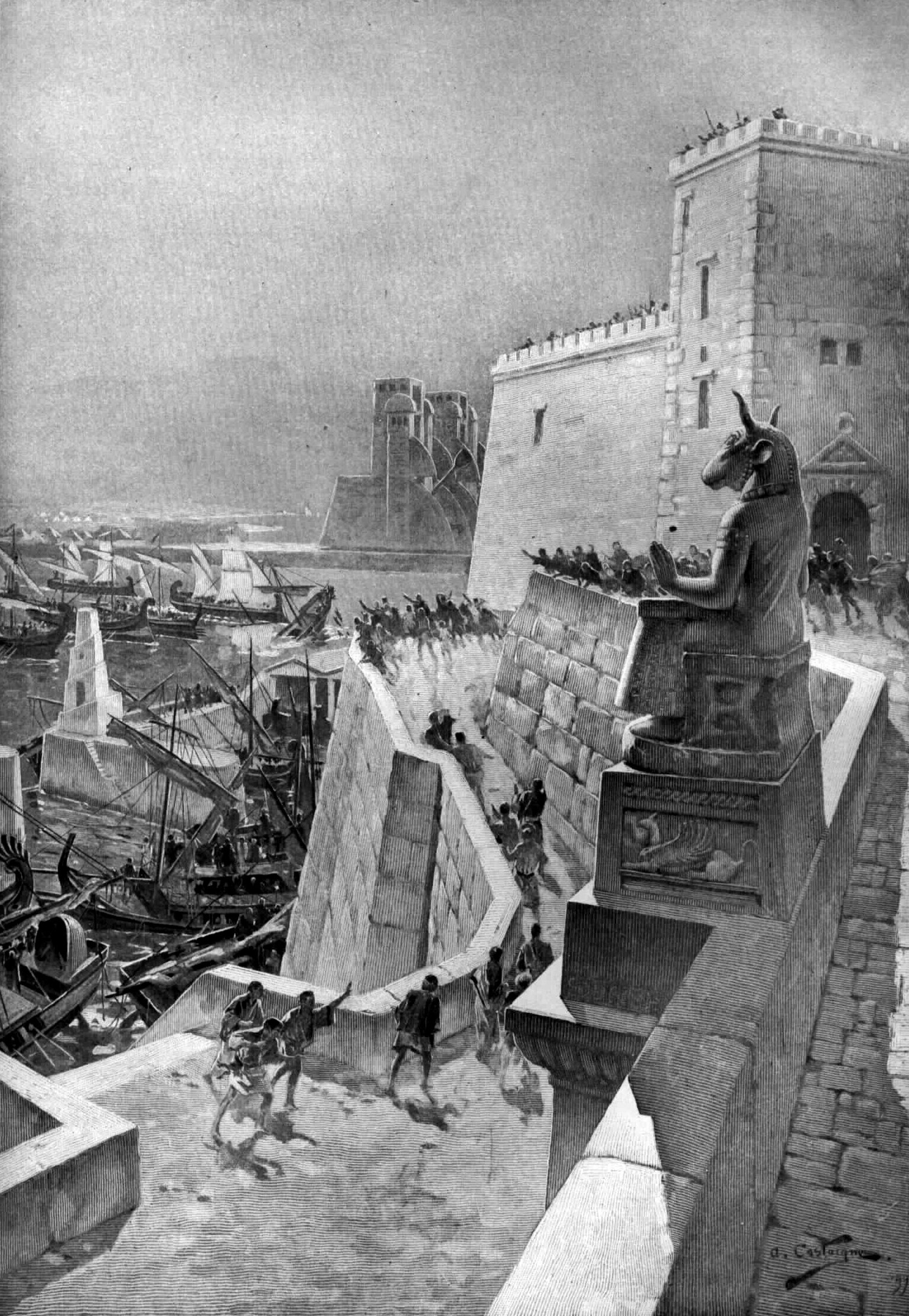
Operacja morska w trakcie oblężenia Tyru autorstwa André Castaigne

W trakcie operacji oblężniczych król Macedonii wyznaczył Sydon punktem zbornym sił morskich. Zgromadziły się tam okręty sydońskie oraz floty władców fenickiego Byblos i Arados, którzy operując wcześniej na wodach pod perskimi rozkazami dowiedzieli się, że ich miasta przeszły pod kontrolę Macedończyków, w związku z czym zdecydowali wrócić do Fenicji (razem 80 jednostek). Przybyło także 10 trójrzędowców z Rodos, 10 z Licji, 3 z Soloj i Mallos oraz 1 macedoński Proteasza. Do Aleksandra przyłączyli się także władcy Cypru, którzy przypłynęli z flotyllą liczącą 120 okrętów wojennych. Dezercja ze służby perskiej i następnie przejście na stronę Macedończyków eskadr fenickich i cypryjskich oznaczały faktyczny koniec dominacji na morzu i rozkład floty Farnabazosa i Autofradatesa. Do Sydonu przybyły także posiłki liczące 4000 najemników zaciągniętych na Peloponezie.
W lipcu/sierpniu 332 r. p.n.e., po ciężkich i trwających około pół roku walkach, przy pomocy grobli usypanej z gruzów zburzonego przez Macedończyków Starego Tyru, która połączyła miasto na wyspie z lądem i wsparciu zebranej w Sydonie floty, wojska macedońskie zdobyły Tyr. Podczas całego oblężenia zginęło od 6000 do 8000 Tyryjczyków, a kolejnych 2000 zostało ukrzyżowanych na rozkaz Aleksandra. W niewolę sprzedano około 30 000 mieszkańców miasta. Straty armii grecko-macedońskiej nie są znane. Zarządcą wojskowym Tyru i okolic został Filotas. Miasto nie zostało całkowicie zniszczone, pod macedońskim nadzorem Fenicjanie ponownie je zasiedlili, a rok później w tyryjskiej mennicy rozpoczęto bicie monety Aleksandra. Jednakże Tyr już nigdy nie odzyskał dawnej potęgi.
Gdy Tyr znajdował się jeszcze w stanie oblężenia Dariusz III, zamiast zgromadzić armię i zaatakować Aleksandra od tyłu, próbował dalej rozwiązać konflikt drogą dyplomacji. Na morzu flota perska przegrywała potyczki z przeciwnikiem, traciła kontrolę nad wieloma wyspami i ulegała degradacji. Z kolei na lądzie w Azji Mniejszej Persowie również ponosili porażki - Milet został odbity przez Macedończyków. Król królów był świadomy, że sytuacja na wielu frontach pogarsza się i postanowił drugi raz zwrócić się listownie do Aleksandra. Władca Macedonii otrzymał list w czasie walk o Tyr. Dariusz ponownie zaproponował okup za swoją rodzinę, natomiast dorzucił do tego rękę swojej córki Statejry. Propozycja cesji terytorium w zamian za pokój była taka sama jak w pierwszym liście, czyli ograniczała się do oddania ziem na zachód od rzeki Halys. Nowością w liście było to, że Wielki Król zaznaczył, że nadal dysponuje ogromnymi rezerwami ludzkimi i wielkim państwem, w którym król Macedonii wraz ze swoją armią „może się po prostu zagubić”. Mimo wszystko Aleksander drugi raz odmówił. Po tej odpowiedzi Dariusz rozpoczął przygotowania do kolejnego starcia rozkazując satrapom wszystkich prowincji stawić się w Babilonie z jak najbardziej licznymi i jak najlepiej wyposażonymi oddziałami.

#### Oblężenie Gazy

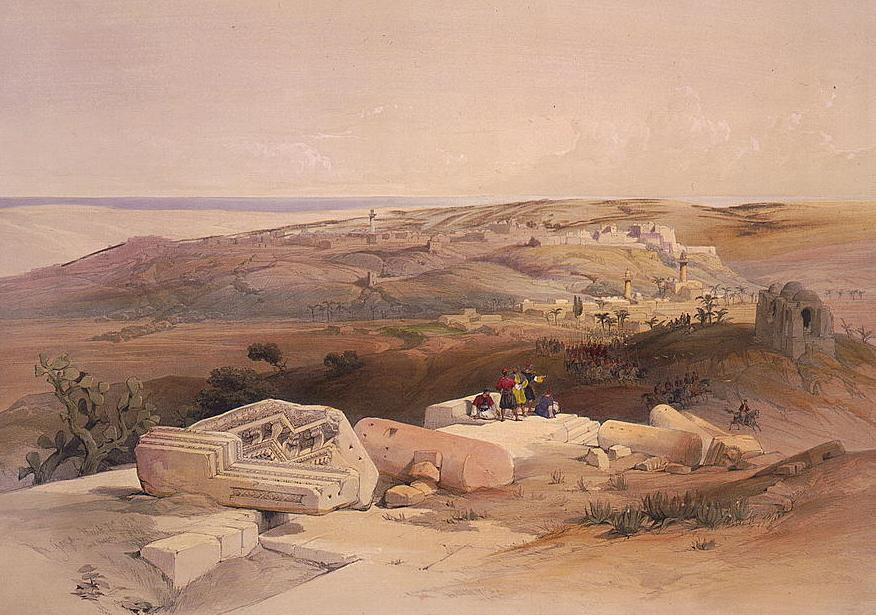
Gaza autorstwa Davida Robertsa

Od razu po zdobyciu Tyru Aleksander z armią podążył dalej na południe wzdłuż wybrzeża i nie napotkawszy żadnego oporu zatrzymał się dopiero pod Gazą. Występuje jednak relacja Józefa Flawiusza, która przedstawia jeszcze jeden wątek dotyczący tego okresu wojny. Według starożytnego historyka Aleksander Macedoński miał udać się do Jerozolimy, gdzie nie napotkał żadnego oporu ze strony Żydów i został radośnie przyjęty przez mieszkańców. Opowieść ta nie jest uznawana za wiarygodną, natomiast pewne jest to, że Aleksander, aby dotrzeć do Gazy, musiał przejść przez Judeę. Gaza miała charakter strategiczny, ponieważ była silnie ufortyfikowaną twierdzą na wzgórzu, źródłem znacznych dochodów z handlu i kontrolowała drogę łączącą Azję z Afryką. Aleksander chcąc zająć Egipt nie mógł jej ominąć. Jeszcze w trakcie oblężenia Tyru perski gubernator Gazy, Batis, przygotował twierdzę do obrony, gdyż zwerbował najemników arabskich i zgromadził duże zapasy żywności i picia. Król Macedonii widząc fortyfikacje sprowadził z Fenicji flotą morską, pod dowództwem Hefajstiona, machiny oblężnicze, po czym przystąpił do oblężenia Gazy. Po dwóch miesiącach (prawdopodobnie wrzesień i październik 332 r. p.n.e.) walk perski garnizon skapitulował. Macedończycy wymordowali od 4000 do 10 000 obrońców, a sam Aleksander podczas oblężenia odniósł ranę. Na rozkaz macedońskiego władcy pojmanego do niewoli Batisa uwiązano do rydwanu i wleczono wokół miejskich murów aż zmarł. Miasto zostało zaludnione okolicznymi mieszkańcami i miało odtąd służyć jako baza operacyjna dla macedońskiej floty. Przed wymarszem do Egiptu Aleksander wysłał do Macedonii 10 trójrzędowców po posiłki.

#### Egipt

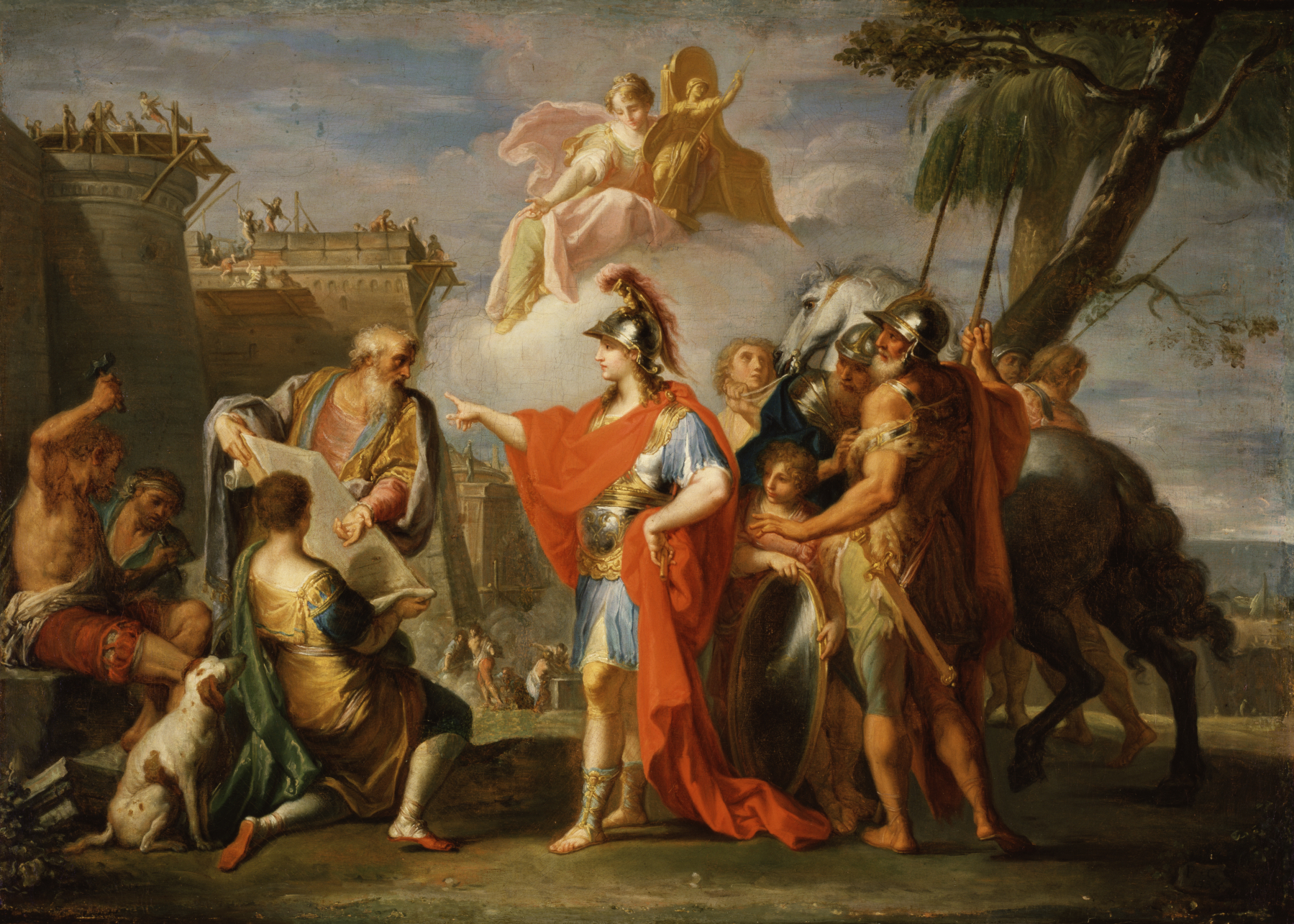
Aleksander Wielki zakłada Aleksandrię autorstwa Placido Costanziego

Z Gazy Aleksander ruszył w stronę delty Nilu i po pokonaniu ok. 200 km w ciągu siedmiu dni dotarł do Peluzjum. Teren po którym poruszali się żołnierze był pustynny i jałowy dlatego armii towarzyszyła flota dowodzona przez Hefajstiona, która zaopatrywała maszerujących wzdłuż wybrzeża w wodę i żywność. Egipcjanie zamieszkujący Peluzjum z entuzjazmem przywitali Aleksandra jako wyzwoliciela. Było to spowodowane tym, iż od czasów podboju Egiptu przez Kambyzesa II (czyli od 525 r. p.n.e.) Persowie traktowali tę krainę eksploatacyjnie, brutalnie tłumili bunty miejscowej ludności oraz mieli brak poszanowania dla tamtejszej kultury i religii. Z Peluzjum flota morska i armia lądowa króla Macedonii podążyły w górę Nilu do Memfis. Mazakes, satrapa Dariusza, wyszedł na spotkanie oddając Aleksandrowi swoją stolicę i cały Egipt. Królowie perscy byli oficjalnie faraonami Egiptu. Kapłani uznali więc, że Aleksander, przejmując po Dariuszu kontrolę nad krainą, powinien stać się ich prawowitym władcą. Dlatego też w listopadzie lub grudniu 332 r. p.n.e. w Memfis odbyła się koronacja faraońska Aleksandra. Macedończyk został tytułowany „bogiem (Horusem), synem Ra i Ozyrysa oraz królem Górnego i Dolnego Egiptu”. Ze stolicy Egiptu Aleksander popłynął w dół Nilu odwiedzając emporium handlowe Naukratis, które nie wywarło na nim wielkiego wrażenia. Król więc wpadł na pomysł utworzenia nowego miasta portowego i udał się nad wybrzeże Morza Śródziemnego, gdzie w styczniu 331 r. p.n.e., wybrał osadę Rakotis jako przyszłe miejsce założenia Aleksandrii. W tym samym czasie do Egiptu przybył Hegelochos powiadamiając osobiście króla Macedonii, że flota perska na Morzu Egejskim przestała istnieć, a sytuacja na wyspach została opanowana. Dowódca poinformował również, że Ateny pod wpływem Demadesa zdecydowały się nie wystawiać swojej floty do dyspozycji króla Sparty, który chciał jej użyć w planowanym przez siebie antymacedońskim powstaniu. Wydarzenia te oznaczały koniec perskiej dywersji na tyłach wojsk macedońsko-greckich i umożliwiły Aleksandrowi podjęcie działań wiodących do ostatecznej rozprawy z Dariuszem. Opracowany jeszcze pod Miletem plan „wyeliminowania perskiej floty z lądu” okazał się więc skuteczny i doprowadził do utworzenia macedońskiej talassokracji.
W styczniu 331 r. p.n.e. Aleksander wyruszył z oddziałem żołnierzy znad Jeziora Mareotis w kierunku oazy Siwa, gdyż chciał odwiedzić tamtejszą wyrocznię Zeusa-Amona. Po drodze wstąpił do Paraitonion, gdzie przyjął posłów z Cyreny i zawarł z nimi sojusz prawdopodobnie po to, żeby ekonomicznie osłabić, konkurującą z miastami Cyranejki, Kartaginę. W lutym dotarł do Siwa i odwiedził tamtejszą świątynię. Następnie król Macedonii powrócił z powrotem nad Nil. W Egipcie Aleksander wraz z Dejnokratesem i Kleomenesem rozpoczął w kwietniu prace nad budową Aleksandrii. Motywy założenia tego miasta nie są jasne. Wymienia się chęć utworzenia punktu handlowego mającego na celu zmniejszenie roli ekonomicznej Tyru, zamiar uczynienia miasta portem handlowym obejmującym całe Morze Śródziemne, dążenie do przeniesienia kierunku wymiany towarowej z Fenicji do Egiptu oraz sparaliżowania politycznych, gospodarczych i militarnych możliwości Kartaginy. Oprócz tego Aleksander rozkazał Kallistenesowi udać się z przyczyn badawczych na południe do Etiopii. Ponadto król Macedonii dążył do utrzymania perskiego systemu administracyjnego w Egipcie jedynie lekko go modyfikując, aby nie dochodziło do wybuchu buntów. Z kwestii wojskowych Aleksander osadził macedońskimi garnizonami Peluzjum i Memfis (łącznie 4000 żołnierzy). W egipskich portach morskich natomiast rozlokowano 30 okrętów pod dowództwem Polemona. Siły te miały utrzymywać macedońską kontrolę nad Egiptem. Dodatkowo kiedy Aleksander przebywał jeszcze w Memfis dotarły do niego posiłki od Antypatra: 400 najemników i 500 konnych z Tracji.
Wiosną 331 r. p.n.e. Aleksander wraz z armią wymaszerował z Memfis w stronę Syrii. Po drodze siły macedońskie stłumiły bunt w Samarii, a około połowy czerwca dotarły ponownie do Tyru. Przebywająca wówczas w mieście flota licząca 60 jednostek pod dowództwem Amfoterosa otrzymała rozkaz udać się do Grecji i wspomóc na Peloponezie wszystkich tych, którzy nie przyłączyli się do antymacedońskiego powstania króla Sparty, który wzniecił już jawny bunt. Aleksander przekazał Amfoterosowi dodatkową setkę okrętów cypryjsko-fenickich, aby ten mógł usunąć siły spartańskie i resztki perskich z Krety. Przed opuszczeniem Tyru król Macedonii zajął się pewnymi kwestiami politycznymi i dokonał wielu zmian administracyjnych. Po załatwieniu tych spraw w lipcu 331 r. p.n.e. armia macedońska wyruszyła w kierunku Mezopotamii. Wojsko pokonało ok. 600 km trasę przez Aleppo i dotarło do Tapsakos nad Eufratem w lipcu-sierpniu 331 r. p.n.e.. Następnie Macedończycy przeszli na wschodni brzeg rzeki po wcześniejszej przygotowanych przez Hefajstiona dwóch mostach pontonowych.

### Wojna z Agisem III
W trakcie kampanii mezopotamskiej Aleksandra przeciw Dariuszowi III w Europie wybuchł bunt macedońskiego namiestnika Tracji Memnona oraz rozpoczęła się wojna między Antypatrem a królem Agisem III. Macedoński strategos zdołał sprawnie zatrzymać rewoltę Memnona, który pozostał na stanowisku gubernatora. Z kolei król Sparty pozyskał poparcie miast Tegei, Arkadii, Elidy, Achai i Etolii. Początkowo antymacedońska koalicja odnosiła sukcesy, gdyż pokonała Macedończyków na Peloponezie, po czym tamtejsze miasta przyłączyły się do Sparty. Jednakże Spartanie przeszli następnie do oblężenia Megalopolis, co dało czas Antypatrowi, który zgromadził armię liczącą 40 000 żołnierzy. Macedoński dowódca ruszył miastu na odsiecz i w bitwie pod Megalopolis pokonał spartańską armię. W starciu poległ król Agis i 5300 jego żołnierzy oraz 3500 żołnierzy Antypatra. Zwycięstwo dowódcy Aleksandra skutecznie stłumiło antymacedoński bunt w Grecji. Sparta została przyłączona do Związku Korynckiego.

### Kampania mezopotamska
Operację przekraczania Eufratu przez armię Aleksandra obserwowało od 3000 do 6000 perskich żołnierzy pod dowództwem Mazajosa (satrapa Babilonu), który, będąc świadomy dysproporcji sił, nie podjął próby zatrzymania Macedończyków. Dariusz III przypuszczał, że po przeprawie Aleksander ruszy w dół Eufratu na Babilon (jedną ze stolic Persji), dlatego też przestudiował przebieg bitwy pod Kunaksą i zamierzał ją odtworzyć we wszystkich szczegółach. Ponadto król królów chciał wykorzystać Nizinę Mezopotamską jako pole walki, gdyż wówczas mógłby najpełniej wyczerpać potencjał kawalerii wschodnioirańskiej. Perski władca planował również zastosować taktykę spalonej ziemi, aby spowodować problemy logistyczne dla armii macedońskiej nacierającej na Babilon. Jednakże po przekroczeniu rzeki Aleksander, zamiast pomaszerować na południe wprost na Babilon, ruszył na północny wschód Mezopotamii wzdłuż Wyżyny Armeńskiej. Król Macedonii chciał tym samym uniknąć problemów logistycznych i klimatycznych (marsz na Babilon przez środkową Mezopotamię oznaczałby dla wojska ogromny wysiłek, gdyż w środku lata temperatura na tych ternach potrafi przekraczać 50 °C) oraz wybierając tę drogę uniemożliwił Persom dokonanie spustoszeń na trasie marszu. Z kolei w północnej Mezopotamii było chłodniej, a żywności dla macedońskiej armii było pod dostatkiem.
Mazajos dostrzegł w jakim kierunku udały się wojska macedońskie, po czym pośpieszył do Babilonu, gdzie poinformował Dariusza o manewrze Aleksandra. Król królów zrezygnował z marzeń o drugiej bitwie pod Kunaksą i zmienił strategię. Perski władca przeprawił się wraz ze swoją ogromną armią na wschodni brzeg Tygrysu, a następnie doprowadził swoje siły do Arbeli. Stamtąd planował ruszyć na Mosul, gdyż oczekiwał, że Aleksander wybierze tamtejsze okolice jako punkt przeprawy i zdoła go tam powstrzymać. Przy okazji obecność wojsk Dariusza na tych terenach zasłaniała stolice państwa perskiego: Babilon, Suzę, Ekbatanę i Persepolis przed potencjalnym macedońskim atakiem. Tymczasem Aleksander, poruszając się przez północną Mezopotamię, schwytał perskich zwiadowców i dowiedział się od nich, że wojska Dariusza stacjonują już po drugiej stronie Tygrysu. Wiadomość ta pomogła królowi w zaplanowaniu dalszych ruchów armii i skłoniła go do marszu w stronę rzeki Tygrys.

#### Bitwa pod Gaugamelą

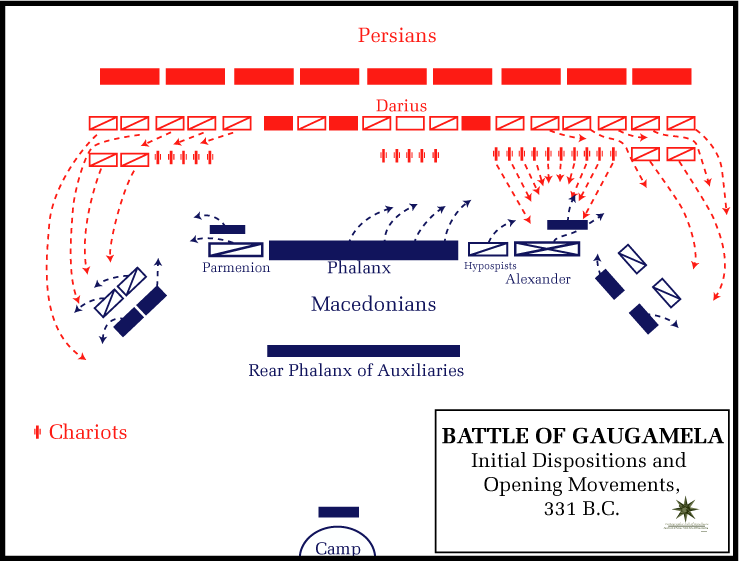
Początkowy układ i ruchy wojsk w bitwie pod Gaugamelą

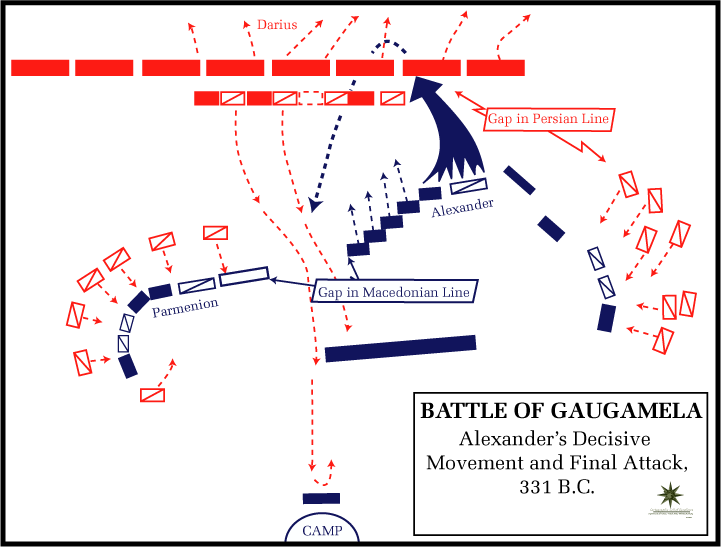
Decydujący atak Aleksandra

18 września 331 r. p.n.e. macedoński władca wraz z armią znalazł się po wschodniej stronie Tygrysu. Dariusz został poinformowany przez swoich zwiadowców o przeprawie wroga. Król perski założył więc obóz pod Gaugamelą i przygotował armię imperium do starcia. Gdy macedońscy żołnierze odpoczywali po długim marszu i sforsowaniu rzeki, do Aleksandra przyszedł trzeci list od Dariusza. Król królów ofiarował 30 000 talentów okupu za swoją matkę i córki; rękę jednej z córek oraz swego syna Ochosa jako stałego zakładnika. Proponował również pokój w zamian za oddanie terenów na zachód od Eufratu tj. Azję Mniejszą, Syrię z Fenicją i Egipt. Aleksander przedłożył propozycję Dariusza macedońskiej radzie wojennej. W trakcie debaty Parmenion stwierdził: „Gdybym był Aleksandrem przyjąłbym tę ofertę”. Król Macedonii odparł wówczas: „Także bym ją przyjął, gdybym był Parmenionem”. Po naradzie trzecia, i jednocześnie ostatnia, pokojowa propozycja Dariusza została odrzucona. 21 września Macedończycy po odpoczynku ruszyli w dalszą drogę, a cztery dni później zetknęli się z perską jazdą Mazajosa. 29 września Aleksnader wraz z małym oddziałem zwiadowczym wspiął się na niskie wzgórza nad Gaugamelą i własnymi oczami zobaczył ogromną armię imperium. Następnego dnia król Macedonii wraz z małymi oddziałami jazdy i piechoty objechał tereny wokół Gaugameli, po czym zwołał naradę, na której podjęto ostatnie decyzje natury militarnej.

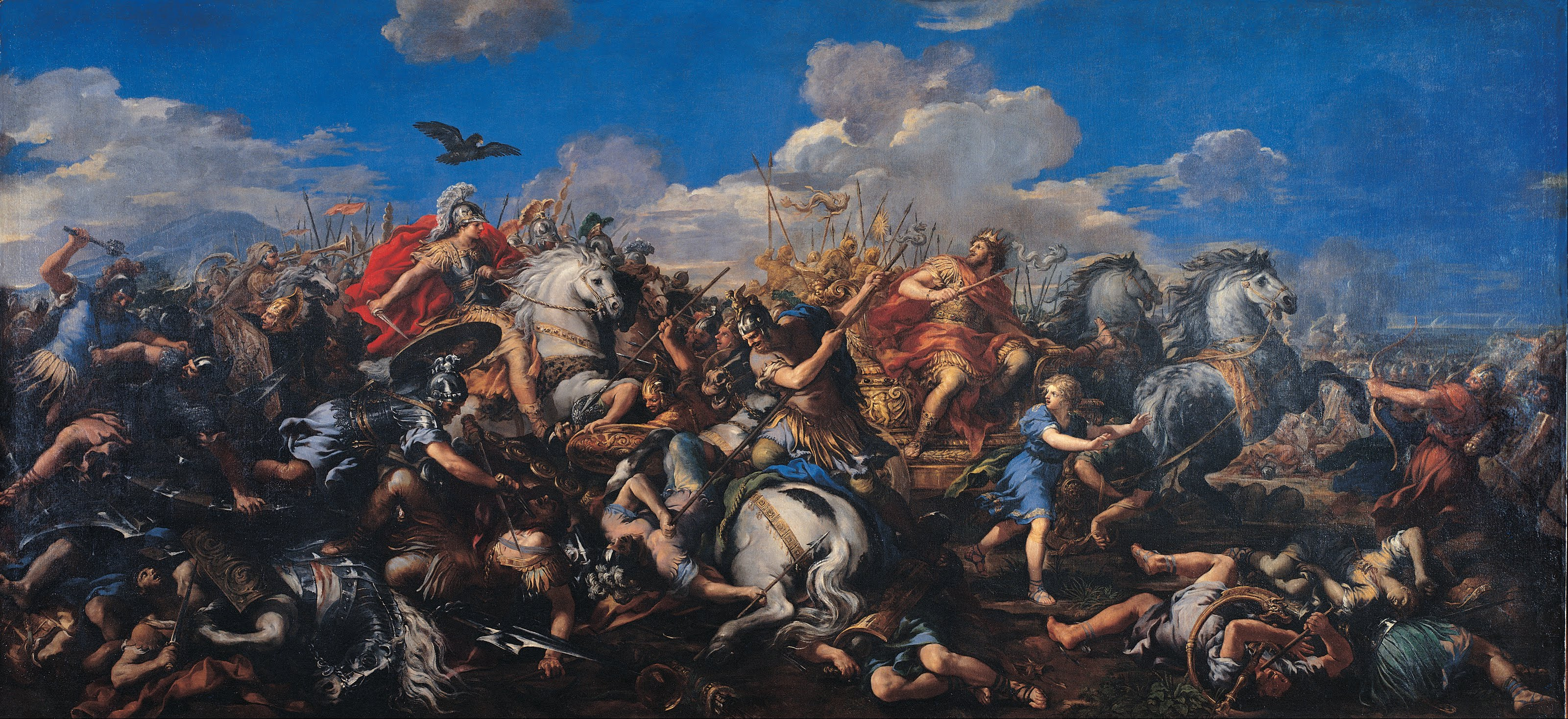
Aleksander Wielki w pogoni za Dariuszem w trakcie bitwy pod Gaugamelą

1 października 331 r. p.n.e. rozpoczęła się bitwa pod Gaugamelą. Armia Aleksandra licząca 47 000 żołnierzy (ok. 40 tys. piechoty i 7 tys. jazdy) pokonała przeważającą liczebnie armię Dariusza (autorzy antyczni podają ogromne liczby żołnierzy: 200 000 piechoty i 45 000 kawalerii (Kurcjusz), 400 000 piechoty i 100 000 kawalerii (Justyn), 800 000 piechoty i 200 000 kawalerii (Diodor), 1 000 000 żołnierzy (Plutarch), 1 000 000 piechoty i 400 000 kawalerii (Arrian)). Straty macedońskie według antycznych autorów są następujące: 100 żołnierzy (Arrian), mniej niż 300 żołnierzy (Kurcjusz), 500 żołnierzy (Diodor). Ci sami autorzy zawarli też informacje o stratach Persów: 40 tys. (Kurcjusz), 90 tys. (Diodor), 300 tys. (Arrian). Król Persji przegrał bitwę m.in. ze względu na niższą wartość bojową i różnorodność etniczną armii imperium, która utrudniała komunikację pomiędzy żołnierzami. Aleksander wykazał się w starciu talentami dowódczymi związanymi ze strategią, taktyką i psychologią. Dariusz ponownie uciekł z pola walki. Macedończycy początkowo próbowali dogonić i złapać króla Persji ale po czasie odpuścili pościg. Wielki Król zbiegł do Arbeli, do której wycofał się również walczący pod Gaugamelą Bessos (satrapa Baktrii) wraz z jazdą baktryjską, 2000 lojalnych najemników greckich oraz garstką niedobitków z gwardii królewskiej nieśmiertelnych. Następnie z Arbeli Dariusz z resztkami swojego wojska udał się do Ekbatany, gdzie chciał zwerbować jeszcze kolejną armię, z którą uderzyłby ponownie na Aleksandra. Jednakże porażka w bitwie pod Gaugamelą była dla Persów katastrofalna. Droga do centralnych prowincji państwa perskiego stała dla armii macedońskiej otworem, tragicznie ucierpiał prestiż króla królów, a wschodnie satrapie imperium znalazły się w bezpośrednim zagrożeniu ze strony ekspansji Aleksandra. Dzień po bitwie władca Macedonii dotarł do Arbeli, gdzie w jego ręce trafiły pozostawione insygnia królewskie Dariusza oraz 4000 talentów w monecie. Po zwycięstwie Aleksander ogłosił się publicznie „królem Azji”. Tytuł ten oznaczał roszczenie do władzy większej niż zasięg państwa Achemenidów, gdyż Aleksander posługiwał się terminem „Azja” dla całego kontynentu.

### Zajęcie dwóch perskich stolic

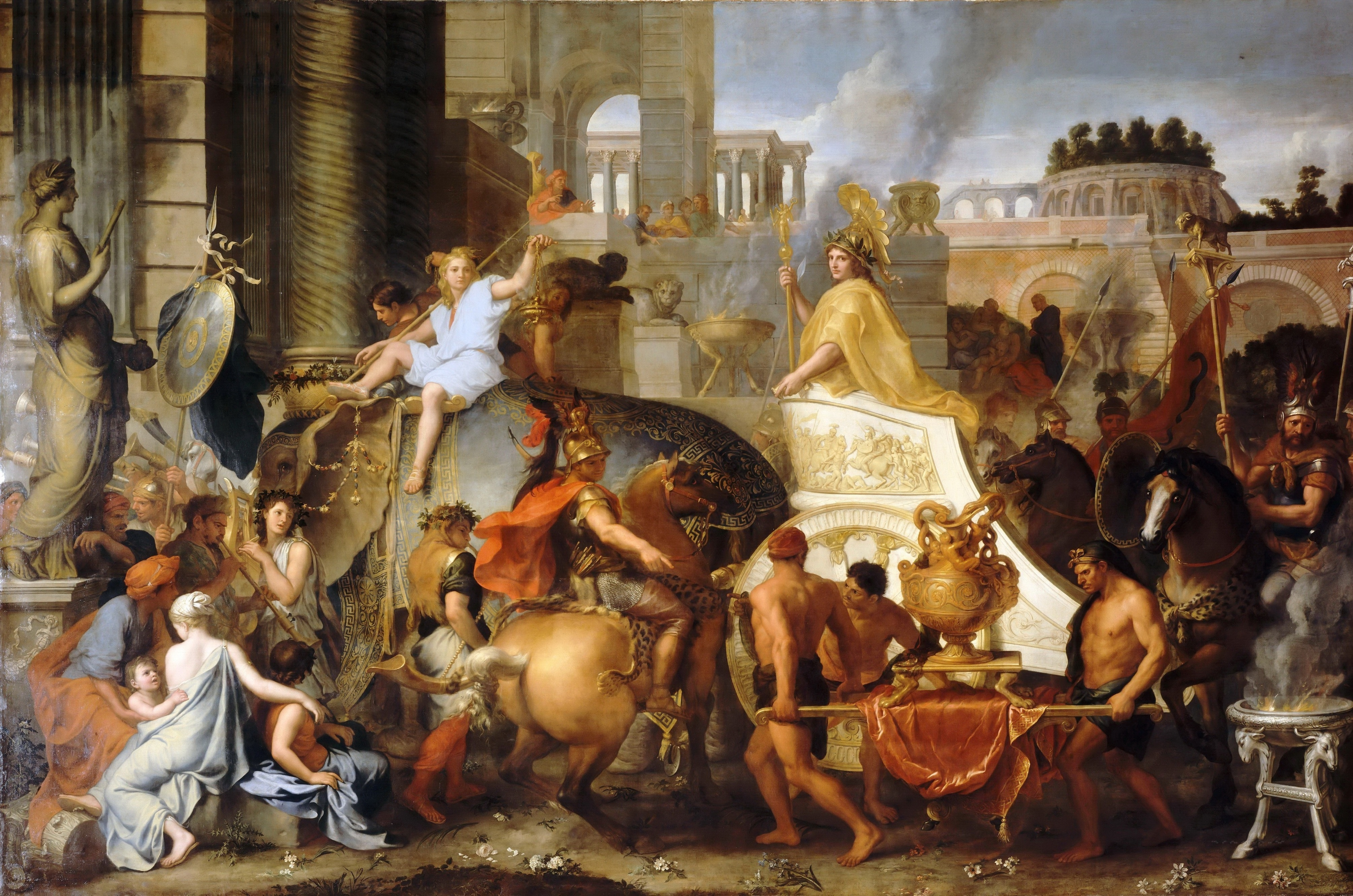
Wejście Aleksandra do Babilonu autorstwa Charles’a Le Bruna

Z Arbeli Aleksander wraz z wojskiem ruszył do Babilonu. Podobnie jak po bitwie pod Issos król Macedonii nie zdecydował się na kontynuowanie pościgu za Dariuszem, ponieważ wolał nie pozostawiać na swoich tyłach niepodporządkowanych prowincji państwa Achemenidów. Armia macedońska, po przejściu przez miasto Sippar i nie napotykając żadnego oporu, dotarła do Babilonu 20 października 331 r. p.n.e.. Mazajos, satrapa Babilonu, oddał stolicę bez walki w ręce Macedończyków. Następnie Aleksander wjechał triumfalnie do Babilonu na bogato strojonym rydwanie. Babilończycy przywitali króla Macedonii jako wyzwoliciela i uznali go za swojego władcę. Żeby podtrzymać swój autorytet macedoński władca złożył ofiary bogowi Mardukowi i obiecał odbudować świątynie niegdyś zniszczone przez Persów. Aleksander potwierdził dotychczasowe stanowisko Mazajosa jako satrapy Babilonu i pozwolił mu bić własną monetę. Sprawował on jednak jedynie funkcje cywilne, gdyż dowództwo wojskowe nad Babilonem i całą satrapią powierzono dwóm Macedończykom. Mimo to Mazajos był pierwszym dostojnikiem perskim, któremu powierzono stanowisko satrapy w prowincji. W ten sposób król Macedonii chciał poprawić swoją reputację w oczach Persów oraz zasygnalizował początek nowej linii politycznej, dając do zrozumienia innym członkom administracji Dariusza, że istnieje dla nich alternatywa w postaci służby dla „króla Azji”.
Pod koniec listopada 331 r. p.n.e. armia macedońska wymaszerowała z Babilonu w stronę Suzy. W drodze do głównych sił dołączyły posiłki z Europy: 15 000 żołnierzy (z czego ok. 1/3 zwerbowano w Macedonii) oraz 50 paziów królewskich. W wyniku układów Suza została zajęta przez, wcześniej wysłanego przodem, macedońskiego dowódcę Filoksenesa. Do perskiej stolicy Aleksander wkroczył w połowie grudnia 331 r. p.n.e. Perski satrapa Abulites przekazał królowi Macedonii od 40 000 do 50 000 talentów złota i srebra oraz 9000 talentów w monetach pochodzących ze skarbca Wielkiego Króla. Oprócz tego w Suzie znajdowały się wszystkie łupy wywiezione z Aten przez Kserksesa I. Z uzyskanych środków finansowych 3000 talentów wysłano Antypatrowi do Macedonii, aby ten wykorzystał je na umocnienie władzy nad Grecją. Przebywając w pałacu królewskim w Suzie Aleksander zasiadł na tronie Dariusza III, chcąc symbolicznie pokazać dostojnikom irańskim, że uważa się za legalnego następcę pokonanego Achemenidy. Abulites został zatwierdzony na stanowisku satrapy, ale podobnie jak w Babilonie, inne ważne stanowiska w prowincji otrzymali Macedończycy. W mieście osadzono garnizon, w sumie 4000 żołnierzy, którzy mieli strzec porządku i ogromnych skarbów. Aleksander rozdzielił odpowiednie nagrody i premie swoim żołnierzom za dotychczasowy udział w kampanii wojennej. W dodatku informacje o wojnie koalicji spartańskiej z Antypatrem dotarły do króla Macedonii dopiero teraz, gdy przebywał w Suzie.

### Bitwa o Wrota Perskie i Persepolis
Zimą 331/330 r. p.n.e. oddziały Aleksandra liczące 17 000 żołnierzy wyruszyły z Suzy do Persepolis. Armia sforsowała rzekę Karun i znalazła się na terenach zamieszkanych przez plemiona Uksjów. Zażądali oni od Macedończyków opłaty za prawo do przejścia przez ich terytorium. Król Macedonii odmówił i rozpoczął walki z Uksjami zamieszkującymi góry Zagros. Górale, wspierani przez perskiego satrapę Madatesa, stawili opór. Jednakże kampania przeprowadzona przez Aleksandra i macedońskiego dowódcę Kraterosa zmusiła ten lud górski do kapitulacji. Ziemie Uksjów zostały włączone w skład satrapii Suzy. Po tej krótkiej kampanii, w styczniu 330 r. p.n.e., macedońskie wojsko podzieliło się na dwie części, po czym kontynuowało ofensywę na wschód. Południową drogą posuwał się Parmenion, a równoległą, szybszą trasą przez góry, Aleksander. Korpus króla Macedonii zatrzymał się dopiero w okolicach Jasudż przed Wrotami Perskimi. Macedończycy zastali tam perskie oddziały strzegące przejścia. Były one dowodzone przez satrapę Ariobarzanesa, który przewidział lub dowiedział się, że siły macedońskie będą chciały przejść przez wąwóz. Pierwszy atak Macedończyków się nie powiódł. Opór został złamany dopiero po niespodziewanym zajściu na tyły Persów. Z pola bitwy uciekł Aiobrazanes z garstką kawalerzystów. Po zwycięstwie przy Perskich Wrotach wojska macedońskie parły dalej na wschód. W okolicach rzeki Arakses do Aleksandra dotarł goniec z listem od Tiridatesa, skarbnika króla królów, rezydującego w Persepolis. Obiecał oddać miasto oraz ostrzegł macedońskiego władcę, że ten powinien się pośpieszyć, gdyż istnieje niebezpieczeństwo ograbienia skarbów przez mieszkańców, którzy zaczęli wychodzić na ulice.
W drugiej połowie stycznia 330 r. p.n.e. Aleksander wkroczył do Persepolis. Było to wówczas najbogatsze miasto na świecie. Ze skarbca pałacowego króla królów Tiridates przekazał władcy Macedonii 130 000 talentów (kruszec ten był zbierany od czasów Cyrusa Wielkiego i przez jego następców). Stolica została splądrowana, zabito licznych Persów, wielu mieszkańców popełniło samobójstwo. W czasie pobytu w mieście część macedońskich żołnierzy wysłano do Pasargady, gdzie przejęto tamtejszy skarbiec, a w lutym spacyfikowano opór w prowincji Fars.
W maju 330 r. p.n.e. król Macedonii spalił pałace królewskie w Persepolis. Działania Aleksandra spotęgowały niechęć i wrogość Persów wobec Macedończyków. Co więcej, mimo klęsk w wojnie, Dariusza nadal uznawano za legalnego władcę nie tylko w Farsie, ale też w niektórych podbitych przez króla Macedonii krainach.

### Pogoń za Dariuszem
W maju/czerwcu 330 r. p.n.e. z Persepolis armia macedońska wyruszyła w stronę Ekbatany, w której (o czym wiedział Aleksander) przebywał Dariusz III. W perskiej stolicy pozostawiono załogę 3000 Macedończyków. W drodze do Medii macedońska armia otrzymała posiłki: 5000 pieszych i 1000 konnych z Cylicji. Aleksandrowi zależało, aby schwytać Dariusza żywcem. Gdyby Wielki Król abdykował na jego korzyść, otrzymując w zamian wysokie stanowisko i włączając go jednocześnie do swojej arystokracji, mógłby zalegitymizować swoją władzę. Wówczas satrapowie wschodni daliby się namówić do poparcia jego pretensji i łatwiej byłoby zająć oraz uspokoić resztę Imperium Perskiego.
Przez siedem miesięcy Dariusz przebywał nie nękany w Ekbatanie, kontaktując się ze swoimi poddanymi z krajów od wschodniej Armenii po Baktrię. Liczył na wschodnioirańskich wasali i sojuszników, zamierzając wciągnąć Aleksandra w głąb kraju na wschód i osłabić jego siły taktyką spalonej ziemi. Jednakże Macedończycy sprawnie posuwali się na północ ku perskiej stolicy, Media nie broniła się przed maszerującym wojskiem, a Dariusz nie zdążył przygotować swojej armii do walki i zwerbować odpowiedniej ilości żołnierzy. Wobec wieści o zbliżaniu się armii Aleksandra, Dariusz i jego siły (ok. 10 000 żołnierzy) rozpoczęły pośpieszny marsz w kierunku wschodniego Iranu. Strategia władcy Persji okazała się więc nieskuteczna. Ponadto w obozie królewskim zwiększała się liczba jego przeciwników.
Król Macedonii dowiedział się o opuszczeniu Ekbatany przez Dariusza dwunastego dnia marszu od napotkanego perskiego dezertera. Wkrótce potem ostatnia stolica Imperium Perskiego została zajęta bez walki przez Macedończyków. Oznaczało to koniec helleńskiej wyprawy odwetowej. Grecy osiągnęli swój cel, ponieważ wyzwolili poleis greckie w Azji oraz zemścili się na Persach w wojnie. Dlatego też macedoński władca zwolnił z obowiązków żołnierskich oddziały Związku Korynckiego, oprócz żołdu wypłacił im premie i pozwolił na powrót do Grecji. Niemniej Aleksandrowi jednocześnie zależało na kontynuowaniu wyprawy na wschód. Ogłoszono, że każdy kto chce może pozostać w szeregach armii, ale już jako najemnik, i wielu z tej oferty skorzystało. W ten sposób przeorganizowano armię. Następnie Aleksander wyruszył jak najszybciej z Ekbatany z jedynie częścią swoich wojsk, aby przyśpieszyć pościg za Dariuszem.

### Przewrót Bessosa

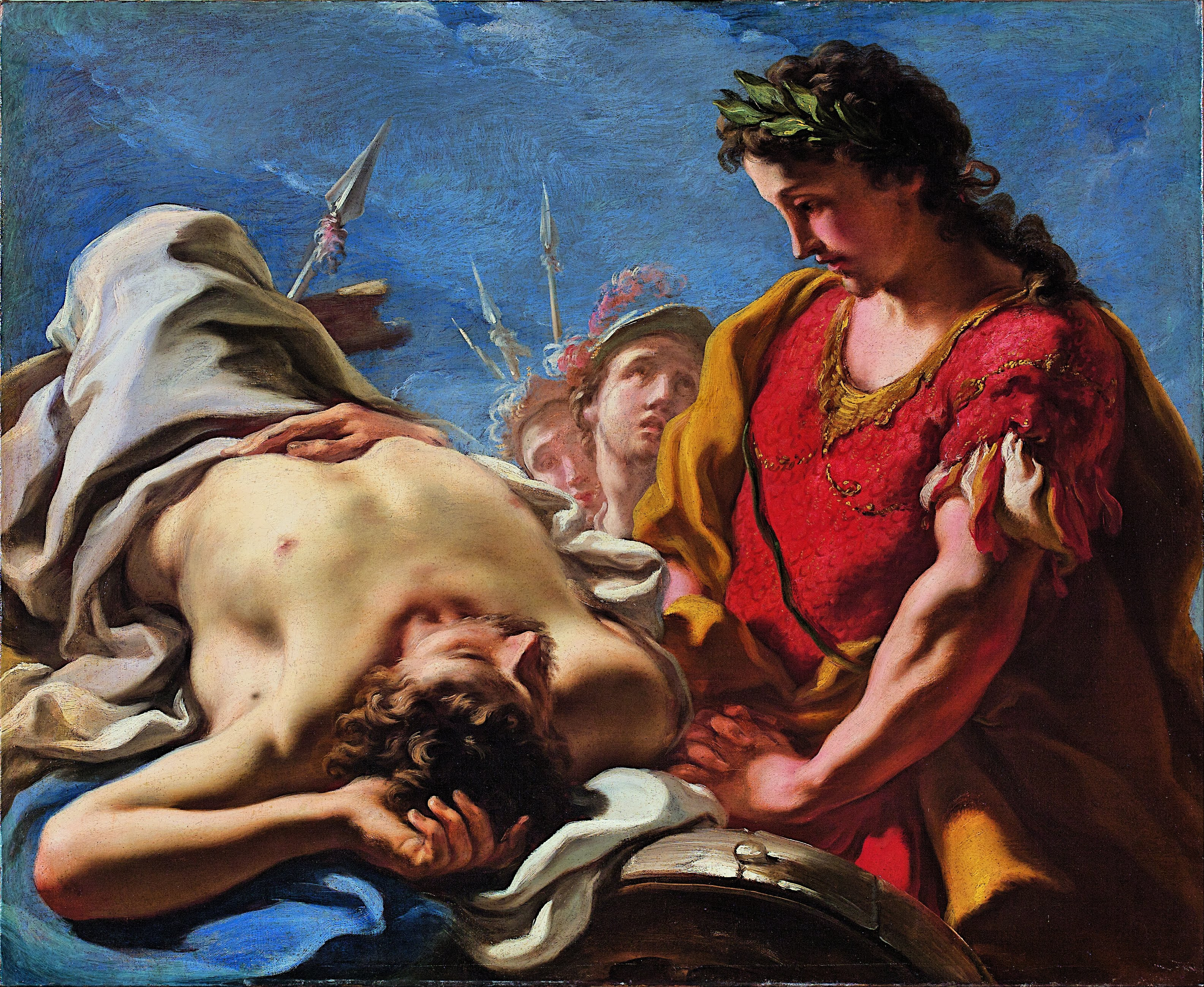
Aleksander przy zwłokach Dariusza autorstwa Giovanniego Pellegrini

W trakcie odwrotu armii perskiej doszło do przewrotu. Grupa spiskowców, z satrapą Baktrii Bessosem i chiliarchą Nabarzanesem na czele, pozbawiła Dariusza władzy i skutego w złote kajdany ukryła w starym, krytym wozie. W wyniku zamachu zapanowało rozprężenie perskiego wojska. Niektórzy dostojnicy i żołnierze stopniowo odłączali się od wycofującej się na wschód kolumny. Tymczasem Macedończycy jedenastego dnia marszu zatrzymali się w Ragaj, gdzie Aleksander naznaczył satrapą Medii Persa Oksydatesa. Po krótkim postoju kontynuowano pogoń. Przeszedłszy przez Wrota Kaspijskie król Macedonii, w lipcu 330 r. p.n.e., otrzymał wiadomość o uwięzieniu Dariusza. Zmotywowało to jeszcze bardziej Aleksandra do zwiększenia tempa pościgu. Przydzielił konie swoim najlepszym piechurom (300-500 osób), a następnie wyruszył na całonocny rajd w skrajnych, pustynnych warunkach. Przez zawrotne tempo większość koni zmęczyła się i nie wytrzymała. Na końcowym etapie gonitwy z Aleksandrem pozostało jedynie 60 żołnierzy. Grupa ta dopadła kolumnę perską nieopodal miasta Hekatompylos. O wiele liczniejsi Persowie wpadli w panikę na widok Macedończyków. Bessos namawiał Dariusza do wspólnej ucieczki. Król królów odmówił, ponieważ prawdopodobnie był załamany i gotowy oddać się w ręce Aleksandra. Wobec tego Wielki Król został śmiertelnie raniony przez spiskowców, którzy uciekli, każdy inną drogą.
Wkrótce po zabójstwie Dariusza, Bessos ogłosił się królem Persji - Artakserksesem V, co dowodzi tego, że myślał o ratowaniu imperium Achemenidów. Macedończycy znaleźli porzucone ciało perskiego władcy w jednym z wozów. Na rozkaz Aleksandra zwłoki przewieziono do Persepolis, gdzie wyprawiono królewski pogrzeb i pochowano Dariusza pośród innych władców achemenidzkich. Śmierć króla królów zmieniła sytuację polityczną. Aleksander zaczął teraz podawać się za mściciela, który musi ukarać Bessosa za zdradę, królobójstwo i uzurpatorstwo, gdyż „król Azji” uznawał siebie za prawowitego następcę Dariusza. Z takim przesłaniem macedoński władca chciał maszerować dalej na wschód. Ponadto Aleksander brał pod uwagę możliwość, że jeżeli nie dokończy wyprawy, podporządkowując sobie wschodnie perskie satrapie, to grozi mu niebezpieczeństwo w postaci kontrofensywy Artakserksesa V Bessosa, która mogłaby się przerodzić nawet w inwazję na Europę.
Macedończycy nie podjęli natychmiastowego pościgu za Bessosem. Armia pomaszerowała do Hyrkanii położonej nad Morzem Kaspijskim, gdyż konieczne było zabezpieczenie tyłów przed ruszeniem w dalszą drogę. W prowincji tej Aleksandrowi poddali się Nabarzanes i satrapa Partii Fratafernes. Na mocy układów perski chiliarcha został ułaskawiony przez króla Macedonii pomimo tego, że brał udział w spisku przeciwko Dariuszowi. Skapitulowało również 1500 greckich najemników służących niegdyś Wielkiemu Królowi. Macedończycy zajęli stolicę Hyrkanii Zadrakartę i w pięciodniowej ekspedycji podporządkowali sobie plemię Mardów. Aleksander wyznaczył Persów na satrapów Partii i Mardii-Tapurii oraz Parta na satrapę Hyrkanii.
Od sierpnia-września 330 r. p.n.e. dwór Aleksandra zaczął się „orientalizować”. Macedoński władca przyjął insygnia królewskie Achemenidów, perski strój, irański ceremoniał na dworze oraz dopuszczał Persów blisko do swojego otoczenia. Stopniowo także przyjmował Irańczyków w szeregi swojej armii. Macedończykom i Grekom nie podobały się zmiany wprowadzane przez Aleksandra. W związku z tym zaczęły pojawiać się pierwsze napięcia między królem a jego europejskimi żołnierzami. W międzyczasie Artakserkses Bessos, mimo szczupłości sił jakimi dysponował, rozpoczął organizację obrony. Mobilizował wojska, ściągając rekrutów nie tylko z Baktrii, ale i również dzikich koczowników z terenów na wschód od rzeki Oksos. Dysponując luźnym sojuszem wschodnich satrapii podjął się odbudowy państwa. Choć działania jakie podejmował były nieskoordynowane, to ogólny plan stanowił zagrożenie dla ekspansji Aleksandra.
Z Zadrakarty armia macedońska podążyła na wschód docierając do Suzji na obszarze Arii. Satibarzanes, tamtejszy satrapa i jeden z morderców Dariusza, złożył Aleksandrowi hołd. Mimo swego wcześniejszego udziału w zamordowaniu króla królów otrzymał potwierdzenie dotychczasowego stanowiska. Macedoński władca, chcąc jak najszybciej rozprawić się z Artakserksesem Besosem, wyruszył od razu z Arii z wojskiem w stronę Baktrii. Gdy Macedończycy opuścili Suzję Satibarzanes zdradził Aleksandra wzniecając bunt i wybijając w Arii mały macedoński garnizon. Podczas marszu do króla Macedonii dotarła wiadomość o powstaniu Satibarzanesa. Aleksander natychmiast zawrócił z częścią oddziałów, zostawiając resztę armii Kraterosowi. Korpus macedońskiego władcy w ciągu 2 dni pokonał dystans 110 km docierając do stolicy Arii Artakoany. Zaskoczony Satibarzanes z 2000 jeźdźców uciekł do Bessosa. Macedończycy przystąpili do oblegania miasta, które po czasie skapitulowało oraz spacyfikowali żołnierzy, którzy stawili opór w okolicznych górach. Po stłumieniu buntu Aleksander mianował nowym satrapą Arii Persa, Arsakesa. W pobliżu Artoakany król Macedonii założył nowe miasto, Aleksandrię Arion, aby ustabilizować swoje rządy na tych terenach. Do armii macedońskiej dotarły posiłki liczące ok. 6500 żołnierzy zaciągniętych w Illiri, Grecji i Lidii.
Z Arii wojsko macedońskie pomaszerowało na południe w stronę Drangiany. Sprawujący władzę nad tą satrapią Barzanes, jeden z morderców Dariusza, na wieść o nadchodzącej armii uciekł aż do Indii. W stolicy Drangiany, Fradzie, Macedończycy zarządzili postój. Gdy Aleksander podczas pobytu w mieście dowiedział się, że Filotas był zamieszany w spisek na jego życie, ten został skazany na śmierć i stracony. Równocześnie na polecenie króla zabito, przebywającego wówczas w Ekbatanie, jego ojca, Parmeniona. Dla upamiętnienia wykrycia spisku Aleksander przemianował nazwę miasta Frada na Proftazja, co oznaczało „Uprzedzenie”. Z Drangiany armia pomaszerowała dalej na południe do Ariaspii, gdzie zatrzymano się na około 60 dni, podczas których zbierano zapasy na zimowe miesiące. W okresie pobytu w kraju Ariaspów Macedończycy podporządkowali sobie, położoną nad Morzem Arabskim, satrapię Gedrozję. Działania te miały charakter strategiczny w obliczu planowanego wkroczenia do Baktrii kontrolowanej przez Artakserksesa Bessosa. Tymczasem wybuchł kolejny bunt w Arii. Satibarzanes powrócił wraz z 2000 jazdy, uzgadniając wcześniej swoje działania z Bessosem, i zagroził liniom komunikacyjnym, posuwającej się na wschód, armii macedońskiej. Aleksander wezwał satrapę Partii oraz stacjonującą w Ekbatanie armię do ponownego stłumienia powstania. Walki buntowników z macedońskimi oddziałami w Arii trwały do późnej wiosny lub lata 329 r. p.n.e. kiedy w jednej z potyczek zginął sam Satibarzanes. Jednakże pomimo załamania się drugiego powstania sytuacja na tych terenach uspokoiła się ostatecznie dopiero zimą 328/327 r. p.n.e.
Gdy rozpoczęto tłumienie buntu w Arii Aleksander w pierwszych tygodniach 329 r. p.n.e. ruszył dalej na wschód do Arachozji. Macedończycy, posuwając się wzdłuż rzeki Arghandab, dotarli do okolic współczesnego Kandaharu, gdzie macedoński władca założył Aleksandrię w Arachozji. Arachozja została zajęta bez problemów, ponieważ tamtejszym satrapą był Barzanes, który wcześniej uciekł do Indii, a lokalne plemiona podporządkowały się silniejszym Macedończykom. Na tych terenach do sił Aleksandra dołączył dawny korpus Parmeniona (6000 Macedończyków, 600 konnych z Grecji, 4400 najemników greckich oraz 200 jazdy perskiej). Następnie armia podążyła na północny wschód w stronę Kabulu. Niektórzy żołnierze maszerując przez góry wschodniego Afganistanu w ciężkich, zimowych warunkach zmarli lub odnieśli uszczerbek na zdrowiu. W pobliżu Kabulu zarządzono postój. Podczas odpoczynku król Macedonii założył kolejne miasto, prawdopodobnie nieopodal miejscowości Bagram, Aleksandrię Kaukaską oraz naznaczył Persa Proeksesa satrapą Paropamisady.

### Schwytanie i śmierć Artakserksesa V Bessosa

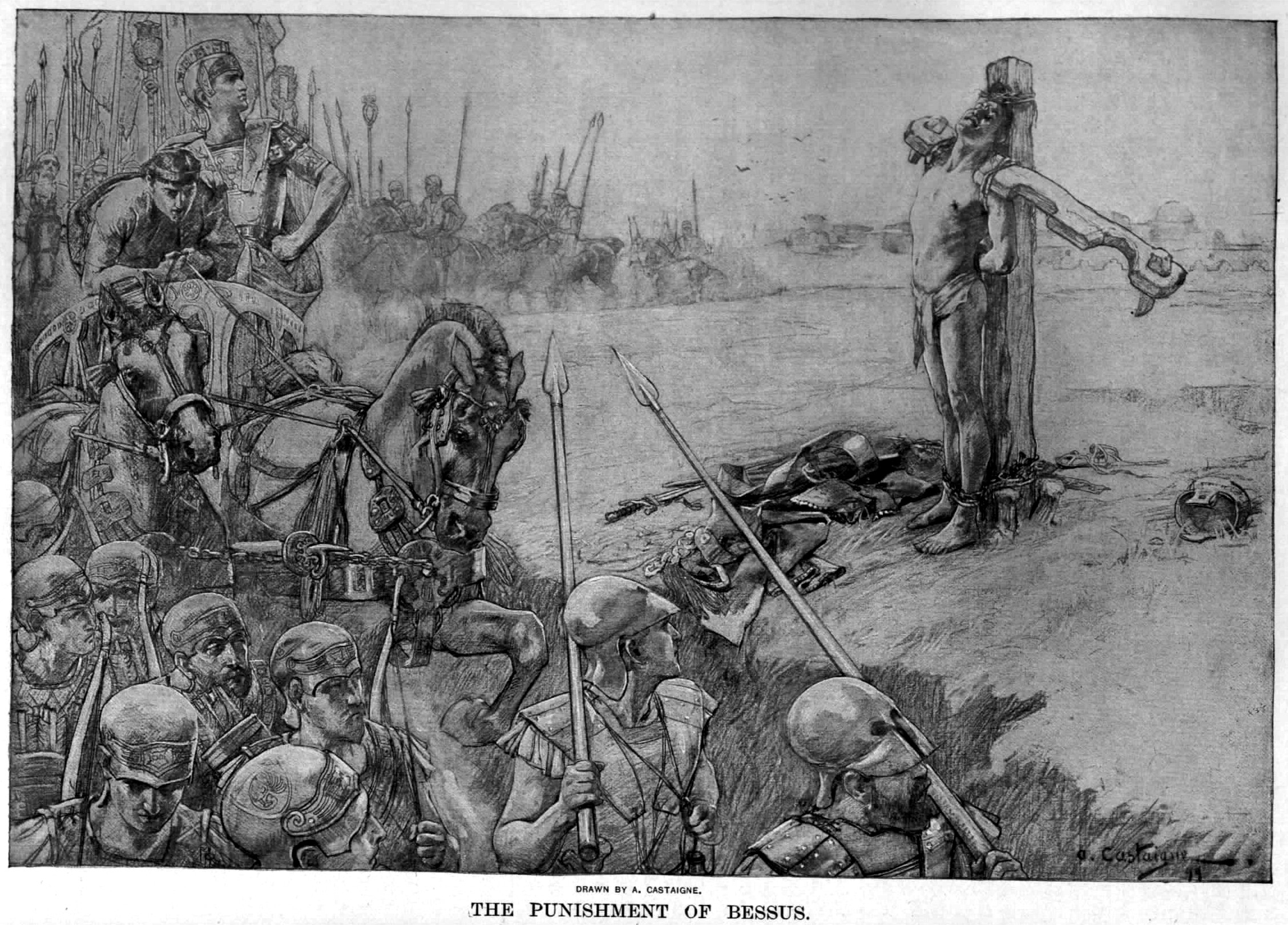
Ukaranie Bessosa autorstwa André Castaigne

W maju 329 r. p.n.e. Macedończycy ruszyli z kotliny Kabulu do baktryjskiej Drapsaki. Do miasta dotarli po 17 dniach przechodząc przez góry Hindukusz. Gdy Bessos dowiedział się, że Aleksander wraz z armią wkroczył na terytorium Baktrii, podjął decyzję o wycofaniu się wraz z 7000 kawalerii za rzekę Oksos do Sogdiany, stosując przy tym taktykę spalonej ziemi. Do odwrotu doszło, ponieważ samozwańczy król Persji nie zdążył zgromadzić wystarczających sił oraz był zaskoczony szybkością, z jaką macedońska armia pokonała góry Hindukuszu. Artakserkses V planował stawić opór na północnym brzegu Oksosu, przy wsparciu Sogdyjczyków, rządzonych przez jego sojusznika Spitamenesa, Dahów oraz innych ludów zamieszkujących tamtejsze tereny.
W międzyczasie Aleksander wraz z wojskiem opuścił Drapsakę i zajął bez walki Aornos oraz stolicę Baktrii: Baktrę. Na stanowisko satrapy nowo podbitej prowincji król Macedonii wyznaczył Persa Artabazosa. Po zajęciu miast, w czerwcu 329 r. p.n.e., Aleksander wraz z oddziałami udał się nad Oksos, pokonując trasę przez bezwodną pustynię nocą, gdyż w dzień temperatura potrafi osiągać 50 °C w tamtejszych rejonach. Po dotarciu nad rzekę tessalscy żołnierze Aleksandra zbuntowali się i zażądali powrotu do ojczyzny. Król Macedonii zwolnił więc ich ze służby (łącznie 900 osób) i wypłacił premie pieniężne. Po tej demobilizacji Aleksander zaczął odczuwać brak doborowych wojsk, dlatego też dokonał rekrutacji do armii wśród lokalnej ludności. Następnie Macedończycy przeprawili się na drugą stronę Oksosu.
Szybki marsz Aleksandra z Baktrii przez rzekę do Sogdiany spowodował upadek morale w obozie Artakserksesa V oraz liczną dezercję Baktrów z armii. Kryzysowa sytuacja doprowadziła do tego, że sogdyjscy sojusznicy Besossa: Spitamenes, Katenes i Datafernes, uwięzili go, a następnie przekazali Aleksandrowi. Wydany Macedończykom Artakserkses został później zabity na rozkaz macedońskiego władcy. Pozbycie się Bessosa miało pokazać, że Aleksander jest jedynym prawowitym pretendentem, mogącym rościć sobie prawo, do piastowania władzy królewskiej nad Imperium Perskim.

### Walki w Baktrii i Sogdianie
Po przekazaniu Artakserksesa V przez spiskowców, Aleksander uznawał Spitamenesa za swojego poddanego i sojusznika oraz myślał, że w związku z tym cała południowo-zachodnia Sogdiana jest spacyfikowana. Macedończycy wyruszyli więc na północ w stronę stolicy Sogdiany, Marakandy, wybijając po drodze plemiona górskie. Do miasta Aleksander wkroczył późnym latem 329 r. p.n.e. i osadził tam garnizon w liczbie 1000 żołnierzy. Potem skierował się nad rzekę Jaksartes, gdzie rozpoczął prace nad budową miasta-fortecy, Aleksandrii Eschate. Miała ona bronić militarną obecność grecko-macedońską w Sogdianie przed koczownikami (Scytami, Dahami, Sakami i Massagetami) napadającymi zza rzeki, z głębi Azji. Król Macedonii chciał również żeby pełniła ona rolę stabilizującą w samej prowincji oraz była bazą wypadową dla potencjalnych wypraw przeciwko Scytom.
Następnie Aleksander wezwał Spitamenesa i Katanesa na zebranie do Baktry. Sogdyjscy możni odmówili; wypowiedzieli w ten sposób posłuszeństwo. Zamiast współpracy z Macedończykami zdecydowali się wywołać powstanie. Rozpowszechnili wieść, że Aleksander zamierza wymordować wszystkich baktryjskich kawalerzystów oraz że Hellenowie wprowadzą okrutny terror. Działania feudałów podburzyły miejscowe ludy do zajęcia siedmiu miast-twierdz i wybicia przy tym tamtejszych macedońskich garnizonów. Z kolei Spitamenes osobiście przystąpił do oblężenia Marakandy. Niedługo potem walki partyzanckie rozlały się po całej Transoksianii. Aleksander zareagował na wydarzenia, wysyłając pod Cyropolis (jedno z największych miast w regionie) Kraterosa oraz samemu udając się pod inne miasto. W ciągu dwóch dni Aleksander odbił pięć miast, a następnie dołączył do walk o oblegany Cyropolis. Po czasie miasto to skapitulowało (zginęło ok. 8000 broniących się Sogdyjczyków) oraz jeszcze kolejne zostało przejęte przez Macedończyków. W trakcie tych starć macedoński władca odniósł ciężkie rany.

#### Bitwa nad Jaksartesem

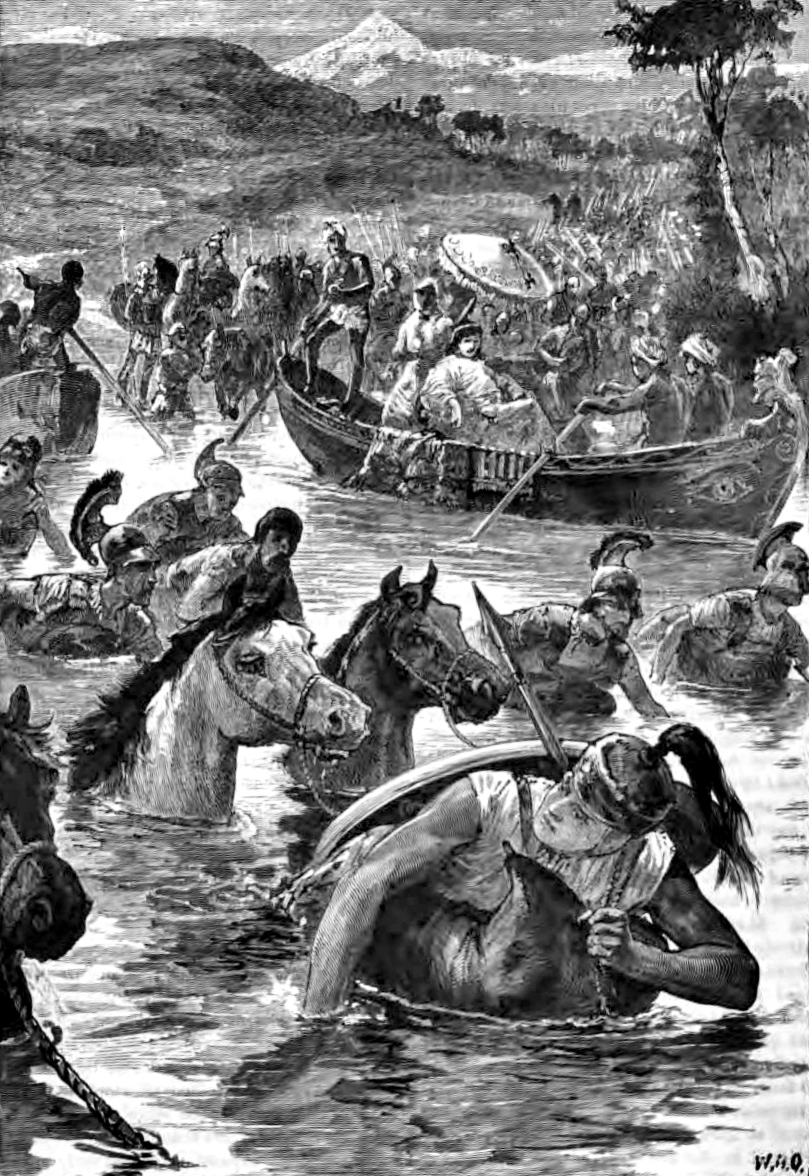
Macedończycy przekraczający Jaksartes

Po opanowaniu siedmiu miast Aleksander podzielił swoją armię. Część wojsk (1500 piechoty najemnej oraz 1400 jazdy macedońskiej i najemnej pod dowództwem Irańczyka Farnuchesa) wysłano na odsiecz obleganej przez Spitamenesa Marakandzie. Natomiast macedoński król pomaszerował ponownie nad Jaksartes, gdyż po drugiej stronie rzeki zaczęły gromadzić się wojska Scytów gotowych wesprzeć powstanie Spitamenesa. Aleksander przeprawił się wraz z oddziałami przez rzekę, po czym rozpoczęła się bitwa, w której zwyciężyli Macedończycy. Poległo 160 Macedończyków, a 1000 odniosło rany, Scytowie stracili 1000 żołnierzy. Po przegranym starciu koczownicy przesłali poselstwo z przeprosinami za wydarzenie, do którego doszło.
Podczas bitwy nad Jaksartesem oblegający Marakandę Spitamenes dowiedział się o nadchodzącym na odsiecz oddziale i odstąpił od Marakandy. Helleńscy dowódcy, widząc wycofujących się przeciwników, przystąpili do pogoni. Przywódca powstania wciągnął Macedończyków w głąb ziem koczowników i przy ich pomocy pokonał wojska Farnuchesa w okolicach rzeki Zarafszan. Aleksander po zabezpieczeniu linii Jaksartesu skierował się na południe ku Marakandzie. Spitamenes, który ponownie przystąpił do oblegania miasta, na wieść o nadchodzącym władcy uciekł w step. Król Macedonii, zezłoszczony niepowodzeniem w schwytaniu przywódcy powstania, dokonał rzezi na mieszkańcach doliny rzeki Zarafszan. W międzyczasie siły Kraterosa przeprowadzały podobne akty terroru w innych miejscach na terenie Sogdiany. Późną jesienią 329 r. p.n.e. Aleksander z częścią armii powrócił do Baktry, zostawiając w Sogdianie garnizon 3000 żołnierzy.
Zimę 329/328 r. p.n.e. macedoński król ze swoimi siłami spędził w stolicy Baktrii. Do Aleksandra przez ten czas dołączyły posiłki; 22 000 żołnierzy, w tym 2600 kawalerzystów. W mieście zjawił się również Farasmenes, król Chorezmu, państwa położonego nad Jeziorem Aralskim. Zaproponował on Aleksandrowi przeprowadzenie wspólnej kampanii wojennej z terenów przy Morzu Kaspijskim, aż do Morza Czarnego. Macedoński władca odmówił, rzekomo odpowiadając, że w pierwszej kolejności woli skupić się na podboju Indii.
Wiosną 328 r. p.n.e. z dotychczas podbitych ziem Sogdiany nadeszły wieści o kolejnych niepokojach. Aleksander wyruszył więc ponownie do Sogdiany i po przekroczeniu Oksosu podzielił swoją armię prawdopodobnie na 5 kolumn dowodzonych przez: Hefajstiona, Ptolemeusza, Perdikkasa, Kojnosa i samego króla. Oddziały te przemierzały kraj, likwidując lokalne gniazda oporu i na ich miejsce osadzały placówki wojskowe. Po przeprowadzeniu akcji wszystkie kolumny spotkały się w Marakandzie. Nastąpiła wówczas ponowna reorganizacja sił. Hefajstion otrzymał porządkowo-organizacyjne zadanie zakładania greckich miast lub twierdz. Z kolei Kojnos wraz z częścią wojska ruszył na zachodnie pogranicze scytyjsko-sogdyjskie. W czasie działań Macedończyków na terenie Sogdiany, Spitamenes, przy wsparciu Massagetów, wiosną 328 r. p.n.e., zajął jedną z pogranicznych fortec i spustoszył okolice Baktry. Część śmiałków z macedońskiego garnizonu stolicy Baktrii dokonała wypadu na wroga, w pierwszym starciu odnosząc sukces, ale ostatecznie ponosząc klęskę. Na wieść o tym znajdujący się w pobliżu korpus Kraterosa rzucił się w pościg za przywódcą powstania, którego udało się dogonić i zmusić do bitwy. Massageci ponieśli porażkę tracąc 150 ludzi, natomiast sam Spitamenes zdołał uciec i ukryć się gdzieś na pustyni.

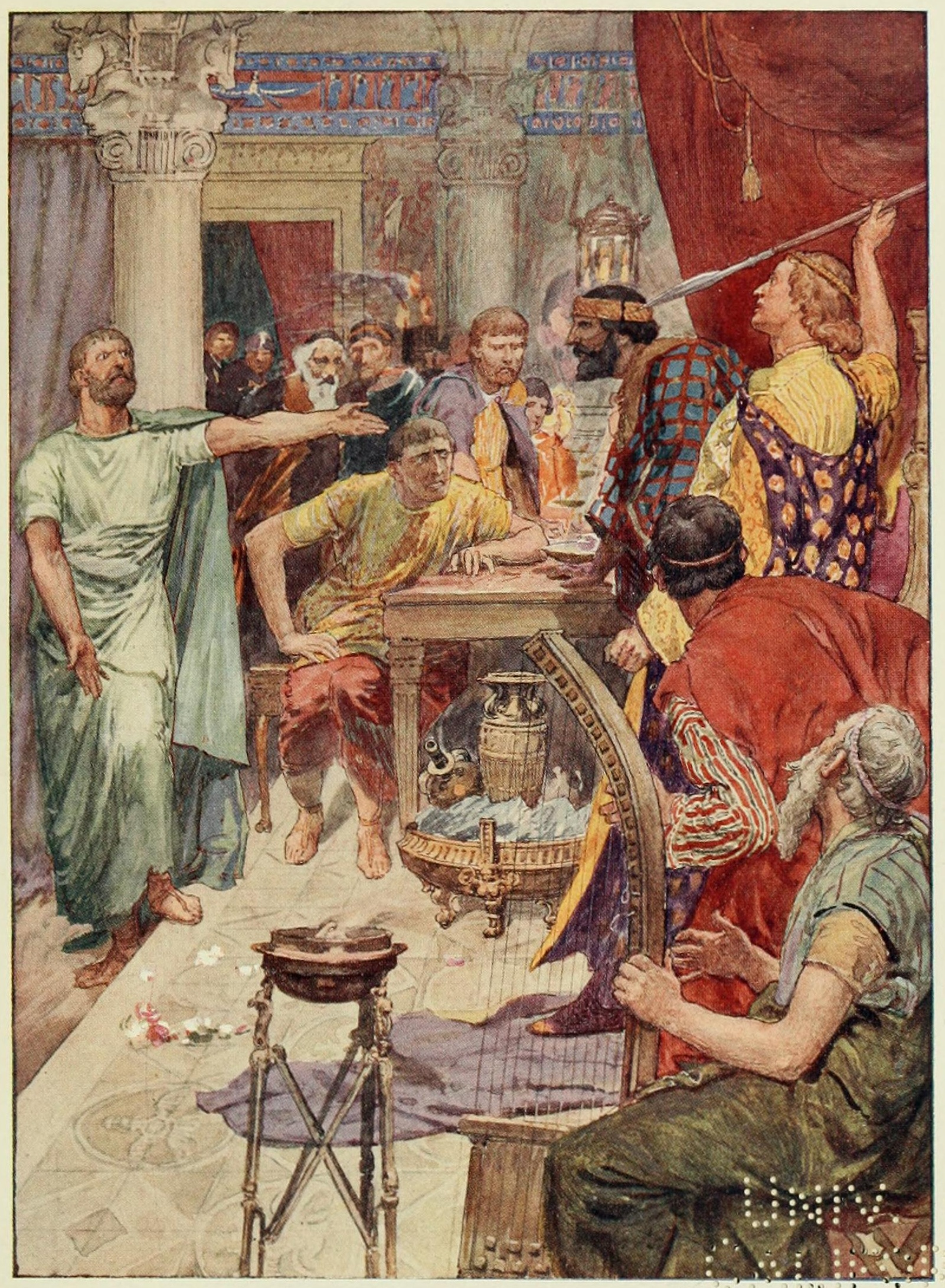
Kłótnia Aleksandra z Klejstosem

Latem lub jesienią 328 r. p.n.e. przebywający w Marakandzie Aleksander zabił podczas kłótni Klejstosa Czarnego. Czynem tym król Macedonii chciał zlikwidować wolność wypowiedzi w swojej armii - odtąd otwarty sprzeciw i krytyka wobec Aleksandra były z definicji jego obrazą. Ograniczanie wolności Macedończyków postępowało równolegle do rosnącej roli Irańczyków w polityce Aleksandra.
Zimą 328 r. p.n.e. Spitamenesowi było coraz trudniej zdobyć zaopatrzenie lub znaleźć bezpieczną bazę, ponieważ gęsta sieć nowo założonych placówek macedońskich na granicy sogdyjsko-massageckiej powstrzymywała go od dalszych działań zaczepnych. Zdesperowany przywódca walk partyzanckich postanowił z Baktryjczykami, Sogdyjczykami i 3000 Massagetów uderzyć bezpośrednio na siły Kojnosa pod warownią Gabae. Rebelianci przegrali starcie i część z nich poddała się Macedończykom. Spitamenes ponownie zbiegł w stronę stepów. Jednakże klęska ta zrujnowała całkowicie jego autorytet. Został zamordowany we własnym obozie, a jego głowę koczownicy przesłali Aleksandrowi.
Śmierć Spitamenesa nie zakończyła powstania w Sogdianie. Ogniskami oporu pozostawały jeszcze tzw. Skały, czyli trudno dostępne fortece górskie. Sezon zimowy 328/327 r. p.n.e. Aleksander z oddziałami spędził w krainie Nautaka, gdzie podjął parę decyzji administracyjnych. Satrapą Babilonii mianował Stamenesa, ponieważ zmarł Mazajos, a do Medii wysłał Atropatesa, aby zastąpił Oksydatesa. Również podczas okresu zimowego, w trakcie jednej z operacji, poruszającego się wraz z armią Aleksandra zaskoczyła gwałtowna burza z gradem, śniegiem i bardzo niską temperaturą. Z powodu ekstremalnych dla wojska warunków klimatycznych zmarło 2000 żołnierzy.

#### Zdobycie Skały w Sogdianie
Na początku 327 r. p.n.e. król Macedonii postanowił zająć twierdzę zwaną „Skałą Sogdyjską”. Wiosną tego samego roku Macedończycy przystąpili do oblężenia, które poskutkowało zdobyciem fortecy. Wśród jeńców pojmanych na Skale była Roksana, córka baktryjskiego arystokraty i dawnego sojusznika Bessosa, Oksjartesa, którą Aleksander poślubił. Po tym sukcesie król Macedonii skierował się do kolejnej twierdzy zbudowanej na skale. Przy pośrednictwie Oksjartesa Aleksander przekonał tamtejszego komendanta fortecy, Chorienesa, do kapitulacji. W zamian za to macedoński władca zatwierdził dotychczasowe stanowisko feudała. W tym samym miesiącu Krateros ze swoimi siłami rozprawiał się z ostatnimi partyzantami. Po spacyfikowaniu buntowników macedoński dowódca dołączył w Baktrze do głównych sił Aleksandra, które po przeprowadzonych działaniach powróciły do miasta. Satrapa Baktrii otrzymał garnizon składający się z 10 000 pieszych i 3500 konnych, który miał za zadanie pilnować porządku i stabilności w krainie.
Opór mieszkańców północno-wschodnich prowincji Imperium Perskiego został ostatecznie stłumiony. Kampania na tych terenach po dwóch latach walk zakończyła się dla Macedończyków pełnym, choć kosztownym sukcesem.

## Kampania indyjska
W IV wieku p.n.e. północne Indie były podzielone na dużą liczbę królestw, republik oligarchicznych, państewek i terytoriów plemiennych. Historycznie miały one polityczne, ekonomiczne i militarne koneksje z Imperium Perskim. Tereny położone nad Indusem wchodziły w skład Państwa Achemenidów od czasów Cyrusa Wielkiego lub Dariusza I i przynosiły imperium ogromne zyski fiskalne z haraczu. Oprócz tego Persowie importowali liczne dobra luksusowe i surowce z Indii. Jednakże do IV w. p.n.e., czyli przed dojściem Dariusza III do władzy, Achemenidzi utracili kontrolę nad tym obszarem. Aleksander III Macedoński jako samozwańczy król królów zamierzał podporządkować sobie niegdysiejsze terytorium Persji. Planowana wyprawa była dla władcy Macedonii wyzwaniem. Przygotowując się do kampanii miał on ograniczone zasoby naukowe dotyczące Indii, gdyż starożytni Grecy mało wiedzieli o tym kraju - ze względu na nieznajomość geograficzną Azji określali je mianem „krańca świata”. Jeszcze przebywając w Sogdianie Aleksander przyjął posłów od władcy indyjskiego królestwa Taksili Ambhiego. Poprosili oni króla Macedonii o udzielenie pomocy Omfisowi w konflikcie przeciw jego wrogom. Sytuacja polityczna w północno-zachodnich Indiach stwarzała dobry grunt do rozpoczęcia inwazji przez wojska Aleksandra.
Pod koniec wiosny lub wczesnym latem 327 r. p.n.e. Aleksander wraz z armią liczącą od 20 000 do 120 000 żołnierzy wyruszył z Baktrii i w ciągu dziesięciu dni dotarł do Aleksandrii Kaukaskiej. Po przebyciu do miasta macedoński król wyznaczył na stanowisko satrapy Paropamisady Tyriespisa. Po krótkim postoju armia pomaszerowała na wschód doliną rzeki Kabul. Mniej więcej w tym czasie Aleksander spotkał władcę Taksili oraz kilku książąt mniejszych państw położonych po zachodniej stronie Indusu. Złożyli oni hołd królowi Macedonii oraz ofiarowali mu dary, w tym 25 słoni bojowych. Ambhi stanął po stronie Aleksandra, ponieważ potrzebował pomocy armii macedońskiej w walce przeciwko swojemu wielkiemu rywalowi, którym był monarcha Poros. Wówczas Aleksander podzielił swoją armię. Hefajstion i Perdikkas z częścią wojsk posuwając się drogą południową przeszli przez przełęcz Chajber. Tym dwóm macedońskim dowódcom towarzyszyli sojuszniczy władcy indyjscy wraz ze swoimi oddziałami. Siły te na swojej trasie natrafiły na opór w kraju Peukelaotis, gdzie lokalny władca Astis początkowo poddał się Macedończykom, ale później zmienił zdanie i przeciwstawił się przybyszom. Wobec tego korpus Hefajstiona przystąpił do oblężenia stolicy regionu. Miasto skapitulowało po trzydziestu dniach, a Astis zginął. Po tym sukcesie żołnierze rozpoczęli budowę mostu na Indusie i oczekiwali nadejścia Aleksandra.

### Walki z Aspazjami i Assakenami

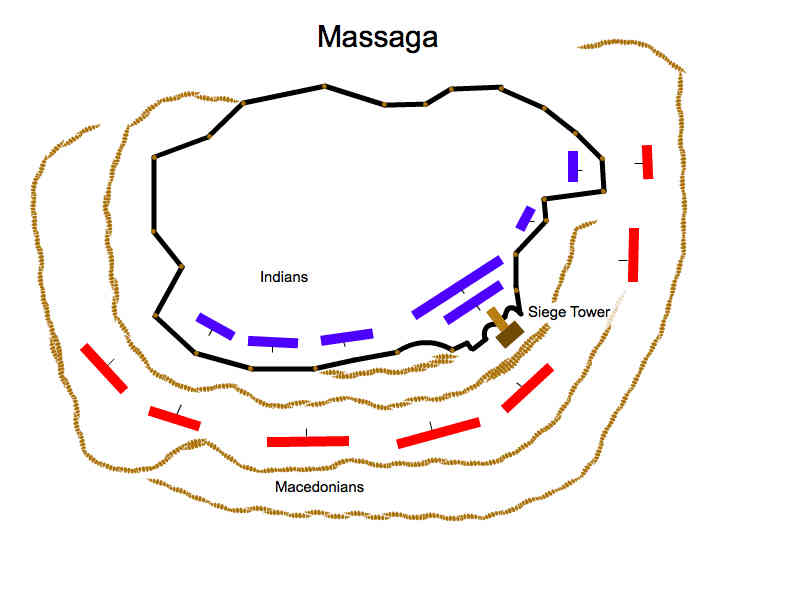
Plan oblężenia Massagi

Równolegle do działań Hefajstiona i Perdikkasa król Macedonii ruszył z Kraterosem północną trasą przez wyżynne i górskie tereny na wschód. Pod miastem Sileks macedoński władca pokonał tubylców, odnosząc przy tym ranę. Następnego dnia Macedończycy wkroczyli do miasta i z zemsty za zranienie króla zabili wszystkich mieszkańców, a miejscowość całkowicie spalili. Czyn ten spowodował, że nieopodal położone miasto Andaka poddało się bez walki, gdyż tamtejsza ludność przeraziła się. Po tym zwycięstwie Aleksander podjął działania przeciw Aspazjom. Lud ten spalił swoje miejscowości, po czym wycofał się w góry. Walki toczone były głównie o wzgórza bronione przez tubylców. W jednej z potyczek Ptolemeusz zdołał zabić przywódcę Aspazjów. Plemię ostatecznie zostało rozgromione przez Macedończyków w bitwie. Łupy wzięte w wyniku walk rzekomo wynosiły 40 000 jeńców i 230 000 sztuk bydła. Po pacyfikacji Aspazjów Hellenowie natrafili na miejscowość Nysa, która pokojowo przyjęła rządy Aleksandra, a następnie podporządkowali sobie kraj Gurajów.
Kolejnym ludem, z którym Macedończycy mieli do czynienia byli Assakenowie, zamieszkujący tereny nad rzeką Swat. Zgromadzili oni znaczne siły i przygotowali się do obrony w ufortyfikowanych miastach. Macedońscy żołnierze przystąpili najpierw do zdobycia Massagi - stolicy krainy Assakenów. Przez 4 dni, przy wsparciu machin oblężniczych, prowadzone były nieustanne ataki na miasto-twierdzę, podczas których został zraniony sam Aleksander. Morale obrońców załamało się wtedy, gdy jeden z wystrzelonych pocisków z katapulty zabił dowódcę plemienia. Rozpoczęto rokowania i na ich podstawie Indusi wyszli przed mury miejskie. Wówczas Macedończycy złamali układ, otoczyli Assakenów i wymordowali ich. W ten sposób Aleksander zajął stolicę.

### Oblężenie Aornos

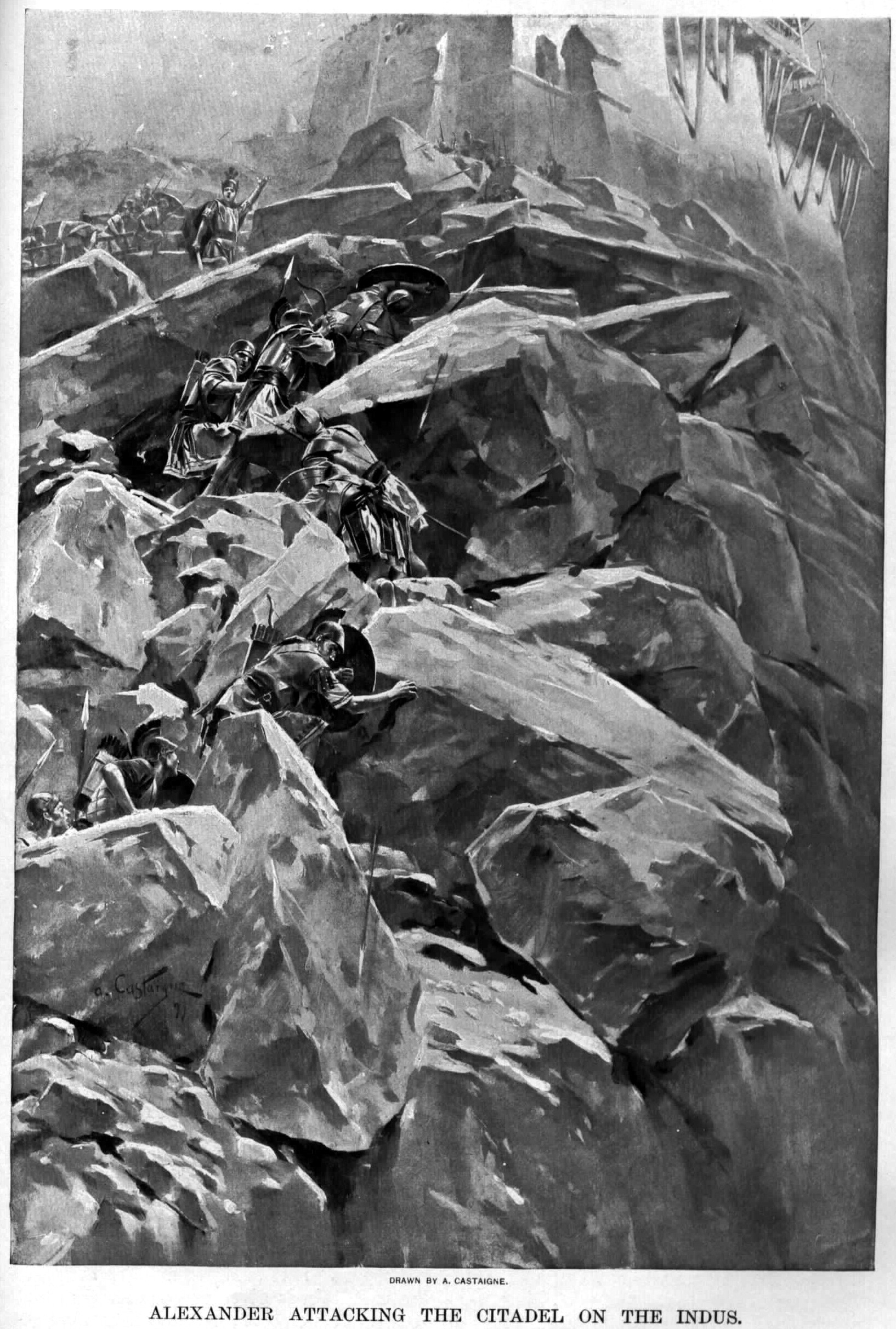
Atak Aleksandra na cytadelę Aornos autorstwa André Castaigne

Zimą 327/326 r. p.n.e., po opanowaniu Massagi, król Macedonii wysłał swoich dowódców przeciw pozostałym miastom Assakenów. Zdobyli oni miejscowość Ora oraz wkroczyli do Baziry, której obrońcy uciekli do twierdzy położonej na stromej skale Aornos. Macedończycy założyli obóz nieopodal fortecy. Aleksander wysłał Ptolemeusza z oddziałami na pobliski płaskowyż ażeby przybliżyć się do pozycji obronnych tubylców na skale. W kolejnej fazie operacji Macedończycy zaczęli budować pomost, który miał połączyć płaskowzgórze z Aornos. Przestraszyło to i skłoniło Hindusów do rozmów dyplomatycznych z Hellenami. W trakcie nich część obrońców zaczęła uciekać. Aleksander wykorzystał moment słabości przeciwnika. Nocą wspiął się z 700 żołnierzami na górę i zajął górską twierdzę. Władzę nad Aornos król Macedonii powierzył wiernemu Hindusowi, Sisikottosowi. Po tym sukcesie brat, zabitego wcześniej przy oblężeniu Massagi, władcy Assakenów, Erikes, zamierzał powstrzymać Aleksandra w jednym z wąwozów z 20 000 piechoty i 15 słoniami. Jednak został on zamordowany przez swoich podwładnych, którzy nie chcieli walczyć. Zdobycie Aornos było ostatnim epizodem kampanii prowadzonej na zachodnim brzegu Indusu.
Oddziały Aleksandra po opanowaniu skalnej twierdzy dotarły nad Indus. Macedończycy zbudowali statki i spławili się nimi w dół rzeki, gdzie wiosną 326 r. p.n.e. połączyli się w Ohind z korpusami Hefajstiona i Perdikkasa. Zjednoczona armia przeprawiła się przez Indus po mostach pontonowych i ruszyła dalej na wschód. W marcu 326 r. p.n.e. macedońskie wojska wkroczyły do Taksili. Omfis przekazał królowi Macedonii we władanie swą stolicę i całe państwo. Czyniąc to, władca jednego z indyjskich królestw chciał uzyskać przychylność Aleksandra, który zapewniłby mu ochronę przed jego silnymi wrogami – Abisaresem i Porosem. Król Macedonii zarządził w mieście odpoczynek dla żołnierzy.
W czasie postoju w Taksili do Aleksandra zaczęły przybywać poselstwa z okolicznych krain. Przez posłów hołd złożył m.in. Abisares, rządzący na terenach Kaszmiru górskimi Indami. Jedna z delegacji przekazała Macedończykom Barzanesa, dawnego satrapę Arachozji i Drangiany, który wcześniej uciekł z Persji przed Aleksandrem. Wkrótce po tym Barzanes został stracony na rozkaz króla Macedonii. Deklaracje władców indyjskich spowodowały, że Aleksander ustanowił w krainie nową satrapię z Macedończykiem Filipem jako gubernatorem. Ponadto przybycie delegacji skłoniło króla Macedonii do wysłania własnych posłów do Porosa, przez których zakomunikował mu, że powinien stawić się nad Hydaspes (który stanowił granicę jego państwa) i zapłacić daninę na znak, że jest jego wasalem. Poros, pomimo tego, że stał się politycznie osamotniony wobec przejścia innych radżów na stronę Macedończyków, odrzucił propozycję Aleksandra i odpowiedział groźbami. Następnie zaczął kierować wojska w stronę wschodniego brzegu Hydapsesu, gdzie widział szansę na powstrzymanie potencjalnego ataku Macedończyków.

### Bitwa nad rzeką Hydaspes
Aleksander uważał, że aby pokonać Porosa trzeba działać jak najszybciej. Wysłał więc Kojnosa z powrotem nad Indus, każąc mu rozebrać most pontonowy, pociąć łodzie na części i załadować wszystko na wozy. Akcja ta była spowodowana chęcią przeprowadzenia szybkiej operacji przerzutu armii przez Hydaspes, gdzie po wschodniej stronie rzeki znajdowało się państwo Porosa. Król Macedonii był świadom, że zbudowanie nowych statków zajęłoby dużo czasu, dlatego też podjął takie działania. Podczas gdy Kojnos był zajęty wykonywaniem powierzonego mu zadania poczyniono ostatnie przygotowania wojskowe: do oddziałów piechoty wcielono 5000 Hindusów.
W maju lub czerwcu 326 r. p.n.e., gdy rozpoczynała się pora monsunowa, armia Aleksandra wymaszerowała z Taksili w stronę Hydaspesu. W międzyczasie Poros zbudował nad rzeką umocniony obóz oraz zarządził wzdłuż niej nieustanne patrole rozpoznawcze. Z kolei Abisares zmienił stronę konfliktu i jego oddziały wyruszyły na pomoc Porosowi. Kiedy Aleksander przybył nad Hydaspes w okolicach Haranpur, rzeka była wezbrana od monsunowych deszczów oraz szeroka na ok. 800 m. Ponadto po drugiej stronie brzegu, na wprost siłom Macedońskim stał Poros wraz ze słoniami bojowymi, mogącymi płoszyć konie przy potencjalnej przeprawie. Hellenowie wysłali więc patrole, które dyskretnie rozpoznawały tereny położone dalej na wschód przy górnym biegu rzeki. Po pewnym czasie Macedończykom udało się znaleźć logistycznie dogodne miejsce na sforsowanie rzeki. Wówczas Aleksander zdecydował się na strategiczny podstęp, który uśpił czujność przeciwnika. Siły macedońskie stacjonujące naprzeciw Porosa zaczęły gromadzić duże ilości zaopatrzenia, a żołnierze przeprowadzali demonstracyjne manewry na oczach Hindusów. Aleksander pozostawił także na widoku sobowtóra, aby sprawić wrażenie, że król Macedonii nigdzie się nie rusza. Działania te odwróciły uwagę radży od prawdziwych intencji Aleksandra, który w międzyczasie szykował z częścią swoich sił przeprawę w miejscu położonym dalej na wschód.

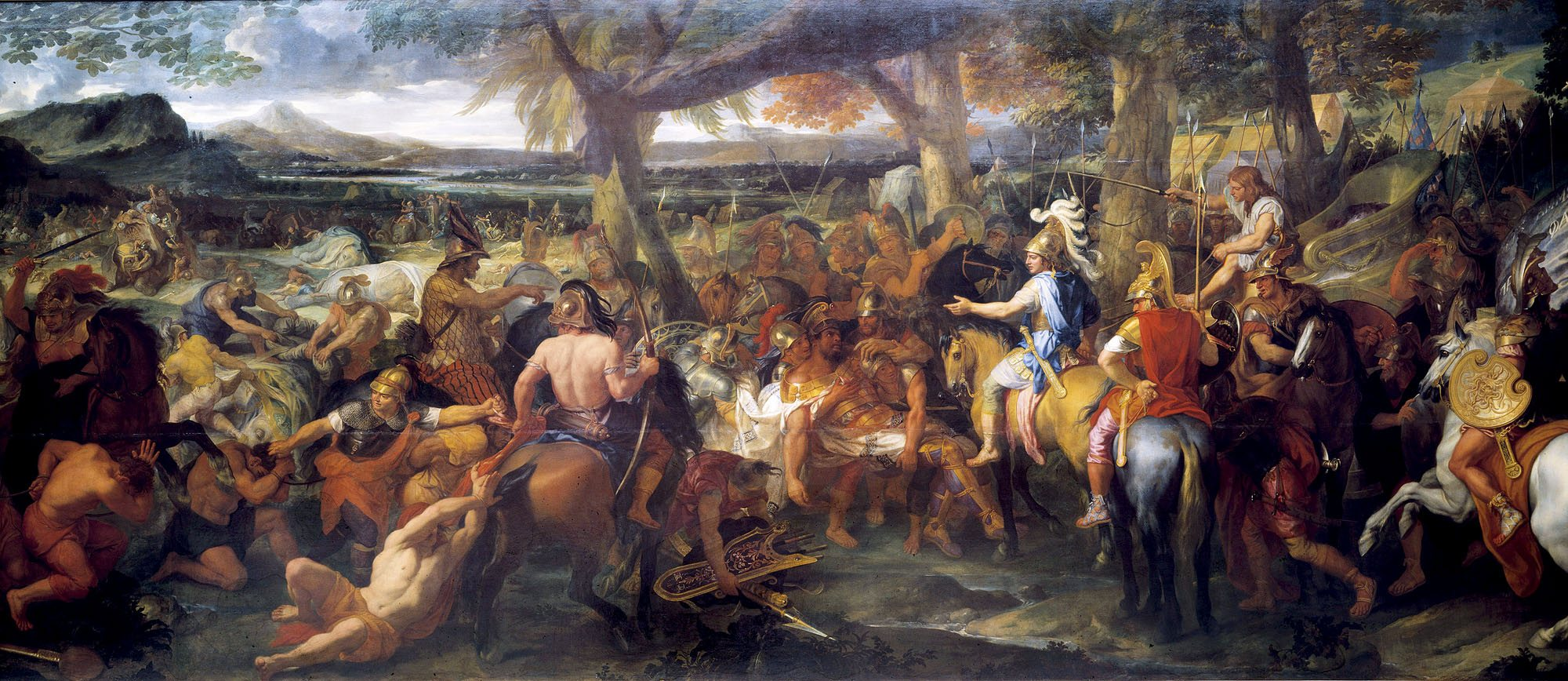
Aleksander i Poros autorstwa Charles’a Le Bruna

Kiedy Poros skupiony był jedynie na części wojsk macedońskich, Aleksander wraz z oddziałami rozpoczął operację. Król Macedonii na czele korpusu liczącego 6000-10 000 piechoty i 5000 jazdy, niezauważony przez przeciwnika, sforsował rzekę. Gdy Poros dowiedział się, że Macedończycy znaleźli się na drugim brzegu rzeki, przystąpił do ataku na siły Aleksandra. W ten sposób rozpoczęła się bitwa nad Hydaspesem. Armia radży, w skład której wchodziło 35 000 żołnierzy i 200 słoni bojowych została pokonana przez Macedończyków. W starciu poległo 12 000-23 000 Hindusów oraz 1100-4000 Macedończyków, a ze starości i ran zmarł również koń Aleksandra Bucefał.
Poros poddał się Macedończykom. Kiedy Aleksander spytał radżę, jak chce by go traktowano, ten odpowiedział „Jak króla”. Władca macedoński zostawił więc radżę na tronie jako wasalnego króla, przekazał mu dodatkowe ziemie od innych plemion indyjskich, a następnie pogodził go z Ambhim. Decyzja ta była motywowana chęcią posiadania użytecznego sprzymierzeńca, będącego przeciwwagą dla również podległego Aleksandrowi Omfisa. Zwycięska armia otrzymała trzydzieści dni odpoczynku. Król Macedonii założył nad Hydaspesem dwa nowe miasta: Nikaja dla upamiętnienia zwycięstwa oraz Bukefala na cześć swojego konia. Po bitwie do Aleksandra dotarli posłowie od Abisaresa, przez których radża ukorzył się przed królem Macedonii i poprosił go o wybaczenie. Spowodowane to było tym, iż do indyjskiego władcy doszła wieść o porażce Porosa, któremu szedł na pomoc. Aleksander przebaczył Abisaresowi i zatwierdził go na stanowisku gubernatora własnej prowincji.

### Bunt armii
Król Macedonii i jego sztab w dużej mierze czerpali informacje o geografii Indii z wiedzy greckiej. W związku z tym Aleksander, nie zdając sobie sprawy z wielkości subkontynentu indyjskiego oraz rzeźby terenu, cały czas forsował plan kontynuowania wyprawy na wschód chcąc dotrzeć do „zewnętrznego oceanu, który otacza cały świat”. Armia wyruszyła więc w początkach lipca, jeszcze przed zakończeniem monsunu. Macedończycy przekroczyli rzeki Akesines i Hydraotes, pokonali kilka miejscowych plemion oraz zdobyli miasto Sangala: zginęło 17 000 Indów, przy stratach 100 zabitych i 1200 rannych Hellenów. Następnie armia macedońska dotarła nad Hyfasis. Prawdopodobnie wówczas Poros oraz jeden z lokalnych indyjskich władców, Fegeus, ujawnili Aleksandrowi wiedzę na temat prawdziwego geograficznego rozmiaru Indii. Ponadto do króla Macedonii dotarły informacje o istniejącym za Gangesem Imperium Nandów, dysponującym rzekomo 200 000 żołnierzy, 20 000 kawalerii, 2000 rydwanów i 4000 słoni bojowych. Aleksander nie przeląkł się statystyk i mimo nowo poznanych wiadomości zamierzał dalej maszerować na wschód.
Jednakże morale wojska słabło z dnia na dzień. Żołnierze mieli za sobą przebytą długą, ciężką kampanię. Byli także wyczerpani przez warunki: panowała pora deszczów tropikalnych, rzeki były wezbrane i trudne do przejścia, kraj, przez który posuwała się armia, był grzęski i obfitował w jadowite węże, szerzyły się choroby zakaźne, a stan uzbrojenia ulegał znacznemu zniszczeniu. Ponadto Hyfasis stanowił niegdyś granicę Imperium Perskiego. Do tej pory Aleksander mógł głosić, że działa jako legalny następca Dariusza III i odzyskuje utracone prowincje, które należą mu się prawem dziedzictwa. Natomiast dalsza wyprawa nie wchodziłaby w ramy dotychczasowej propagandy. Macedończycy zaczęli rozumieć, że do zakończenia działań wojennych prędko nie dojdzie. Czuli się rozczarowani i oszukani - wprowadzono ich w błąd, a „kres Azji” był daleko.
Narastająca buntownicza atmosfera i niezadowolenie w szeregach armii zostały spostrzeżone przez Aleksandra. Zarządził zatem odpoczynek dla przebywającego nad Hyfasisem wojska oraz pozwolił żołnierzom splądrować i ograbić okolicę. Nie poprawiło to jednak nastrojów. Król Macedonii zwołał zebranie dowódców, przy pomocy których chciał przekonać Macedończyków do kontynuowaniu wyprawy na wschód aż do Oceanu Indyjskiego. Aleksander obiecywał, że kiedy „podbije cały świat”, zaprowadzi wszystkich żołnierzy z powrotem do Macedonii. Zgromadzeni nic nie odpowiadając ponuro milczeli. Po chwili jako pierwszy, przeciwko przekonaniom Aleksandra, otwarcie wystąpił Kojnos. Zwrócił on królowi uwagę na zmęczenie wojska, brak poczucia sensu dalszego marszu i pragnienie powrotu do domu. Wystąpienie Kojnosa spotkało się z aprobatą zebranych. W odpowiedzi Aleksander rozwiązał zgromadzenie, po czym następnego dnia oświadczył, że dalej idzie sam. Następnie zamknął się w namiocie na 3 dni i rozpoczął głodówkę myśląc, że Macedończycy zmienią zdanie. Nikt jednak nie odezwał się do króla. Dlatego też Aleksander zrezygnował z odosobnienia i podjął decyzję o odwrocie. Wywołało to powszechny entuzjazm wśród żołnierzy.

### Marsz powrotny
Marsz powrotny w kierunku Hydaspesu rozpoczął się jesienią 326 r. p.n.e. Gdy w końcu września Macedończycy powrócili nad rzekę przybyły do nich posiłki. Wsparcie liczyło 5000 jeźdźców i 7000 piechoty oraz 25 000 nowych zbroi, które zastąpiły dotychczasowe, zużyte wyposażenie. Nad Hydaspesem Aleksander zadecydował, że powrót nie odbędzie się wcześniej przebytą trasą, lecz rzekami Indii aż do ujścia Indusu. Na Macedończyków czekała wcześniej wybudowana i przygotowana flota licząca od 800 do 1000 okrętów (część jednostek morskich została przetransportowana z Fenicji przez żołnierzy), której naczelnym dowódcą został mianowany Nearchos.
W listopadzie 326 r. p.n.e. wyruszono w dół Indusu. Na statki załadowano 8000 żołnierzy i pewną liczbę koni. Reszta armii maszerowała rozdzielona na oba brzegi Hydaspesu. Krateros prowadził prawym brzegiem rzeki pewną część piechoty i jazdy. Na lewym brzegu znalazł się Hefajstion z najsilniejszymi jednostkami (w tym 200 słoniami). Podział ten Aleksander zastosował, aby zabezpieczyć się przed atakami mijanych plemion oraz żeby w razie potrzeby wysłać wojsko przeciw miastom i plemionom, odmawiającym uznania jego zwierzchnictwa. Dziennie pokonywano 26 km, a przy okazji zakładano bazy dla floty. Nadrzeczne plemiona, przerażone widokiem nieznanych przybyszy, nie stawiały zorganizowanego oporu. Po 5 dniach drogi osiągnięto miejsce, gdzie Hydaspes wpływa do Akesinesu. W tym punkcie część okrętów doznała uszkodzeń na skutek silnego nurtu i wiru rzecznego. Ostatecznie Macedończykom udało się bezpiecznie wylądować na brzeg. Aleksander przeorganizował siły i zarządził naprawę jednostek morskich. Następnie król Macedonii przeprowadził krótką, zwycięską kampanię w kraju Agalassów i Sibiów.

#### Oblężenie miasta Mallów

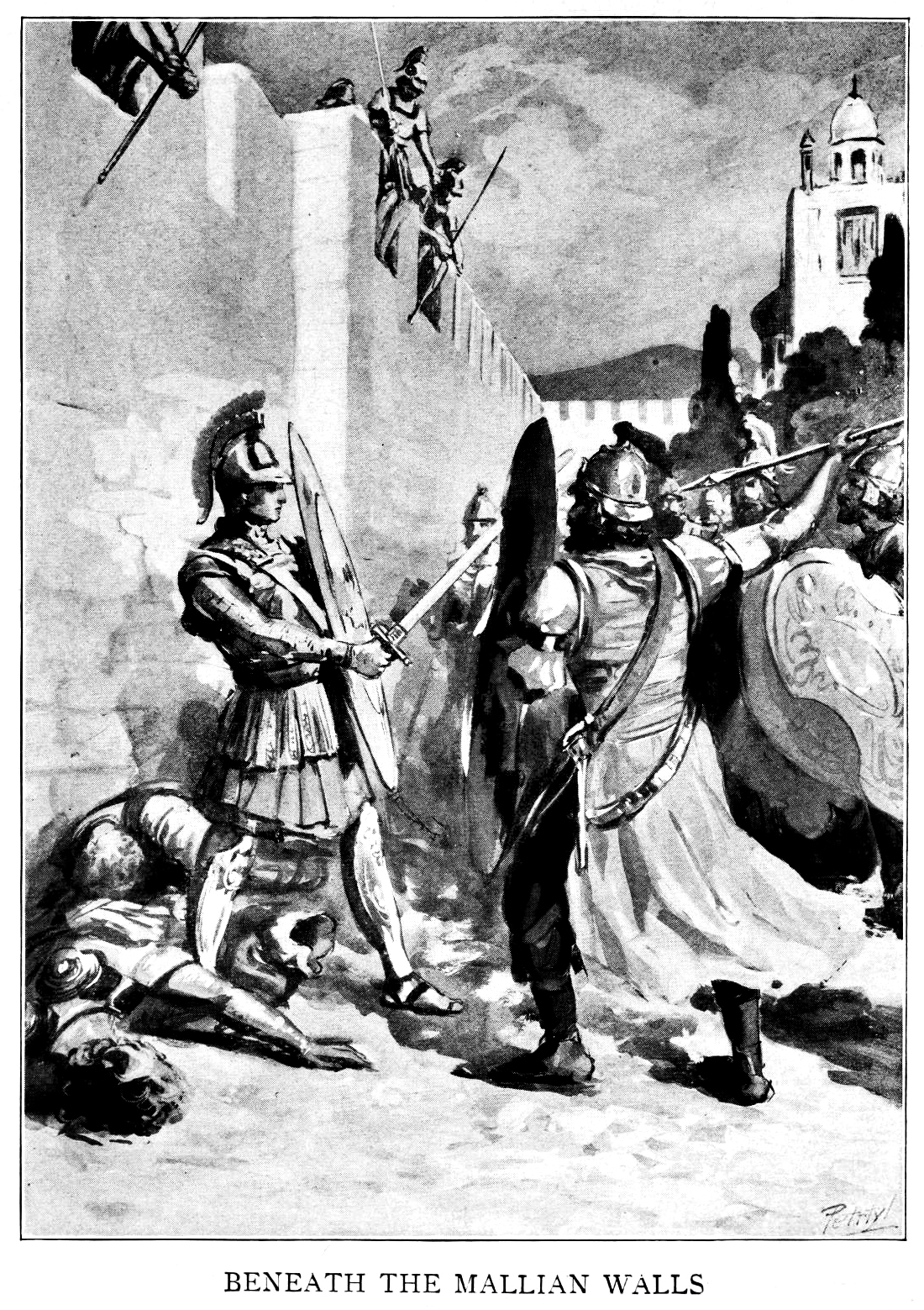
Aleksander broniący się pod murami miasta Mallów

Po tym sukcesie do Aleksandra przyszły meldunki, że dwa silne plemiona, Mallowie i Oksydrakowie mobilizują siły i zamierzają stawić opór na drodze marszu Macedończyków. Do tej pory, te dwa ludy rolnicze, były skonfliktowane ze sobą, lecz sprzymierzyły się w obliczu nadciągającego niebezpieczeństwa. Armia macedońska została podzielona na 5 korpusów: Nearchos popłynął z flotą do ziem zamieszkałych przez Mallów, Krateros, ze słoniami, pomaszerował zachodnim brzegiem Akesinesu, korpusy Hefajstiona i Ptolemeusza posuwały się lewym brzegiem. Z kolei korpus Aleksandra wyruszył znad Akesinesu na wschód przez pustynię Sandar-Bar. Król Macedonii przeprowadził szybki rajd, podczas którego zajął dwa miasta Mallów i dotarł nad Hydraotes. Ci Mallowie, których Macedończycy nie zdołali dogonić i zabić, przeprawili się przez Hydraotes i schronili się obwarowanym mieście. Na polecenie Aleksandra Hellenowie otoczyli miejscowość i rozpoczęli oblężenie. Następnego dnia po rozpoczęciu oblężenia Macedończycy zaatakowali i zajęli miasto. Aleksander osobiście wziął udział w walkach, w których został bardzo ciężko ranny. Stan zdrowia króla był na tyle krytyczny, że rozpowszechniły się plotki jakoby władca zmarł. Wywołało to niepokój i panikę w armii macedońskiej. Jeszcze w trakcie rekonwalescencji Aleksander kazał siebie zanieść na lektyce i pokazać publicznie żołnierzom żeby ci uwierzyli, że przeżył. Akt ten podniósł morale wojska i sprawił, że Macedończycy uwierzyli, że ich król żyje. Wobec doświadczonych porażek w trakcie kampanii w kraju Mallów, przed Aleksandrem zjawiło się poselstwo Mallów i Oksydraków. Oba ludy poddały się Macedończykom, a ich kraje zostały włączone w skład satrapii Filipa.
Okres rekonwalescencji Aleksandra oraz długotrwałego postoju nad rzekami Akesines i Hydraotes zapewnił wojsku wystarczająco czasu na dokonanie napraw oraz budowę nowych statków przed kolejnym etapem podróży w kierunku ujścia Indusu. W lutym 325 r. p.n.e. marsz do Oceanu został wznowiony. Miejscem spotkania floty i wojsk lądowych zostało wyznaczone ujście Akesinesu do Indusu. Wzniesiono w tym punkcie twierdzę będącą jednocześnie stocznią – Aleksandrię nad Indusem. Następnie Macedończycy stoczyli szereg bitew i kampanii z lokalnymi indyjskimi plemionami (w tym również z braminami), po czym osadzili garnizony na zajętych terenach. Hellenowie swoimi działaniami, w szczególności walkami toczonymi z członkami najwyższej kasty, wzburzali opór u miejscowych, który tłumili za pomocą terroru.
Po pacyfikacji lokalnych ludów armia kontynuowała marsz na południe posuwając się w stronę Pattali. W czasie wędrówki Aleksander podzielił swoje siły. Oddziały Kraterosa skierowały się drogą ku przełęczy Mulla do Kwety, a stamtąd doliną rzeki Helmand do Karmanii. Przemarsz odbywał się sprawnie. Krateros wykonał swoje zadanie z powodzeniem i na początku 324 r. p.n.e. spotkał się z Aleksandrem w Karmanii. Celem tej wyprawy było zintegrowanie z już podbitymi i wciąż opanowywanymi terytoriami ziem położonych w głębi lądu. Reszta armii dotarła do Pattali w lipcu 325 r. p.n.e.. W mieście tym Aleksander powierzył Hefajstionowi ufortyfikowanie miejscowości i nadzór nad budową doków i przystani, sam zaś wyruszył na rekonesans zachodniej odnogi Indusu. Król Macedonii w trakcie ekspedycji dotarł do Oceanu Indyjskiego. Następnie władca powrócił do Pattali, gdzie rozpoczęto przygotowania do powrotu do centrum państwa, budując w zaimprowizowanej stoczni okręty. Podbój Indii przez Aleksandra dobiegł końca.
Kampania indyjska z punktu widzenia Aleksandra była połowicznym sukcesem, gdyż władca liczył na większy i ambitniejszy rozmiar wyprawy. We wcześniej rozbitych na zwaśnione społeczności Indiach zapanował pokój, co umożliwiło rozwój gospodarki. W miastach, które zostały zdobyte przez Aleksandra, Hindusi zyskali nowe perspektywy rozwoju, a ich dzieci miały dostęp do greckiego systemu edukacyjnego. Z kolei rejs rzekami Indii przyczynił się do rewizji dotychczasowych błędnych przekonań odnośnie geografii wschodu. Król Macedonii i jego otoczenie zyskało pewne, w znacznym stopniu przybliżone do stanu faktycznego, wyobrażenie o realiach geograficznych tamtych terenów, a przede wszystkim o położeniu ujścia Indusu i wybrzeży Oceanu w stosunku do Zatoki Perskiej. W dużej mierze ułatwiło to Aleksandrowi podjęcie decyzji odnośnie dalszych działań. Osiągnięcie wybrzeży Oceanu odegrało rolę propagandową wzmacniając autorytet w oczach armii oraz pozwalało zakreślić wyraźne granice państwa. Obszary w okolicach ujścia Indusu prawdopodobnie miały pełnić funkcję najdalej na południowy wschód wysuniętej rubieży granicznej, gdzie, oprócz obecności sił lądowych, planowano utrzymanie silnej floty. Niemniej jednak po opuszczeniu Indii przez Aleksandra władza Macedończyków na tych terenach z roku na rok słabła.

## Powrót z Indii
W Pattali doszło do podzielenia armii macedońskiej na dwie grupy. Aleksander miał poprowadzić żołnierzy wybrzeżem Morza Arabskiego przez pustynię Gedrozji, a Nearchos wyruszyć z częścią sił drogą morską. Oba zgrupowania miały mieć ze sobą łączność logistyczną i dotrzeć do centralnych prowincji imperium. Z kolei Krateros już wcześniej ze swoimi oddziałami udał się w stronę Karmanii. Król Macedonii wyruszył w lipcu 325 r. p.n.e. na północny zachód. Na trasie znajdowała się największa osada Mekranu i południowej Gedrozji: Rambakia, która została przekształcona w kolejną Aleksandrię. Przez część wyprawy władca Macedonii starał się poruszać wybrzeżem zajmując się jednocześnie zadaniami natury militarno-organizacyjnej na nowo zajmowanych terenach (ustanawiał administrację oraz toczył potyczki z lokalnymi plemionami). Najtrudniejszym etapem marszu było przejście przez pustynię Gedrozji. Wówczas z powodu ekstremalnych warunków armia macedońska uległa zupełnemu rozkładowi. Wykończone wojska dotarły po sześćdziesięciu dniach do miasta Pury. Następnie żołnierze wkroczyli, po kolejnych siedmiu dniach marszu, do położonego w Karmanii Salmus. Spotkali się oni wówczas z siłami Kraterosa, który wcześniej odbył swoją wyprawę. Do Salmus, pod koniec grudnia 325 r. p.n.e. lub w styczniu 324 r. p.n.e. dotarł również Nearchos, któremu podróż z brzegu cieśniny Ormuz zajęła pięć dni. Poinformował on Aleksandra, że jego flota dopłynęła do wybrzeży Karmanii bez strat. Po tym spotkaniu Aleksander wraz z Hefajstionem zimą 325/324 r. p.n.e. wyruszył z Karmanii drogą lądową do Farsu. Z kolei Nearchos na czele floty popłynął do ujścia Tygrysu, a stamtąd dalej w górę rzeki, by następnie kanałem łączącym Tygrys z rzeką Karun dotrzeć do Suzy. Król Macedonii dotarł do Suzy w marcu 324 r. p.n.e. odwiedzając po drodze Pasargadaj i Persepolis, gdzie uporządkował sprawy administracyjno-organizacyjne imperium (dokonał m.in. czystek i zmian wśród satrapów). Po powrocie armia Aleksandra znajdowała się w fatalnym stanie. Natura zadała wojskom macedońskim ogromne klęski: 1/3 żołnierzy umarła w trakcie marszu przez pustynię Gedrozji.
Motywy, jakie skłoniły Aleksandra do podjęcia tak ryzykownego powrotu, są niejednoznaczne. Wymienia się parę czynników. Jednym z nich jest to, iż władca Macedonii prawdopodobnie uważał opracowany przez siebie plan powrotu za najlepszy i najbezpieczniejszy sposób przerzucenia zarówno floty jak i armii przez pustynne połacie terenu. Istotne również mogły być aspekty związane z organizacją imperium. Król Macedonii zdecydował się na taki powrót, gdyż zamierzał zorganizować szlak wodny, który połączyłby Pendżab ze światem śródziemnomorskim. Dlatego też przeprowadzenie morskiej ekspedycji miało na celu zbadanie warunków geograficznych na Oceanie (odcinek Zatoka Perska-ujście rzeki Indus) oraz poznanie terenów przybrzeżnych. Aleksander mógł także kierować się czysto prywatnymi aspiracjami. Zgodnie z tradycją znaną Grekom opowiadano, że tylko Cyrus Wielki oraz Semiramida zdołali przejść pustynię Gedrozji wraz z garstką ludzi. Rzekomo król Macedonii „chciał ich przewyższyć”.

## Plany Aleksandra Wielkiego
Zimą 324/323 r. p.n.e. Aleksander, ku pamięci zmarłego Hefajstiona, przeprowadził, ostatnią w swoim życiu, kampanię wojenną. Była ona skierowana przeciwko Kossejczykom, jednemu z górskich plemion zamieszkującemu na południowy zachód od Ekbatany. Achemenidzi nigdy nie podporządkowali sobie tego ludu, gdyż koszt i uciążliwość podboju byłyby niewspółmierne w stosunku do potencjalnych zysków. Król Macedonii natomiast w przeciągu pięciu tygodni spacyfikował plemię, a po zakończeniu kampanii powrócił z armią do Babilonu. Miasto to obrał na główną siedzibę władcy imperium. Do Aleksandra Wielkiego zaczęły przybywać poselstwa przesłane z Libii, Kartaginy, Etiopii, od Scytów europejskich, Celtów z Bałkanów i Galii, Iberów, oraz również od ludów italskich – Brutiów, Lukanów, Tarentyjczyków i Rzymian. Delegacje te były wysyłane, gdyż państwa i narody obawiały się, że mogą stać się następnym celem dalszych podbojów. Dlatego też jedni poszukiwali korzystnych sojuszy, inni przybywali, aby bronić swych rządów przed najrozmaitszymi oskarżeniami czy roszczeniami, a wszyscy mieli nadzieję, że zdołają porozumieć się z władcą imperium.
Aleksander Wielki rzeczywiście miał w swoich planach dalsze wyprawy dla poszerzenia granic imperium, a także szereg innych przedsięwzięć, które chciał zrealizować w najbliższych latach. Plany obejmowały:
- Podbój Arabii. Król Macedonii, poprzez zajęcie półwyspu, chciał zintegrować ze sobą pod względem komunikacyjnym Mezopotamię i Egipt. W zamyśle Aleksandra, rozwinięte szlaki wodne wokół półwyspu miały w przyszłości ułatwić przeprowadzenie planowanej inwazji na Zachód oraz roztoczenie kontroli nad całością imperium od wschodu do zachodu[565]
- Zbudowanie w portach Fenicji, Cylicji, Syrii i Cypru 1000 okrętów, które posłużyłyby do przeprowadzenia podboju terenów na Zachodzie, aż po Słupy Heraklesa, obejmującego Kartaginę, Iberię, Sycylię i południową Italię. Przy tym położona by została, służąca potrzebom takiej kampanii, droga wzdłuż całego wybrzeża Morza Śródziemnego wraz z portami i stoczniami[566][567][568]
- Przesiedlenie ludów mieszkających w Europie i Azji; dotyczyło to zakładania kolejnych miast. W planach zakładania miast na zachodnich obszarach imperium przewidywano, że część mieszkańców miała pochodzić ze wschodu, i na odwrót, aby sprzyjać wzajemnym kontaktom oraz zawieraniu mieszanych małżeństw. Prawdopodobnie miało to także na celu rozbicie potencjalnie buntowniczych populacji. Równolegle do tego Aleksander dążył do stworzenia monarchii, którą chciał władać przy pomocy nowej elity rządzącej, złożonej z Macedończyków i Persów[566][569][570]
- Wzniesienie 6 świątyń w Delos, Delfach, Dodonie, Dion, Amfipolis i Kyrnos, kosztem 7500 talentów łącznie, oraz zbudowanie piramidy dla Filipa II[566][567]

Jednakże żaden z tych projektów nie doczekał się realizacji. Aleksander Wielki zmarł 11 czerwca 323 r. p.n.e. w Babilonie.

## Skutki wojen Aleksandra Wielkiego
Wojny Aleksandra Wielkiego doprowadziły do powstania jednego z największych państw w historii. Powierzchnia imperium w chwili śmierci króla Macedonii wynosiła około 5 milionów kilometrów kwadratowych. Monarchia Aleksandra obejmowała współczesną: Grecję, Bułgarię, Turcję, Liban, Syrię, Palestynę, Izrael, Egipt, Irak, Kuwejt, Iran, Afganistan, zachodni Pakistan oraz części Turkmenistanu, Tadżykistanu oraz Uzbekistanu. Ponadto jego zwierzchność uznało wielu innych królów i wodzów w obrębie i na obrzeżach tego terytorium. Upadek, istniejącego ponad 200 lat, Imperium Perskiego na skutek przegranej wojny z Macedonią i Związkiem Korynckim był wstrząsem dla milionów osób. Dla poddanych i żyjących pod rządami Dariusza III, imperium było całym ich światem, a jego koniec stanowił punkt zwrotny w dziejach starożytności. O zmianach jakie spowodowały wojny Aleksandra Wielkiego pisali m.in. ówcześni filozofowie:

Gdyby przed pięćdziesięciu laty jakiś bóg przepowiedział przyszłość Persom albo królowi perskiemu lub też królowi Macedończyków, czyż daliby wiarę, że dziś po Persach, którym podlegał cały świat, zostanie zaledwie nazwa i że Macedończycy, których imię mało kto znał dawniej, będą teraz panami świata?

Co prawda Aleksander zachował pewne elementy dawnego ustroju (m.in. struktura administracyjna państwa Aleksandra pozostała taka sama jak za Achemenidów), natomiast doszło do wielu zmian w pozostałych sferach. Aleksander obrał Babilon na centralną siedzibę władcy imperium oraz chciał żeby prowincje o najbogatszej i najstarszej kulturze odgrywały kluczową rolę w życiu monarchii. Dlatego też Babilonia, Azja Zachodnia i Egipt zaczęły przejmować dominującą pozycję Persji, gdyż kraina ta była pod wieloma względami uboższa od pozostałych. Dawne królewskie miasta Imperium Perskiego: Suza i Ekbatana, stały się nieistotnymi politycznie zaściankami, a opustoszałe Persepolis praktycznie leżało w gruzach. Władca Macedonii domagał się od Greków uznania go za boga i wprowadzenia kultu swej osoby. Krok ten miał charakter polityczny. Jako bóg Aleksander mógł wydawać dekrety, w których nie krępował się istniejącymi w Grecji prawami. Zabieg ten powodował wśród Macedończyków ogromny sprzeciw i nie był przyjmowany pozytywnie. Mimo to Aleksander częściowo zaczął być ubóstwiany. Co więcej decyzja ta miała znaczenie historyczne. Ubóstwienie panującego zostało przyjęte przez następnych władców: królów hellenistycznych i cesarzy rzymskich.
Zdobyte przez Macedończyków w trakcie wojny ogromne ilości kruszcu, tezauryzowane wcześniej w skarbcach przez Achemenidów, zostały przerobione na monety, a następnie wypuszczone w obieg. Początkowo spowodowało to spadek wartości pieniądza i drożyznę, lecz z biegiem czasu wywołało ożywienie gospodarcze, wzrost produkcji i rozwój handlu. Rozbudowana w trakcie wojen sieć dróg, a także nowe połączenia morskie poskutkowały przyśpieszeniem tych procesów. Szacuje się, że efekt ekonomiczny wpuszczenia w obieg gospodarczy, gromadzonych przez ponad 200 lat w stolicach perskich, masy kruszców jest bardziej znaczący w dziejach gospodarczych świata niż wpływ srebra i złota z Ameryki Południowej, przywiezionych przez Hiszpanów do Europy w XVI i XVII w.
Podczas toczonych wojen u boku armii macedońskiej towarzyszyła ekspedycja badawcza. Uczeni greccy badali nieznane dla siebie zjawiska naturalne, dokonywali pomiarów geograficznych, prowadzili dzienniki, w których zapisywali wydarzenia, przeprowadzali badania nad poszczególnymi krajami lub zbierali okazy rzadkich roślin i zwierząt. Zgromadzone materiały sprzyjały rozwojowi nauk takich jak botanika, zoologia lub geografia. Relacje badaczy były przekazywane do Lykeion, szkoły filozoficznej założonej przez Arystotelesa.
Wojny odcisnęły swoje piętno na wielu religiach, kulturach i narodach. Monarchia Aleksandra Wielkiego, obejmująca tereny dawnego Państwa Achemenidów, Macedonii i Grecji, skupiła dwie kultury: helleńską (grecką) i wschodnią, co dało początek kulturze hellenistycznej. Po podboju Wschodu sztuka grecka oddziaływała aż do Indii, Pakistanu i Afganistanu, tworząc zalążek hybryd grecko-mezopotamskich, grecko-irańskich oraz grecko-buddyjskich. Procesowi integracji i mieszania się w jedną całość Greków i ludów wschodu sprzyjało ponad 30 miast założonych przez Aleksandra w Azji i Egipcie. W nowo powstałych miastach mieściły się garnizony wojskowe stabilizujące sytuację wewnętrzną imperium, a także kwitł handel. Z kolei kampania indyjska spowodowała napływ perskich rzemieślników i artystów do Indii, gdyż byli pozbawieni achemenidzkiego mecenatu. Skutkiem tej migracji było rozprzestrzenienie się w Indiach zaratusztrianizmu oraz wpływów irańskich na sztukę. W Fenicji natomiast miasta zaludnione macedońskimi kolonistami przeżyły kryzys. Tamtejsza ludność zaczęła przyjmować kulturę helleńską, która wypierała niepodległościowe tradycje i dziedzictwo fenickiej kultury. Język fenicki również zaczął stopniowo zanikać, ustępując grece.
Wojny Aleksandra Wielkiego wspomina Biblia, w 1 Księdze Machabejskiej:

Aleksander, syn Filipa Macedońskiego, wyruszył z kraju Kittim i po zwycięskich walkach pokonał Dariusza, króla Persów i Medów, i w jego miejsce objął panowanie najpierw nad Helladą. Prowadził on wiele wojen: zdobył [wiele] umocnionych miejscowości i wytracił królów [rządzących na swych] ziemiach. Przeszedł on aż na krańce świata, a nabrał łupów od wielu narodów. Cała ziemia przed nim zamilkła, jego zaś serce wbiło się w pychę. Zebrał bowiem bardzo liczne wojsko i rządził państwami, narodami i [ich] władcami tak, że płacili mu daniny.

11 czerwca 323 r. p.n.e. w Babilonie zmarł Aleksander Wielki. W chwili śmierci król Macedonii nie posiadał dziedzica męskiego, a więc oficjalnego następcy, który mógłby przejąć władzę nad rozległym imperium. Następnego dnia zwołano w Babilonie naradę najbliższych jego przyjaciół i dowódców. W obecności zebranych Perdikkas położył na tronie królewski pierścień, który otrzymał z rąk umierającego władcy. Perdikkas zaproponował, by z uwagi na ciążę Roksany, żony Aleksandra, poczekać z wyborem nowego króla do czasu narodzin dziecka, a jeśli byłby nim chłopiec, jego należałoby obwołać królem. Propozycję przekazano zgromadzeniu wojska macedońskiego, do którego miała należeć decyzja zatwierdzenia nowego króla. Zgromadzenie było jednak podzielone. Piechota wolała widzieć na tronie Arridajosa – brata Aleksandra III Macedońskiego, natomiast jazda poparła propozycję Perdikkasa. Wśród zgromadzonych o mało nie doszło do walki, jednakże dzięki interwencji Eumenesa udało się uspokoić żołnierzy. Na mocy zawartego kompromisu Arridajos pod imieniem Filipa III miał panować z ewentualnym synem Aleksandra III. Dziecko, które urodziła Roksana (w sierpniu 323 p.n.e.) okazało się rzeczywiście chłopcem. Nadano mu imię Aleksandra IV. Z uwagi na niezdolność Filipa III do sprawowania władzy samodzielnie – cierpiał na chorobę psychiczną – wyznaczono na jego opiekuna Perdikkasa. Autorytet Aleksandra i Macedończyków był tak wielki, że ludy azjatyckie nie próbowały się buntować. Zmarły król pozostawił po sobie kilkaset tysięcy zaprawionych w boju żołnierzy - Macedończyków, Greków i Azjatów, kilkunastu zdolnych i ambitnych wodzów oraz rozległe imperium. Początkowo Perdikkas utrzymywał jedność polityczną imperium. Jednakże po czasie doszło do powstania koalicji wymierzonej przeciwko niemu, co poskutkowało wybuchem wojen diadochów i rozpadem monarchii.

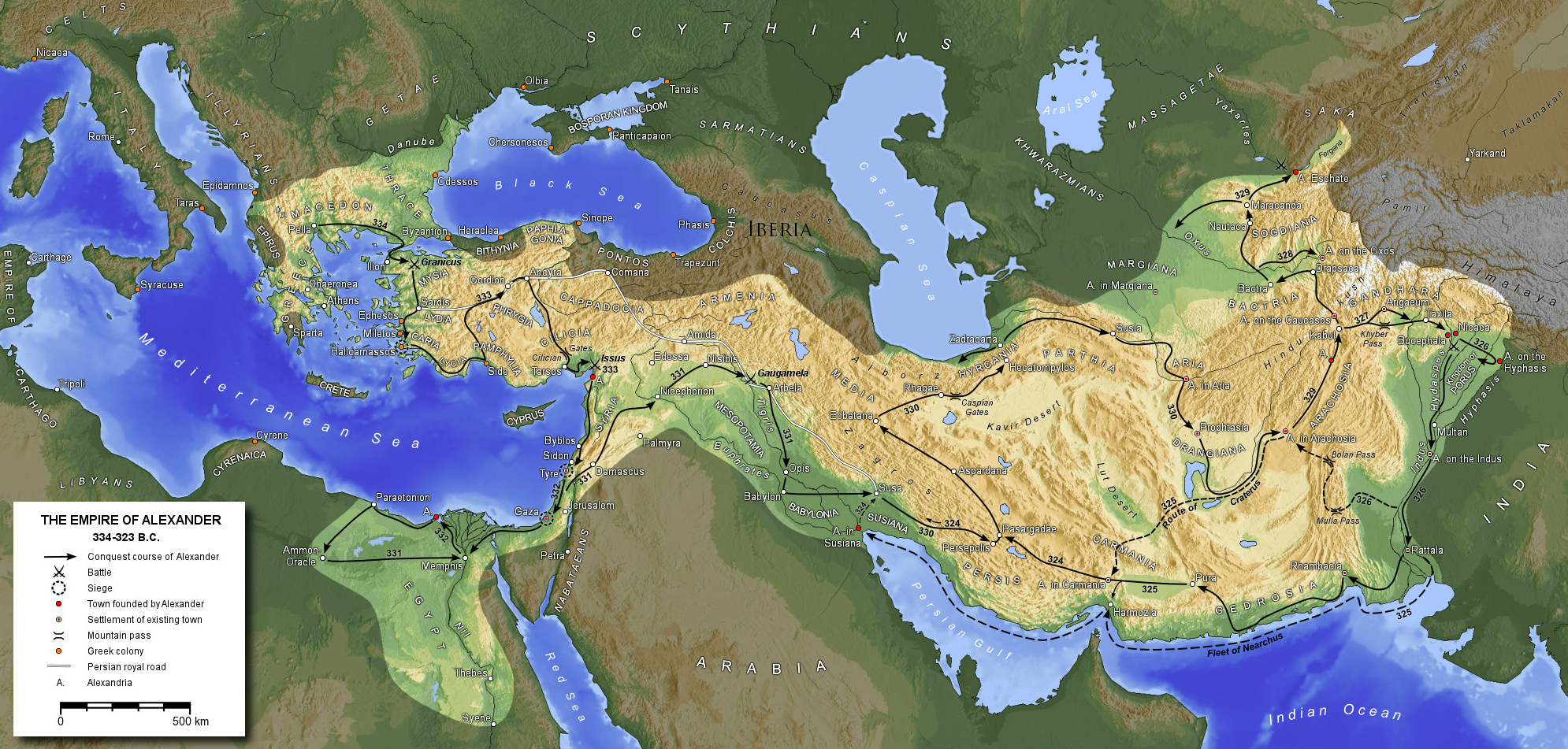
Mapa przedstawiająca imperium Aleksandra Wielkiego oraz trasę podbojów

## Sztuka wojenna
Kampanie wojenne Aleksandra Wielkiego wyznaczyły szczytowy punkt greckiej praktyki prowadzenia działań wojennych, która wychodząc od spartańskiej taktyki hoplickiej w Atenach, Tebach i na Sycylii, była nieustannie ulepszana. Aleksander i wcześniej jego ojciec, Filip II, po raz pierwszy pokazali zachodniej Grecji, jakie efekty może przynieść dowództwo nad oddziałami całkowicie posłusznymi wodzowi, zdolnemu podejmować szybkie decyzje i wprowadzać je w życie, zwracając uwagę wyłącznie na cele militarne. Niszczenie wroga, zdobywanie jego twierdz poprzez szturmy, eliminacja jego wszystkich źródeł wsparcia, obmyślane z wojskowego punktu widzenia konstruowane operacje i rozległe przestrzenie jako obszar ich przeprowadzania będą charakteryzować strategię od czasów wojen Aleksandra Wielkiego. Po raz pierwszy także w trakcie kampanii wojennych, w przeciwieństwie do poprzednich konfliktów, przez Macedończyków zostały zastosowane, pełne, praktyczne zasady „strategii powalającej” – tak Carl von Clausewitz określał prowadzoną przez Aleksandra strategię wojenną.
Porównanie broni stosowanej w armiach Achemenidów i w Macedonii pokazuje, że nie było w większości przypadków zasadniczej różnicy. Ogromną przewagę zyskiwali jednak Macedończycy dzięki zastosowaniu niezmiernie długich włóczni piechoty i konnicy. W dużej mierze podczas wojny Aleksandra z Imperium Perskim w bitwach nad Granikiem i pod Gaugamelą macedońskie włócznie dominowały nad perskimi oszczepami i włóczniami. Dariusz III dostrzegał problemy zbrojeniowe Persów i dlatego też w trakcie wojny próbował nieskutecznie reformować wojsko. Z kolei Aleksander starał się dostosowywać uzbrojenie do warunków geograficznych. W Iranie i Azji Środkowej macedońskie siły zbrojne uległy pewnym przemianom. Reformy militarne króla trwające od 330 r. p.n.e. polegały na wprowadzaniu do wojska formacji bazujących na Irańczykach. Doprowadziło to do powstania armii o zupełnie innym charakterze niż ta, z którą król macedoński lądował w Azji Mniejszej w 334 r. p.n.e. W trakcie wojen Aleksander rozpoznawał wartość konnicy irańskiej, sformował irańską falangę, a pod koniec panowania chętnie używał lekkozbrojnych formacji irańskiej piechoty w swej zreformowanej armii. Irańska sztuka wojenna ewidentnie wpłynęła na taktykę Aleksandra.
Wielki Król Dariusz III dysponował w przededniu inwazji macedońskiej licznymi i doborowymi formacjami wojskowymi. Niemniej jednak, w składzie armii królewskiej i satrapiej znajdowały się również mniej efektywne jednostki, wyposażone w nieodpowiednią broń (w szczególności te z pospolitego ruszenia). Różnorodność rodzajów sił zbrojnych w armii Achemenidów często prowadziła do ogólnej słabości taktycznej. W niektórych przypadkach Persowie dysponowali bardziej zaawansowaną bronią niż Macedończycy, zwłaszcza w zakresie uzbrojenia ochronnego koni oraz jakości i efektywności łuków. Perscy dowódcy jednak często nie potrafili skutecznie wykorzystać tych atutów na polu taktycznym i strategicznym. W pierwszej fazie wojny wśród Persów nie było jednomyślności co do planu prowadzenia wojny. Toczył się spór między Memnonem, najlepszym z dowódców perskich, a satrapami Azji Mniejszej, którzy kierowali się interesami lokalnymi. Memnon proponował nie przyjmować bitwy z armią macedońską i wycofać się w głąb imperium, niszcząc wszystko po drodze. Chciał tym samym zyskać czas m.in. do zebrania jak największego pospolitego ruszenia. Satrapowie małoazjatyccy nalegali jednak, aby nie wydawać Azji Mniejszej na łup przeciwnika i przeszkodzić wtargnięciu do niej armii macedońskiej. Na skutek tego dowództwo perskie zaczęło przesuwać swoje wojska ku wybrzeżom Azji Mniejszej, w kierunku Hellespontu, z zamiarem stawienia oporu armii macedońskiej. Plan ten okazał się błędem, gdyż Persowie zostali pokonani nad Granikiem, w pierwszej bitwie wojny.
Kluczową i najważniejszą rolę we wszystkich kampaniach wojennych odgrywał sam Aleksander. Zajmuje on szczególne miejsce w historii z uwagi na to, że łączył w sobie umiejętności stratega zdobywającego ówczesny świat oraz osobiście walczącego wojownika. Sprawnie dowodził armią w starciach z wrogiem, pokonywał trudności terenowe, a także łączył różne rodzaje broni, dostosowując się do warunków panujących na polu bitwy. Skutecznie zabezpieczał strategicznie swoje bazy i linie komunikacyjne, starannie dbał o zapasy, czekał na zakończenie przygotowań, by następnie zdecydowanie ruszyć naprzód, wykorzystując zwycięstwa aż do granic wytrzymałości swoich oddziałów. Jednocześnie, w każdej bitwie, osobiście stawał na czele swojej kawalerii, posługując się zarówno mieczem, jak i włócznią. Prowadził własnoręcznie kolumny uderzeniowe, przerywając szeregi wroga, i był pierwszym, który przeskakiwał mury obronne. To wyjątkowy moment w historii działań wojennych, gdy czynniki dowodzenia i walki były ze sobą tak zintegrowane, że dowódca, kierując się własnymi strategicznymi i taktycznymi planami, jednocześnie pełnił rolę aktywnego żołnierza na polu bitwy.